# ハイデルベルク城
座標: 北緯49度24分36秒 東経8度42分57.6秒 / 北緯49.41000度 東経8.716000度

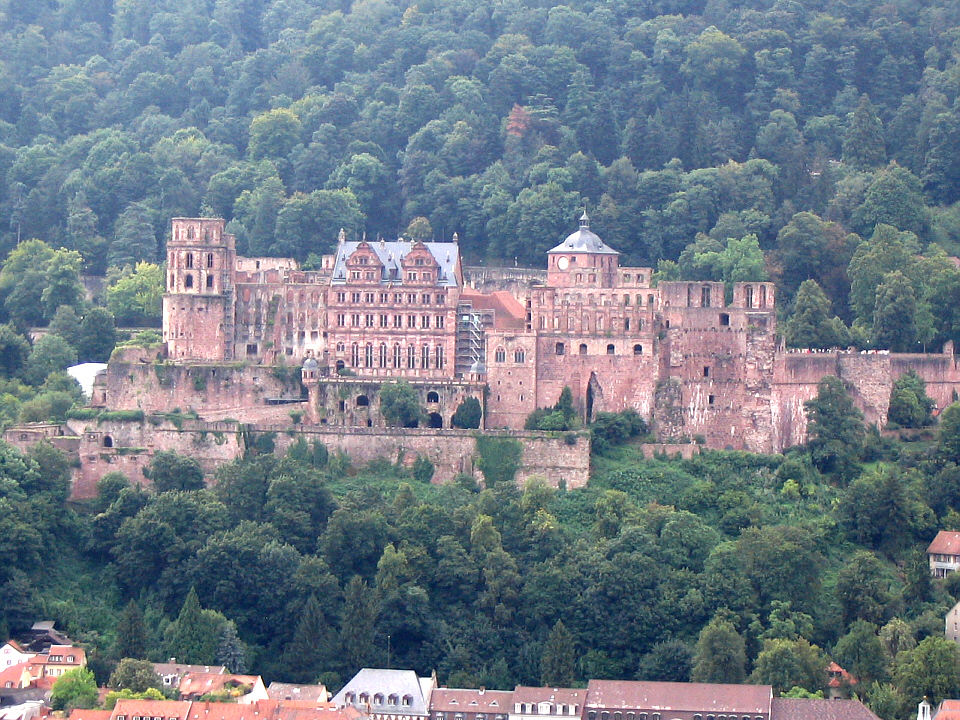
ハイデルベルク城全景

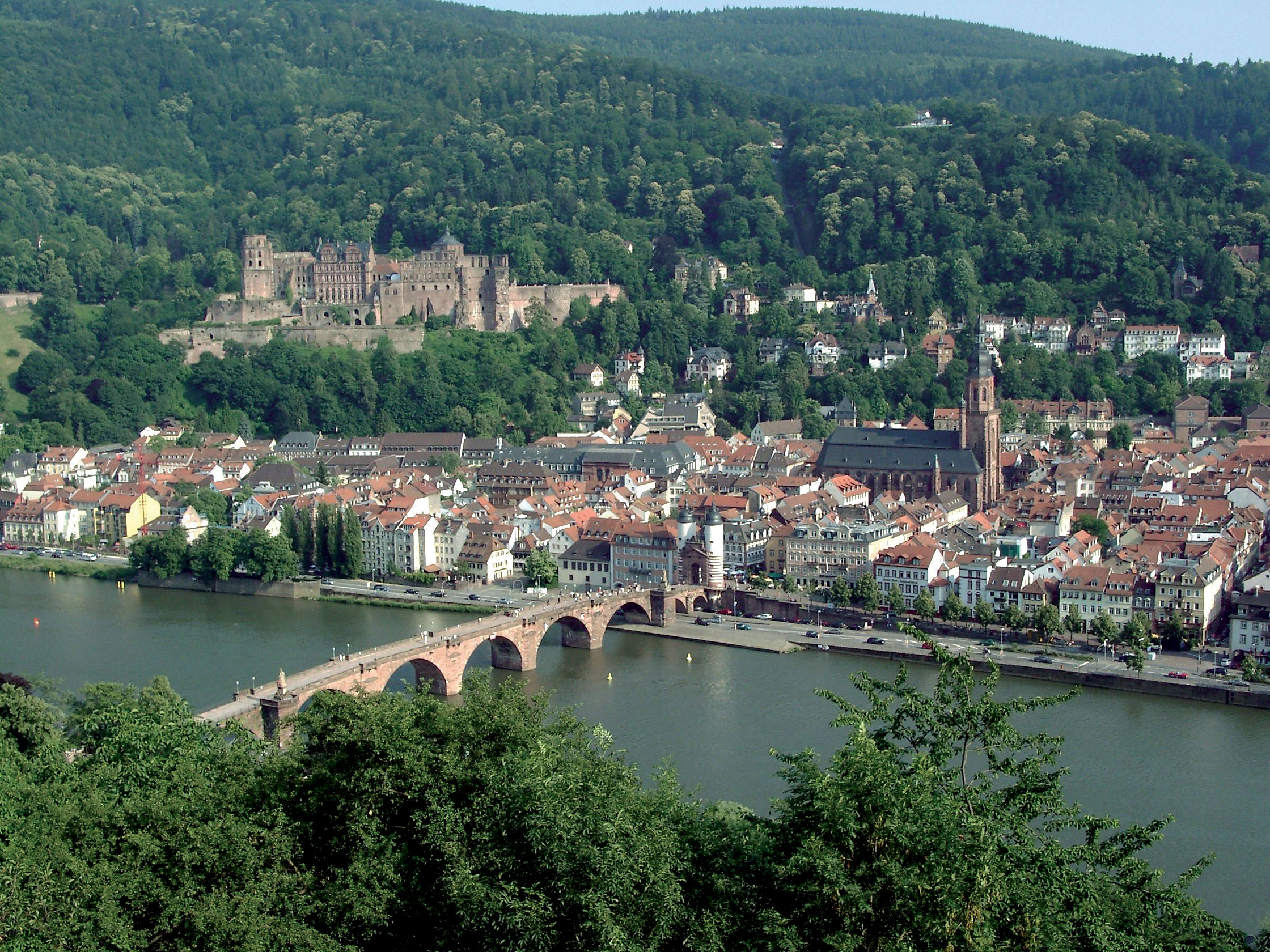
アルテ・ブリュッケ、聖霊教会、ハイデルベルク城の三者のアンサンブルがハイデルベルクの風景を形成する。

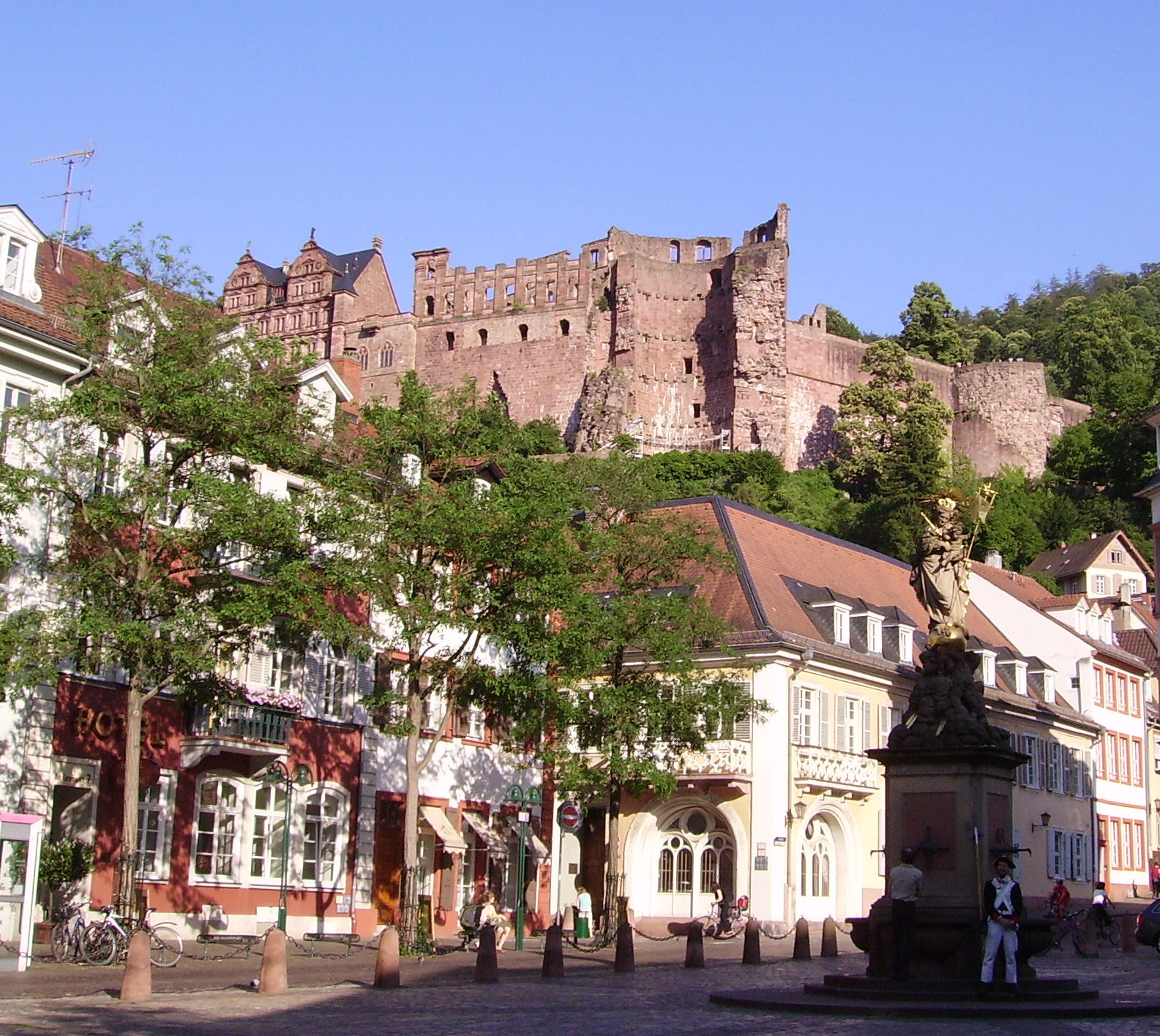
ハイデルベルク旧市街から見上げたハイデルベルク城

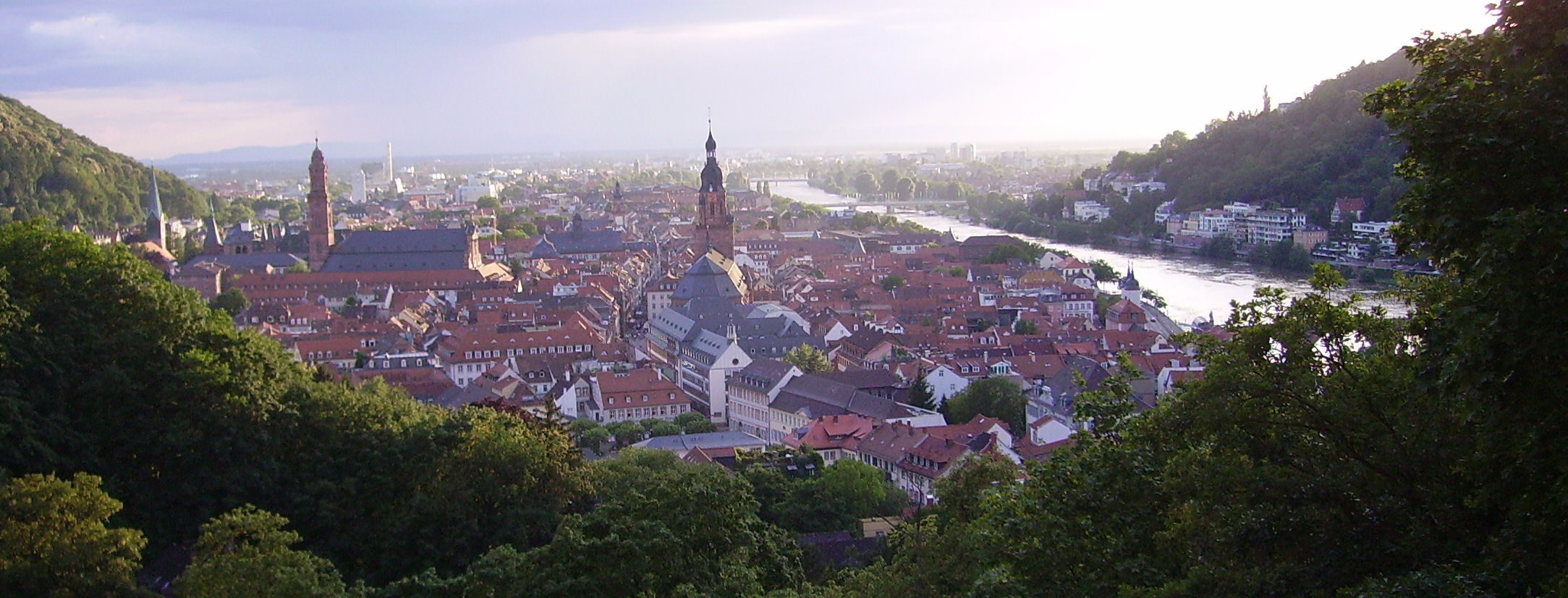
ハイデルベルク城から見下ろすハイデルベルク旧市街

ハイデルベルク城（ハイデルベルクじょう、Heidelberger Schloss）は、ドイツ連邦共和国バーデン＝ヴュルテンベルク州ハイデルベルク市に遺る城趾である。ドイツで最も有名な城趾の一つであり、ハイデルベルクの象徴的建造物となっている。プファルツ継承戦争で破壊されるまで、この城はプファルツ選帝侯の居城であった。1689年にルイ14世の軍によって破壊され、1693年に一部だけが修復された。この城趾はアルプスの北側で最も重要なルネサンス建築の遺構を含んでいる。この城はケーニヒスシュトゥール（「王の椅子」）という山の北斜面、 ネッカー川の河原から約80mの高さに位置し、旧市街の風景を決定づけている。

## 歴史

### 破壊まで

#### 最初の記録
ハイデルベルクは、ライン宮中伯コンラート・デア・シュタウファーの1147年の文書に初めて記録されている。すなわち、父のシュヴァーベン大公フリードリヒ2世の遺産を異母兄の神聖ローマ皇帝フリードリヒ1世と分割し、ラインフランケン地方を得たというものである。コンラートの居館が現在の城山であるイェッテンビュール（山全体はケーニヒシュトゥールという名であるが、その麓部分を特にイェッテンビュールと呼ぶ）にあったとする説は、未だに証明されていない。
歴史家でフリードリヒ2世の秘書官であったフーベルトゥス・トマス・レオドシウスが伝える伝承によれば、イェッテンビュールの名前は占い師の老婆イェッタに由来するという。シュリーアバッハ上流域のヴォルフスブルンやネッカー川の対岸にある異教徒の洞穴がこの物語の源泉となったのであろう。しかし実際には、「イェッテンビュール」は「ユンクフィーヒューゲル」（Jungviehhügel = 若い家畜の丘）を意味する。

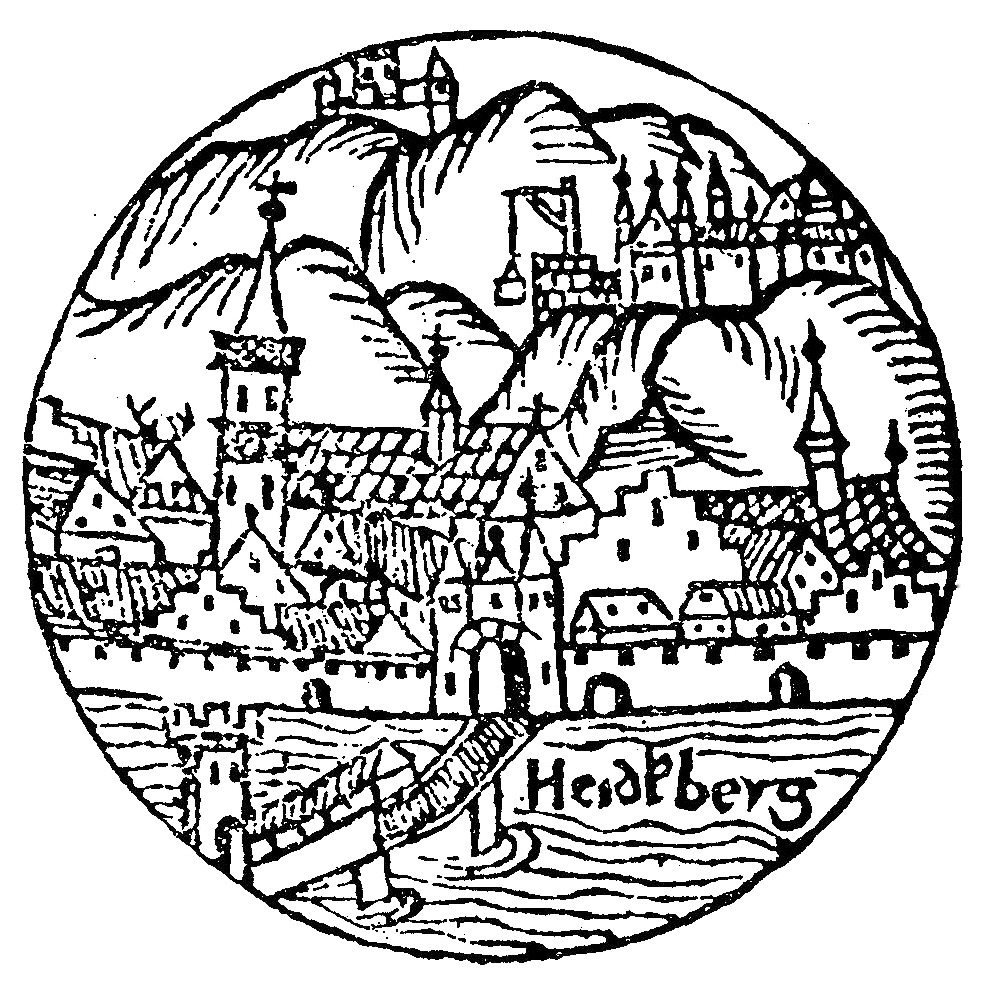
オベーレ・ブルクが描かれた1527年の版画

ハイデルベルクの城は、1225年に初めて記録されている。ルートヴィヒ1世がヴォルムス司教ハインリヒから、この城をレーエンとして獲得したというものである。1214年にライン宮中伯に叙せられたバイエルン公がこの城の城主となったのである。1294年までハイデルベルクの城が複数あることを示す記述はないが、1303年にハイデルベルクに2つの城があることを示す記述が初めて現れる。現在のモルケンクア近くのクライン・ガイスベルクにあるオベーレ・ブルク（上の城）とイェッテンビュールにあるウンテーレ・ブルク（下の城）である。このため長い間、ウンテーレ・ブルクは1294年から1303年の間に建設されたと考えられていた。さらに19世紀後半に行われた精密な城の測量結果は、この城の成立年代不明の遺構が15世紀以前のものであることを示した。しかし出土した建築の遺構や建築史に基づくその後の研究成果は、ハイデルベルク城の成立を13世紀前半と推定している。1897年にはガラスの広間棟とフリードリヒ館の間の間仕切り壁にふさがれた窓があったことが示された。また、1976年のループレヒト館北東角の掘削研究では、1400年頃の土層に金属片やヴィルデンベルク城のアーチ窓に類似した形の窓の断片と思われるクローバー型の断片が発見された。さらに1999年にルートヴィヒ館付近で行われた考古学研究の結果は、この付近の建設が13世紀前半になされたという説を補強するものであった。ループレヒト1世の時代には名高い宮廷礼拝堂が建てられていたという説もある。
ハイデルベルクを描いた最も古い作品は、

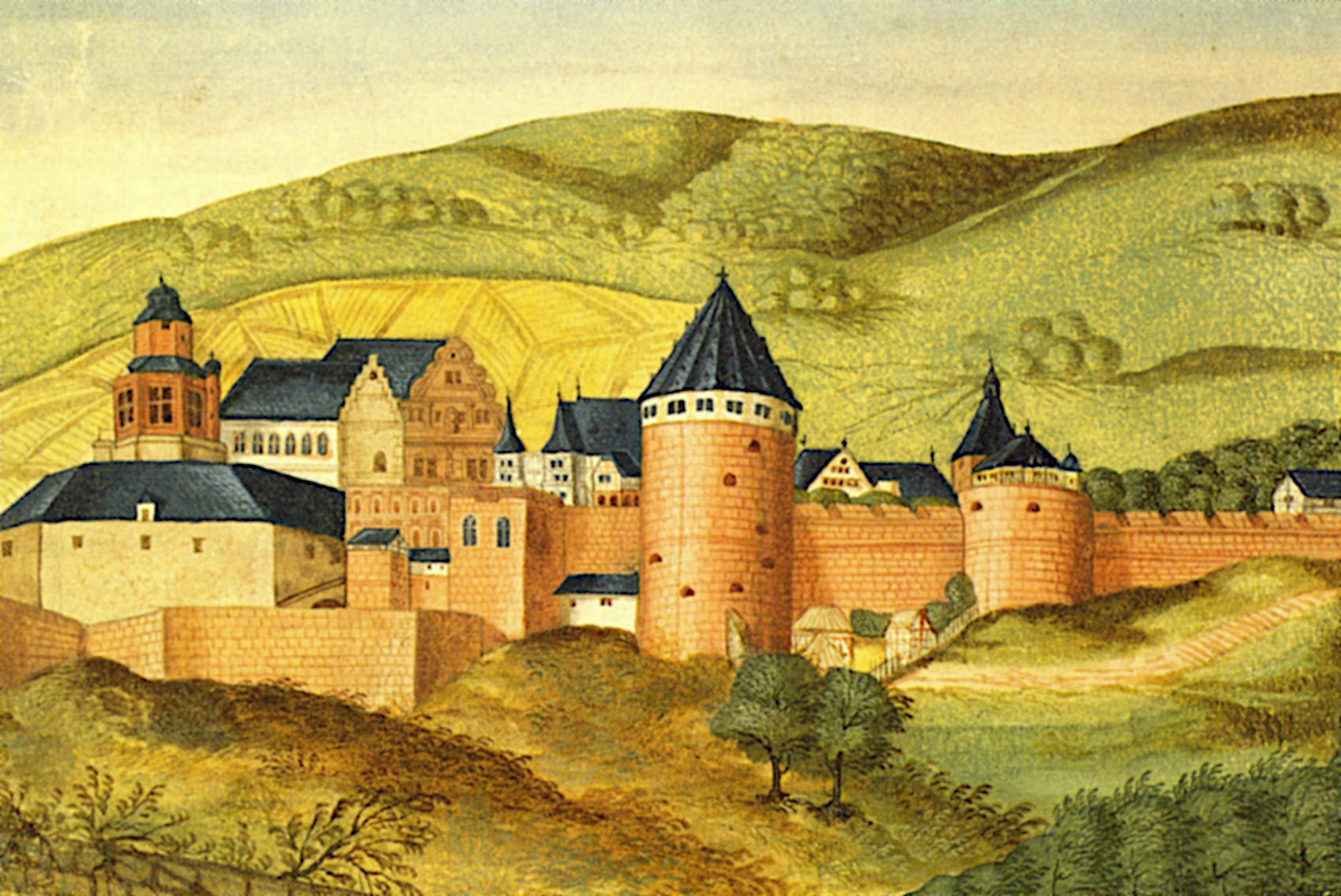
Thesaurus Pictuarumに描かれたハイデルベルク城

1. プファルツの教会参事会員マルクス・ツム・ラムの「Thesaurus Pictuarum」（1559年から1606年）
2. ハイデルベルクの司書で教授のピトポエウスの「Annales Academici Heidelbergenses」（1587年以降）
3. マルクァルト・フレーアーによる「Originum Palatinarum Commentarius」（1599年）
4. マルティン・ツァイラーの「Teutsche Reyssebuch」（1632年、1674年に「Itinerarium Germaniae」として復刊）

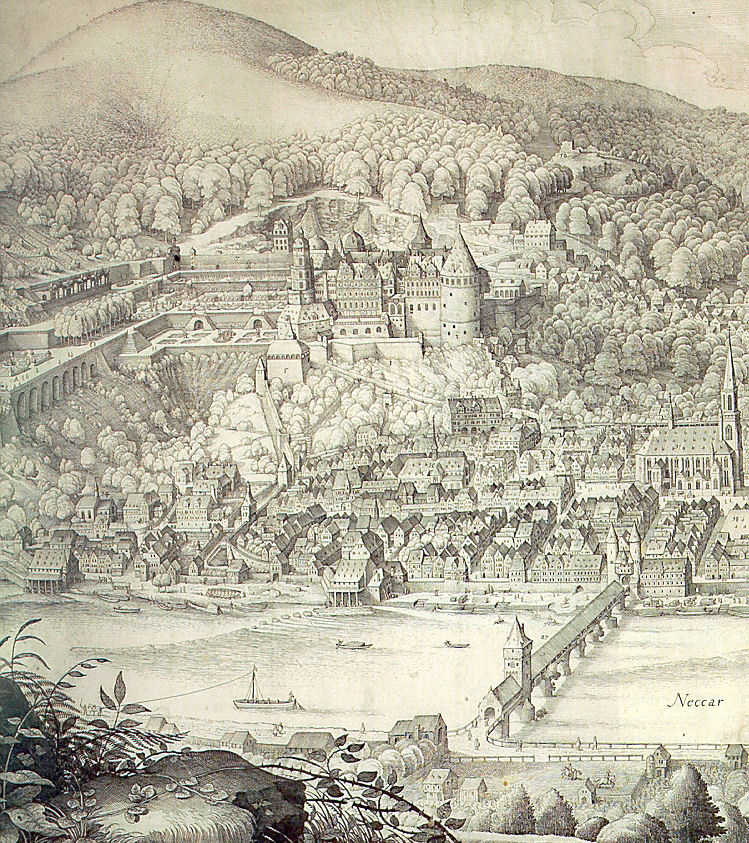
マテウス・メーリアンによって描かれたハイデルベルク城

だが、これらの作品はいずれも表層的なものであり、詳細な描写はなされていない。これに対して、マテウス・メーリアンの「Topographia Palatinatus Rheni」（1605年）には詳細な描写がなされている。メーリアンが描いた城の建物のほとんどは18世紀まで遺っていた。
このメーリアンの作品には「100年と少し前」、すなわち選帝侯ルートヴィヒ5世の時代に建設が始まったと記述されている。

#### 王の城、教皇幽閉
1401年、プファルツ選帝侯ループレヒト3世はローマ王（ドイツ王）になった。城は王の宮廷としては大変に手狭であり、戴冠式の後、ループレヒトはアウグスティン修道院（現在の大学）にまで宮廷を拡張した。それは王の宮廷にふさわしく、多くの官吏が執務するスペースを有するものであり、同時に防衛施設としても機能すべきものであった。
1410年にループレヒトが亡くなった後、その支配地は4人の息子達の間で分割された。プファルツの本拠地は長男のルートヴィヒ3世のものとなった。コンスタンツ公会議後、1415年に皇帝ジギスムントの命令により、アイヒェルスハイム城（現在のマンハイム、リンデンホーフ区）にいた元対立教皇ヨハネス23世がこの城に拘禁された。
フランスの詩人ヴィクトル・ユーゴーは1838年にハイデルベルクを訪れ、城趾を特に好んで散策した。この取材に基づいて教皇幽閉の歴史を記述している。

#### バーデン＝プファルツ戦争
バーデン＝プファルツ戦争時の1462年に、プファルツ選帝侯フリードリヒ1世はバーデン＝バーデン辺境伯カール1世、メッツ司教ゲオルク、ヴュルテンベルク伯ウルリヒ5世を捕虜にし、貧しい食事しか与えずに拘束した。伝説によると、フリードリヒ1世はこの捕虜達に食糧不足を納得させるために、食事のたびに荒廃した国土を窓から見せつけたとされる。この様子はグスタフ・シュヴァープの詩『ハイデルベルクの食事』に詠われている、フリードリヒ1世はこれらの捕虜の身代金を要求した。辺境伯カール1世は25,000グルデンの金を払い、シュポンハイムを割譲し、プフォルツハイムをレーエン領とした。メッツ司教は45,000グルデンを支払った。しかしフリードリヒ1世にとって最も重要であったのは、選帝侯の地位を保障せよという要求であった。

#### 宗教改革と三十年戦争
ルートヴィヒ5世の時代にマルティン・ルターが、自らの信仰を説明するためにハイデルベルク城を訪れた（ハイデルベルク信仰問答）。ルートヴィヒ5世の弟である宮中伯ヴォルフガングの案内を受けたルターは後に友人ゲオルク・シュパラティンへの手紙で、城の美しさと戦闘設備の充実を称賛している。
三十年戦争で初めて城に砲弾が飛んできた。これによって城建設の歴史は事実上終結した。これ以後、城は破壊と再建を繰り返すことになる。

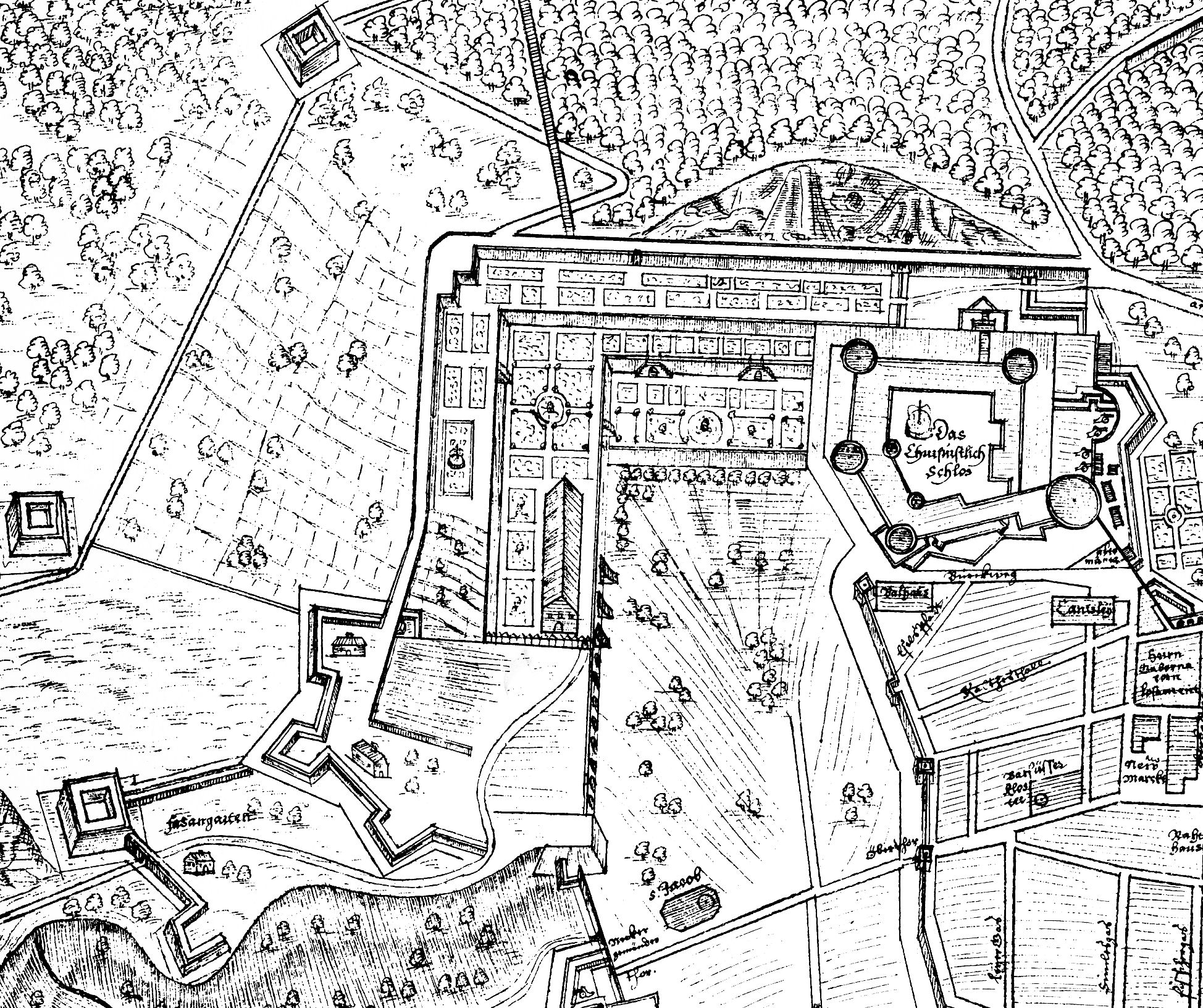
1622年の城の縄張り図

プファルツ選帝侯フリードリヒ5世は、逡巡しながらもボヘミア王位を受諾し（ボヘミア王フリードリヒ1世）、これにより悲劇を巻き起こした。白山の戦いの後、彼は追放者として逃亡する途中で性急にも軍を解散してしまった。このためバイエルン公マクシミリアン1世（後にバイエルン選帝侯）を首魁とするカトリック連合軍の司令官ティリー伯ヨハン・セルクラエスは防禦の術を失ったプファルツに襲いかかった。1622年8月26日にハイデルベルクへの砲撃が開始され、9月16日に街が、その数日後には城も占領された。1633年5月5日にスウェーデン軍がハイデルベルク市を占領しケーニヒシュトゥールからハイデルベルク城に砲弾を浴びせた。カトリック側の司令官は5月26日に城を明け渡した。しかし翌年には皇帝軍が城を奪回するために再び来襲し、1635年7月に占領され終戦を迎えた。1649年10月7日になってやっと新しい統治者がその家族と共に、この破壊された主城に再び入城した。

#### プファルツ継承戦争
プファルツ＝ジンメルン家の最後の当主、カール2世が1685年に子供のないまま亡くなると、フランス王ルイ14世は、弟であるオルレアン公フィリップ1世の名の下に（オルレアン公フィリップ1世の妃エリーザベト・シャルロッテはカール2世の妹であった）プファルツ領の相続を主張した（プファルツ継承戦争）。1688年9月29日、フランス軍がプファルツ領に進攻すると、新しく選帝侯位を継いだプファルツ＝ノイブルク家出身のフィリップ・ヴィルヘルムは10月24日にハイデルベルクを放棄した。

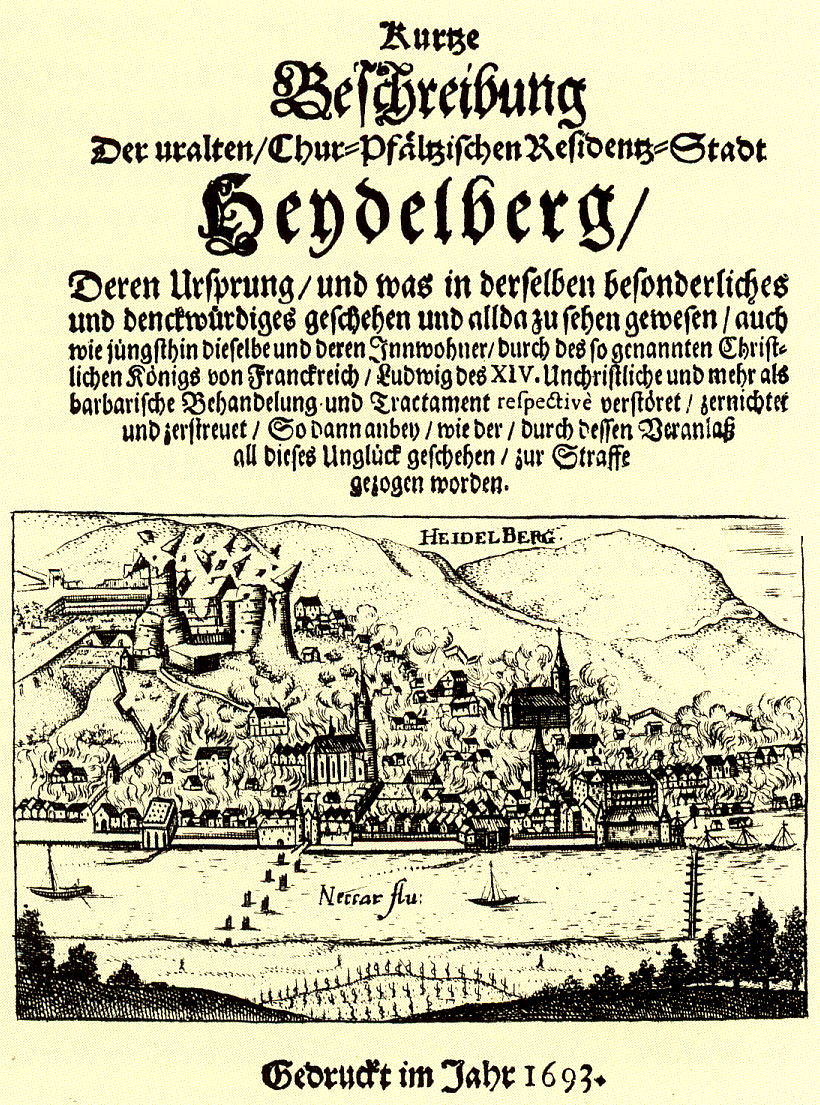
破壊されたハイデルベルク城を描いた1693年のビラ

フランス軍の軍事会議は、アウクスブルク同盟軍に対抗するために、すべての防衛施設を破壊し国土を荒廃させることで、この地域における反攻の機会を敵から奪うことを決議した。フランス軍は1689年3月2日の退却の際に、城だけでなく都市にも多発同時的に火をかけた。ヨハン・ヴィルヘルムは、破壊されたハイデルベルクに戻るとすぐに市壁と塔の再建を命じた。フランス軍は1691年と1692年に再びハイデルベルクの門前にまで迫ったが、防衛施設が再建され良好な状態にあることを目の当たりにして、攻撃を行わず退却した。しかし1693年5月18日に再び来襲し、5月22日に街を占領した。だが、彼らの作戦は城に拠点を構える事ではなく、町の破壊することで城にダメージを与える事であった。数日後に城の守備隊は降伏し、フランス軍は1689年の退却時の慌ただしさに不完全であった破壊を今度は完遂した。前回は破壊を免れた塔や壁が爆破されたのである。

#### マンハイムへの遷都
1697年、プファルツ継承戦争を終結させたレイスウェイク条約により、ようやくわずかな平安がもたらされた。城を破壊し、まだ使える部分は渓谷に造営する新しい宮殿に利用するという計画が立てられた。しかしこの計画の遂行は困難であるため、城は応急処置的に修復されることとなった。同時にカール3世フィリップは城を完全に立て替える計画も描いたが、資金難のためこの計画は先送りされた。また選帝侯は、聖霊教会をカトリックに転向させたために市のプロテスタント信者と争いになっていた。聖霊教会をカトリックの宮廷教会に変更しようとする彼の計画をプロテスタント教徒らは手を尽くして妨害しようとした。こうしたことから、宮廷をマンハイムに移転する計画が持ち上がり、選帝侯はハイデルベルクに対する興味を失った。1720年4月12日、彼は宮廷をすべての官庁と一緒にマンハイムに移転すると発表した。選帝侯はこの古来の首都を運命の手に委ねるが、「路傍の草に至るまで移転する」つもりだと発言した。
後継者のカール・テオドールは一時期、居館をハイデルベルク城に戻す計画を立てた。しかし1764年6月24日、立て続けに2発の稲妻がホールの建物に落ち、城はまたもや炎上した。選帝侯はこれを神の意志と見なし、計画は中止となった。
その後何十年もの間、必要な修復を立案する者もあったが、ハイデルベルク城はおおむね廃墟として過ごした。

### 破壊後

#### ゆっくりとした崩壊とロマン派の興奮
1777年、バイエルン選帝侯位も継いだカール・テオドールは宮廷をマンハイムからミュンヘンに移した。これによりハイデルベルク城はますます視界から遠ざかった。屋根に覆われた部分は手工業者らに利用されるようになっていた。1767年にはすでに、南防塁の角石がシュヴェツィンゲン城の建築資材として運び出され始めた。1784年にはオットハインリヒ館1階のヴォールトが剥き出しとなり、城は石切場になり果てた。
1803年の帝国代表者会議主要決議によってハイデルベルクとマンハイムはバーデン領となった。カール・フリードリヒ大公は支配地域の大きな拡大を歓迎したが、ハイデルベルク城はありがたみのない添え物に過ぎなかった。建物は崩壊し、ハイデルベルク市民は自分の家のための石材、木材、鉄材を城に取りに行っており、彫刻や飾りもなくなっていた。アウグスト・フォン・コツェブーは1803年に、城趾を整地しようとするバーデン政府の計画に対し憤慨の意を述べている。この破壊された城は、19世紀の初めにはナポレオンの圧政に対する愛国心のシンボルとなっていった。

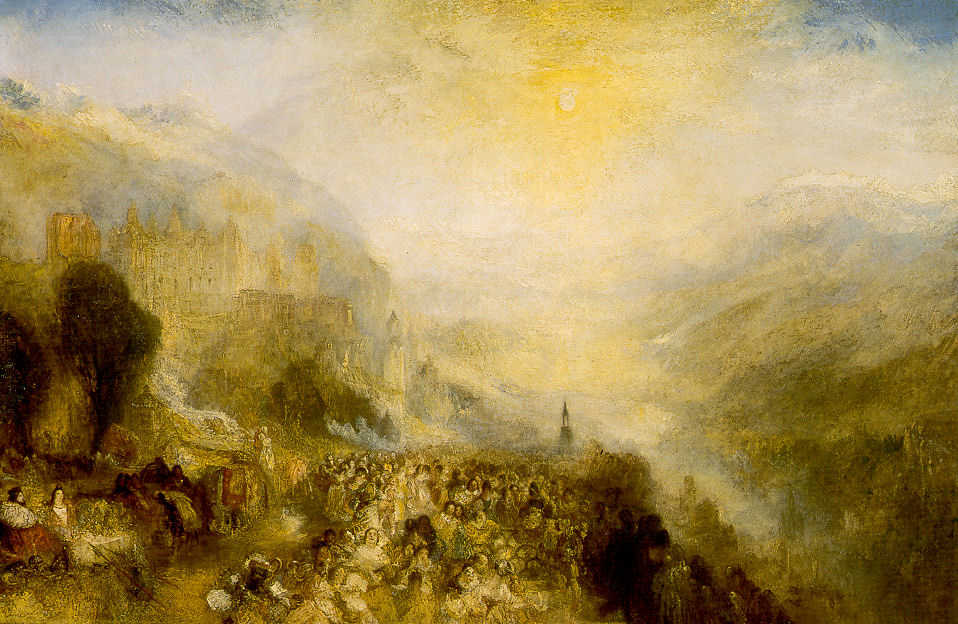
ウィリアム・ターナーが描いたハイデルベルク城

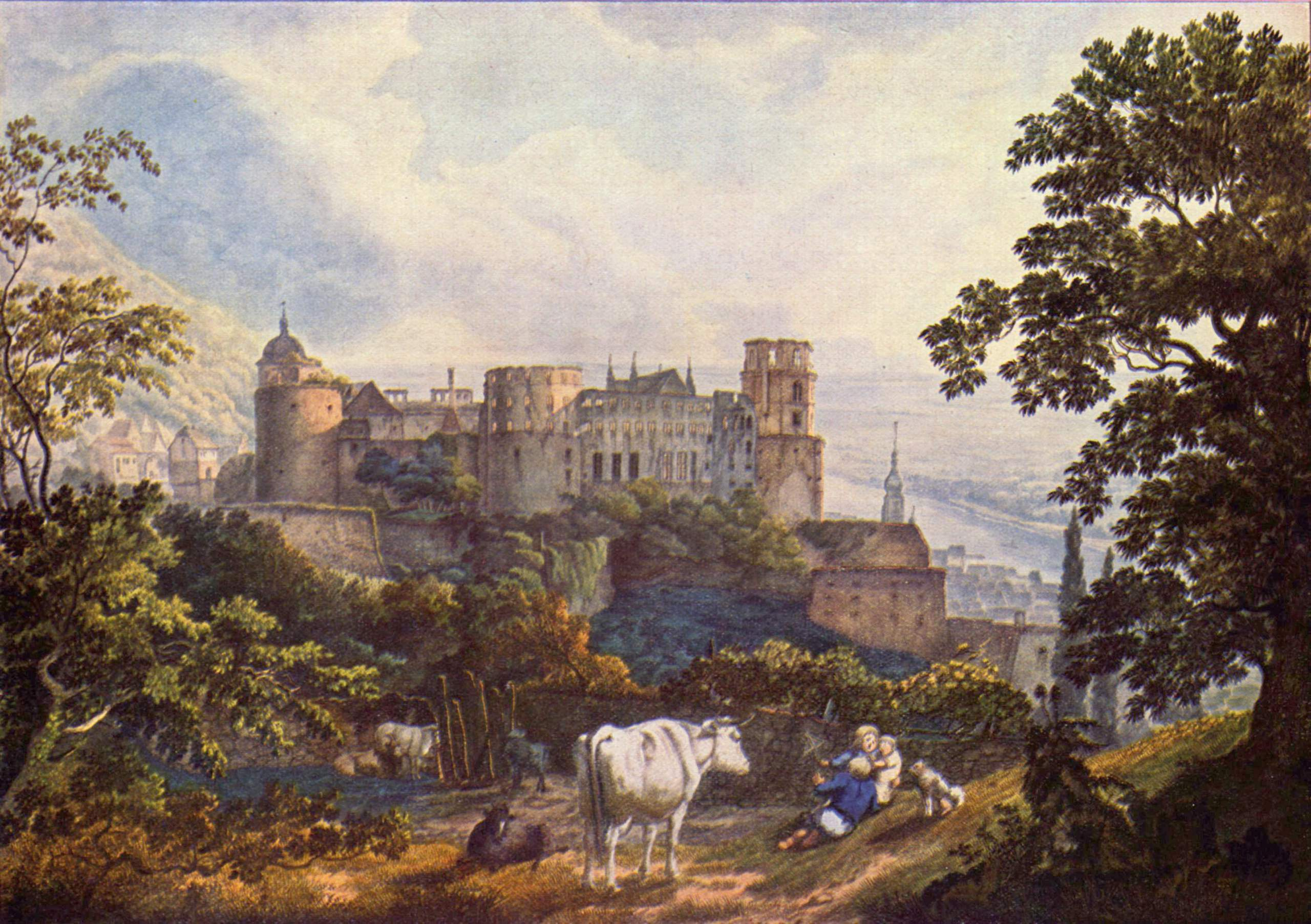
1815年のC.P.フォールの作品

1800年以前に画家やデザイナーらはすでに、この街の城址と山あいの川が織りなすアンサンブルを知っていた。その頂点をなすのが、イギリスの画家ウィリアム・ターナーである。彼は1817年から1844年の間に何度もハイデルベルクに滞在し、ハイデルベルクとその城を描いた作品を何点か制作した。彼やその他のロマン派の画家達の作品は、細部に忠実な建築描写を行ったものではない。絵は城を幾重にも美化された建築として描き出したのである。
この城の救い主はフランス人のシャルル・ド・グライムベルクであった。彼は、ハイデルベルク城を「悪趣味な崩れ落ちそうな装飾が施された何重もの古くさい壁」と見なすバーデン政府に対して城趾の維持を主張して戦った。彼は1822年まで自主的に城の監視委員会を運営し、長らく城の中庭を望むことのできるガラス張りのホールのバルコニーで暮らした。ドイツで文化財保護が始まるずっと前に、城の保存と資料整備を彼が初めて訴え、誰も想像しなかったロマン主義の熱狂により崩壊を阻止したのであった。グライムベルクの依頼によりトーマスA.レーガーが初代城趾総裁となった。グライムベルクは城趾の図版を作成し、城趾の知名度を高めて観光客をハイデルベルクに導いた。

#### 現状調査と修復

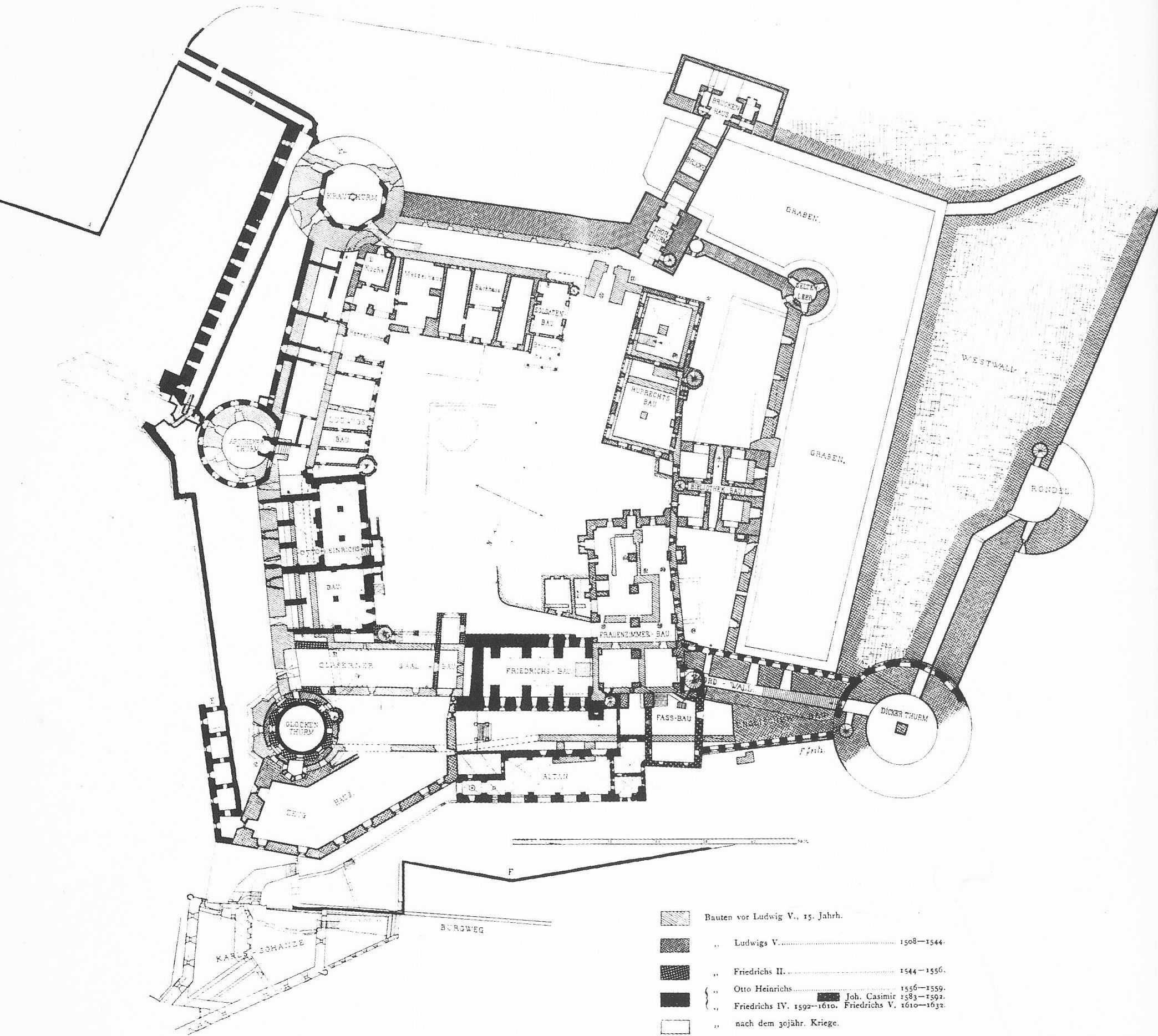
ユリウス・コッホとフリッツ・ザイツによって1891年に作成された現状報告測量図

城を復元するかどうかという問題は長らく議論の対象であった。詩人のヴォルフガング・ミュラー・フォン・ケーニヒスヴィンターは1868年に完全な建て直しを強く主張して激しい反応を巻き起こし、新聞・雑誌や集会で議論がなされた。
バーデン大公国政府は1883年にカールスルーエの建築監督ヨーゼフ・ドゥルムをリーダーとし、地方建築監査官ユリウス・コッホと建築家フリッツ・ザイツを顧問とする「シュロスバウビューロ」（城館建築作業局）を設置した。この作業局の使命は可能な限り最新の現状調査を行い、現状維持か復元か主要建築物の処置について提言することであった。作業局の業務は1890年に完了し、ドイツ全土から集められた専門家委員会の検討基盤を作り上げた。専門家委員会は全会一致で、完全であれ部分的であれ復元するという案は考慮に値せず、現在の状態を維持保存することに全努力を傾注するべきであるとの結論を採択した。ただし、火災で内部が破壊されたフリードリヒ館だけは廃墟にはあたらず、復元作業を行うべきであるとした。この復元作業は1897年から1900年にかけて、52万マルクという巨費を投じてカール・シェーファーによって行われた。

#### 城趾とツーリズム
1465年のハイデルベルクに関する最も古い記述にはすでに、この街は「外国からの訪問者が多い」と記載されている。とはいえ、本来の意味でのこの都市の観光は19世紀初頭に始まった。グライムベルク伯は、この城を描いたスケッチを広く流布させた。これは事実上、絵はがきの先駆けとなった。同じ頃、城ではすでにお土産用のカップも販売された。さらに観光業にとって決定的な一押しとなったのが1840年にハイデルベルクが鉄道網に結ばれたことである。
マーク・トウェインは1878年に著書『ヨーロッパ放浪記』でハイデルベルク城について記述している。
20世紀にアメリカ人はハイデルベルク伝説を創作して世界中に広めた。その結果、日本人もヨーロッパ旅行の際にハイデルベルク城に立ち寄るようになった。
21世紀の初め、ハイデルベルクには年間100万人を超える訪問客があり、約90万人が宿泊する。外国からの観光客の多くはアメリカ人か日本人である。ハイデルベルク大学地理研究所のアンケート調査によれば最も評判が良いのは城の展望テラスである。
来訪者センターの新築のために300万ユーロが zweiten Konjunkturpaket des Bundes から提供された。

### 年表
- 1225年: "Castrum" に関する最初の記録
- 1303年: 2つの城についての記録
- 1537年: 「オーベレン・ブルク」が落雷により破壊
- 1610年: 城館庭園の造営 (Hortus Palatinus)
- 1622年: 三十年戦争でティリー伯が都市と城を占領
- 1649年: 城の再建
- 1688年／89年: フランス軍による破壊
- 1693年: プファルツ継承戦争によるさらなる破壊
- 1697年から: 再建
- 1720年: 宮廷がマンハイムに移転
- 1742年: 再建
- 1764年: 落雷による破壊、その後放置
- 1810年: シャルル・ド・グライムベルクが城趾保存活動を開始
- 1883年: バーデン「シュロスバウビューロ」の設立
- 1890年: ユリウス・コッホとフリッツ・ザイツによる現状調査
- 1900年頃: 修復工事

## フォアホーフ
城のフォアホーフは、おおむねハウプトトーア（主門）、オーベラー・フュルステンブルンネン（上の選帝侯の泉）、シュトュックガルテンへのエリーザベト門、城館や庭園施設への入り口の橋楼に囲まれた建物からなる。1800年頃には洗濯物を並べる漂白場として利用されていた。後にフォアホーフは家畜の「牧草地、餌場」として競売にかけられた。ニワトリやガチョウも自由に走り回っていた。

### 主門
フォアホーフの小径は一部が土砂で埋まった堀に架かる石造の橋を通る。主門は1528年に建設された。衛所はプファルツ継承戦争で破壊され、これにより現在の半円アーチの入り口の門だけとなった。

### ザッテルカンマー

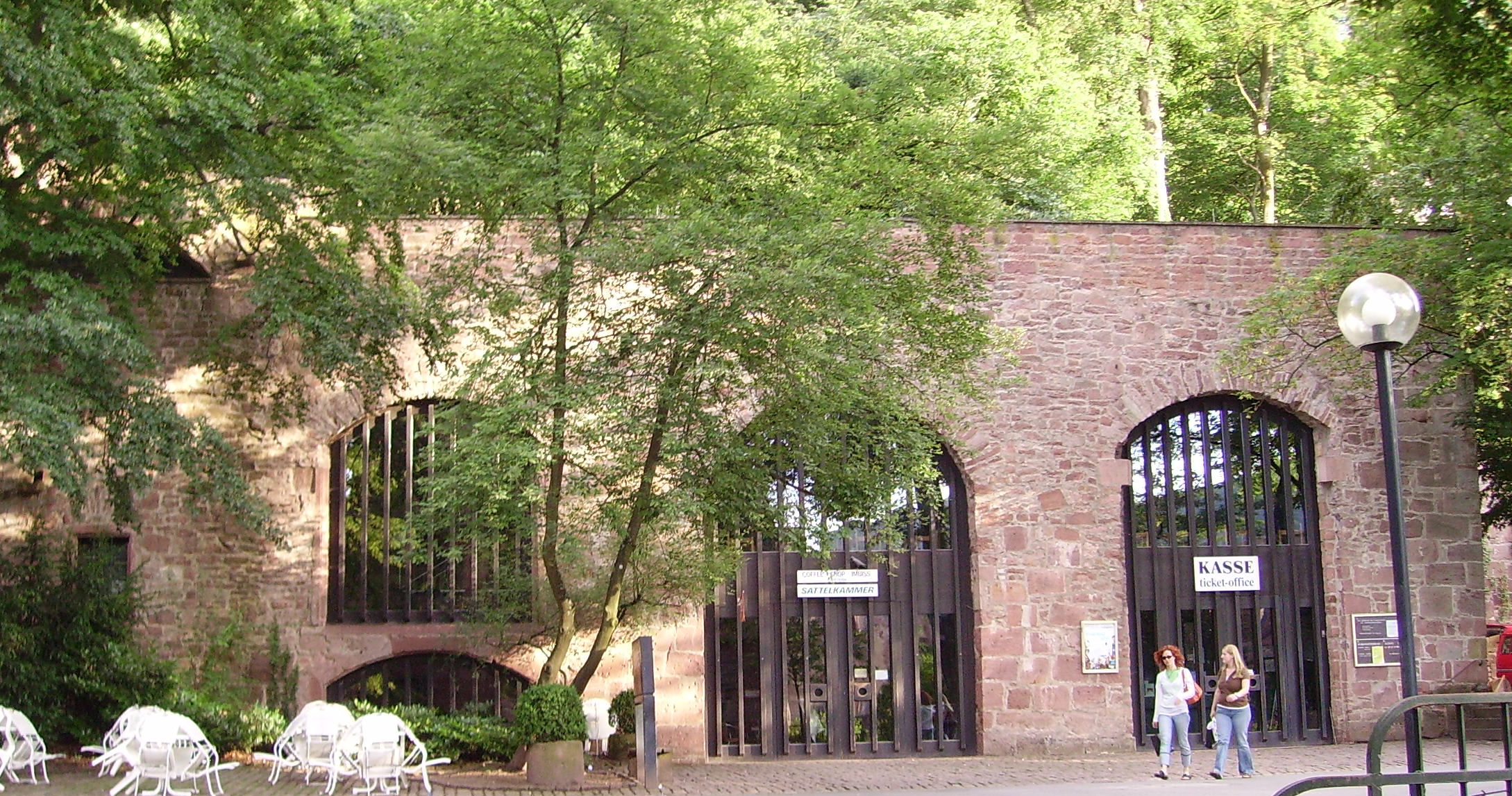
ザッテルカンマー

元々納屋として建てられた旧ザッテルカンマー（Sattelkammer、馬具庫）はおそらく最初の防衛施設であると考えられる。この建物は三十年戦争後に家畜庫、用具庫、荷車小屋、馬車庫として利用された。18世紀にヴォールトが崩壊し、1977年から1979年にかけて修復がなされた。それ以後はカフェテリアとして城へ訪れた人々に利用されている。

### オーベラー・フュルステンブルンネン

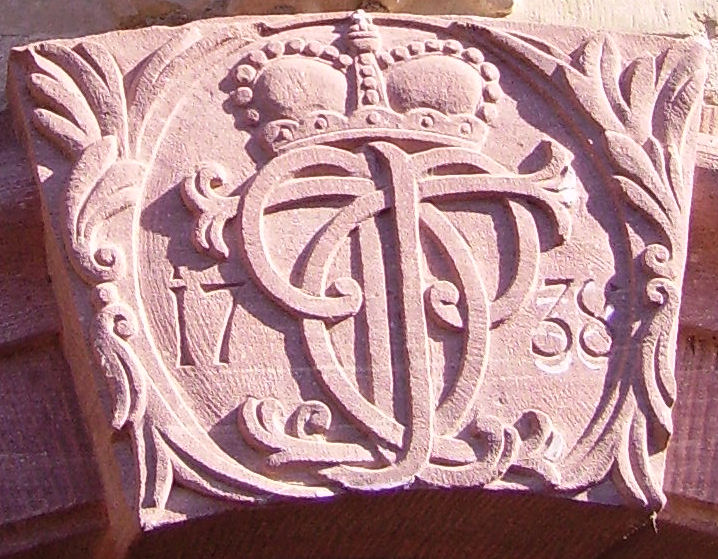
オーベラー・フュルステンブルンネンの選帝侯のモノグラム

オーベラー・フュルステンブルンネン（Oberer Fürstenbrunnen、上の選帝侯の泉）は選帝侯カール3世フィリップによって上屋が設けられた。この泉の建物の戸の上部には彼のモノグラムと1738年の年号が彫り込まれている。階段室出口の右側には次のように記されている。

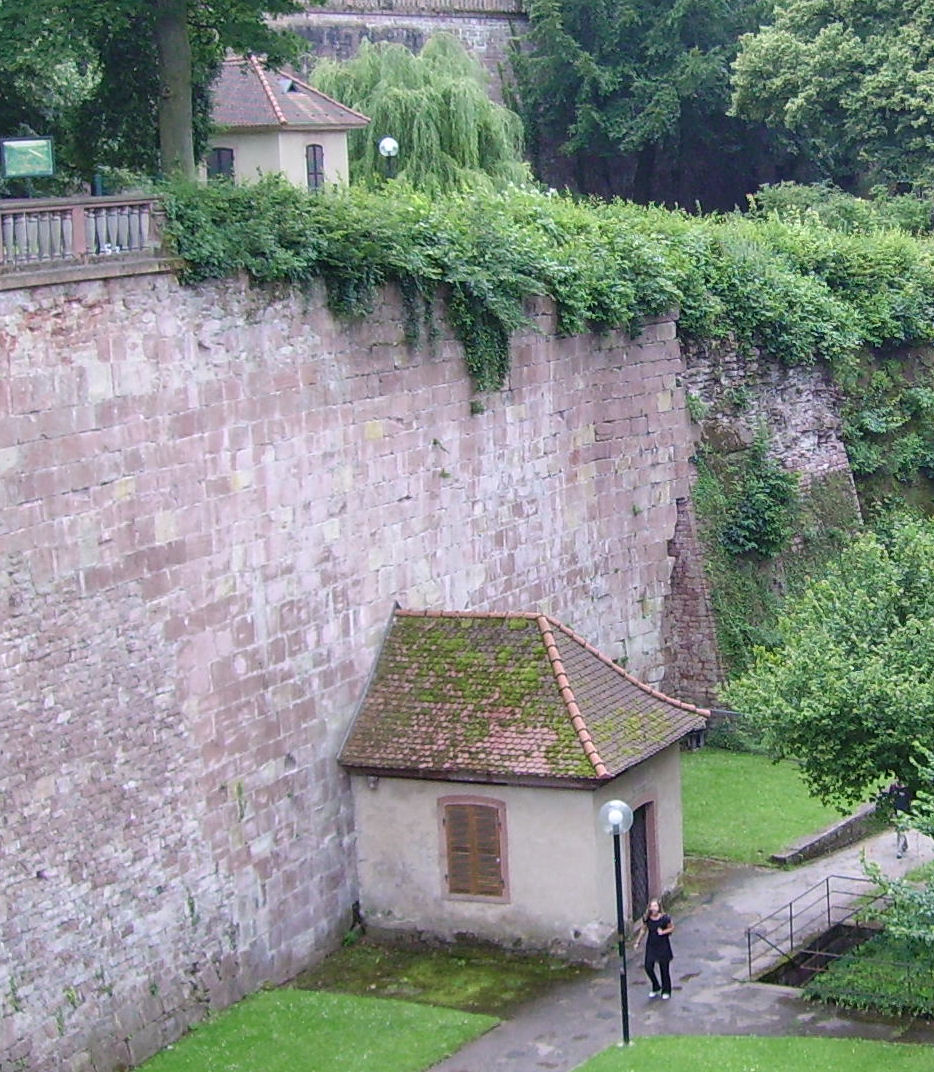
上の選帝侯の泉と下の選帝侯の泉

[DlreCtione] ALeXanDro Blblena CVra et opera HenrICl Neeb Fons hIC PrInCIpaLIs reparat(Vs) PVrIor sCatVrlt 
（この仕事はアレッサンドロ・ガリ・ダ・ビビーナとハインリヒ・ネープの監督下でなされた。）

この銘文はクロノグラム（ローマ数字に当たる文字を大文字に、その合計で特定の年号を示すもの）であり、「1741」を示している。この泉とウンテーレ・フュルステンブルンネン（Unterer Fürstenbrunnen、下の選帝侯の泉）は19世紀までマンハイムの選帝侯宮廷の水不足解消に利用されていた。ヨハン・アンドレアス・フォン・トライットイアは1798年に水の輸送について書いている。

衛生的で美味しい水が不足していたため、マンハイムの宮廷は長い間、必要な水を毎日運んでいた。周知の通り、宮廷は特別な装備を設えた水輸送車を毎日ハイデルベルクへ遣わして、その城内の選帝侯の泉から水を入手していたのだ。

— ハンス・ヴェッケサー『愛しの水道塔』

マンハイムの水は質が悪く、ハイデルベルクからマンハイムへの水輸送は上品な宮廷人の家族に適した方法であり、彼らはこれに出資してもいた。選帝侯の宮廷は1777年まで「ハイデルベルク・ヴァッサーフュラー」（ハイデルベルクの水補充官）という職員を置いていた。

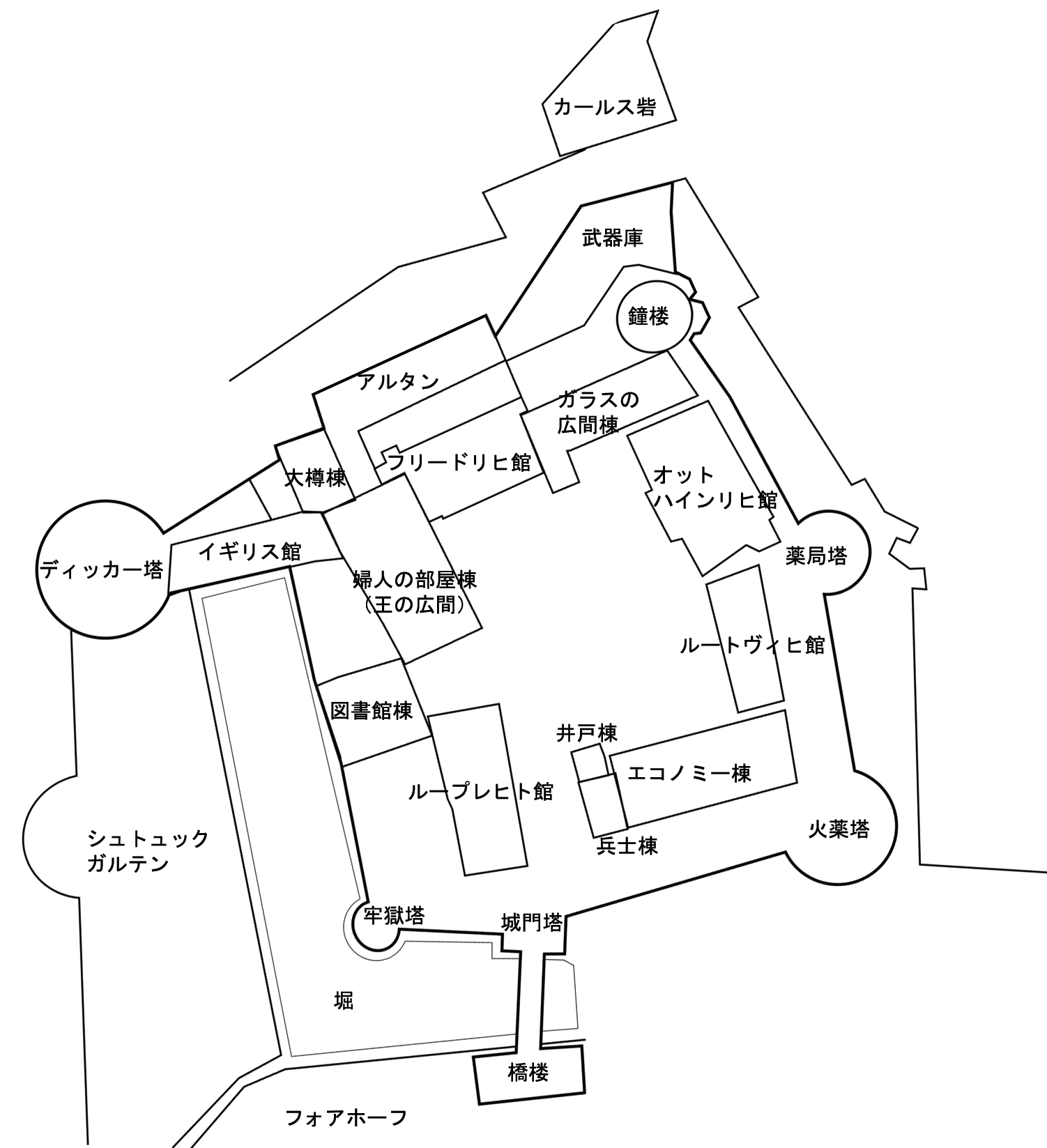
ハイデルベルク城の主要建造物のレイアウト図。

## 城館
中世の城塞の外観は判っていない。その城塞は、後に拡張された西側部分（ディッカー塔、北壁（イギリス館）、ロンデル（シュトュックガルテンの半円形の突出部）を含む西壁）を除いた現在の城域、環状壁の内部にあった。環状壁の遺構はルートヴィヒ館の東壁、エコノミー棟の東・南壁、ループレヒト館や夫人棟の西壁にわずかに遺っている。後世の城館は、現在のモルケンクーアの高台にあって1537年に焼失した城塞とともに防衛戦を形成し、これによってネッカー渓谷を制圧することができた。
15世紀中頃から、砲撃のための3つの塔や外側の環状壁が建設されることで要塞へと拡充されていった。その後ルートヴィヒ5世は16世紀前半に城域を西に向かってかなり拡張し、新しい防衛施設や居住施設を建設した。さらにその後も引き続いて堂々たる外観の城館に変貌していった。ルートヴィヒの後継者らによって防衛機能は二の次になっていった。
世代を経るにつれ、城は徐々に大規模な居館の複合体となっていった。ハイデルベルクの旧市街は随分後になって造られた。最初は斜面沿いの廷吏や官吏のための山の街であった。

### 人名にちなんだ建物

#### ループレヒト館

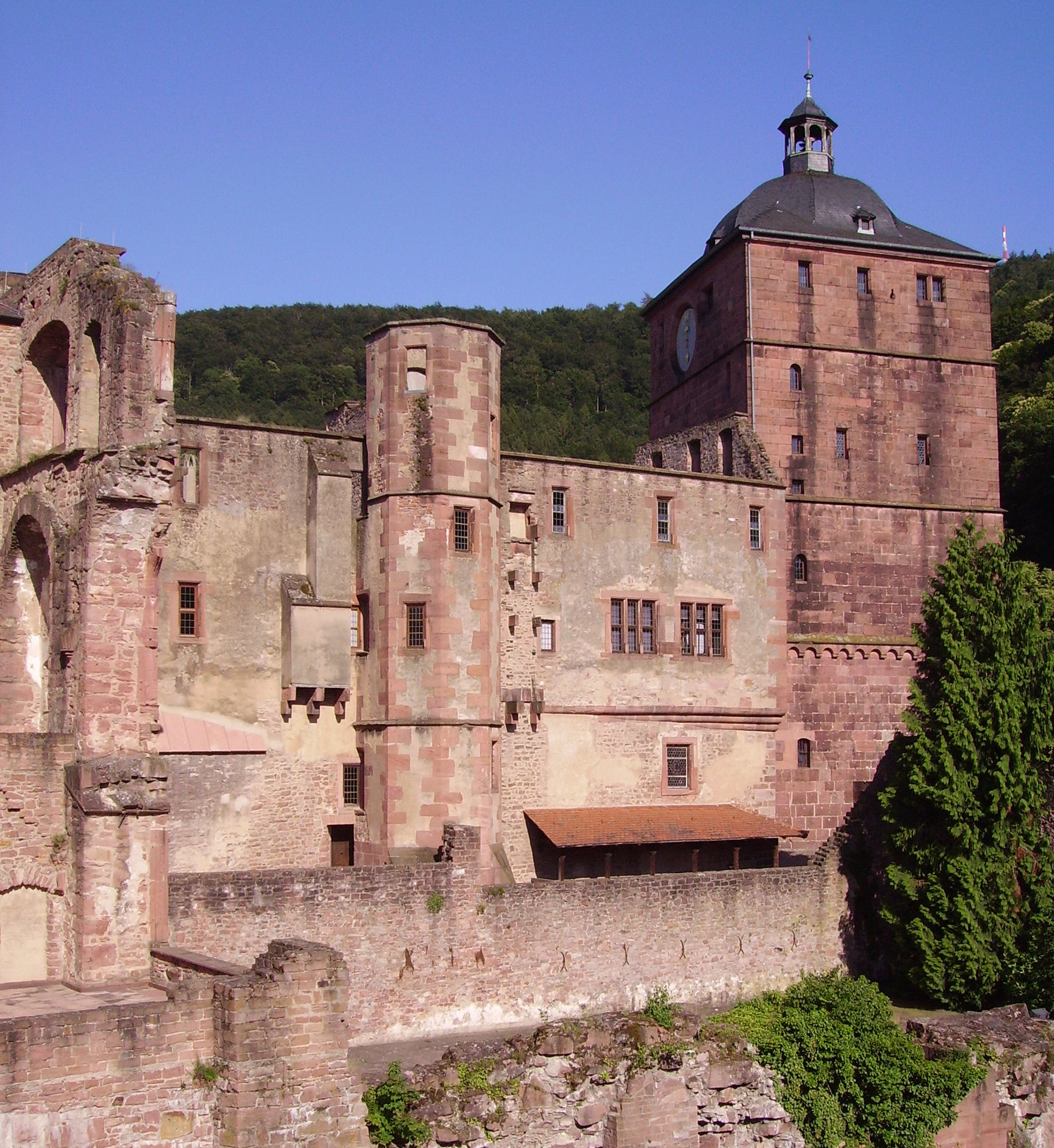
画面向かって右端の塔は城門塔、その左側の建物がループレヒト館である。

ループレヒト館（Ruprechtsbau）はプファルツ選帝侯ループレヒト3世にちなんで名付けられた。
ループレヒト3世はプファルツ選帝侯ループレヒト2世の一人息子であった。1398年以降マインツ大司教とともに諸侯筆頭となり、1400年8月20日にドイツ王ヴェンツェルを退位させた。ケルンでの選挙で彼が選出された後、ケルン大司教によって戴冠が執行された。しかし、アーヘンやフランクフルト・アム・マインは彼に門戸を開かず、ドイツ王として承認しなかった。このためループレヒトの活動は狭い範囲に限られた。ループレヒトはハイデルベルク城の現存する最も古い建物を建設した。その後、この建物は、施主の名にちなんでループレヒト館と名付けられた。ハイデルベルク城の現存部分はこれ以降に建設されたものである。彼はこの建物の他、聖霊教会の建設も始めた。
長らく、ハイデルベルク城の歴史はこの建物から始まったと考えられていたが。しかし19世紀末の改修工事の際に行われた大規模な考古学研究によりロマネスク様式および初期ゴシック様式の窓の断片が発見された。これにより城館の造営開始は1300年頃とされている。
1534年、ルートヴィヒ5世によってループレヒト館に石造の上階が増築された。前面の壁段や建物内の1534という年号は現在でもその改築を伝えている。

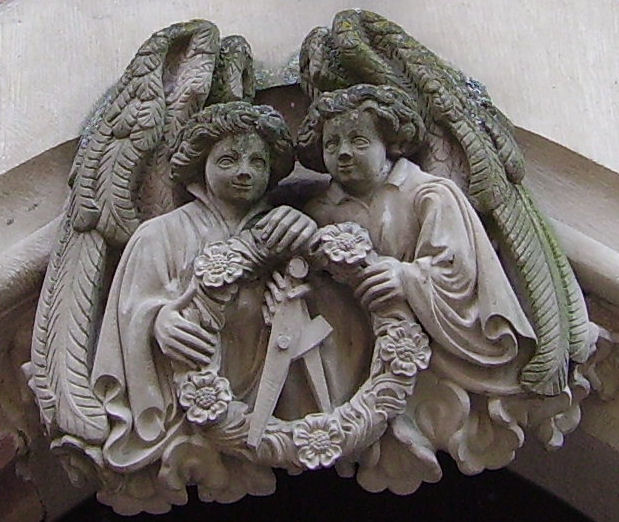
ループレヒト館入り口上の天使の像

この建物の入り口の上には天使の像が掲げられている。これは館の主の目印であり、こうした方法で後世の人々にそれを伝えていると推測されている。また、この二人の天使は建設作業中に足場から転落して命を落とした建築家の息子をモデルにしたという伝承がある。このために建築家は憂鬱症となり、建設は行き詰まってしまったという。
ループレヒト3世は1400年にドイツ王ループレヒトとして戴冠し、この建物を主たる居館に定めた。このためループレヒト館には帝国鷲の紋章が掲げられ、王の居館であることを示している。ループレヒト館の中にはルネサンス様式の暖炉があるが、これは現存する数少ない内装構造のひとつである。

#### フリードリヒ館

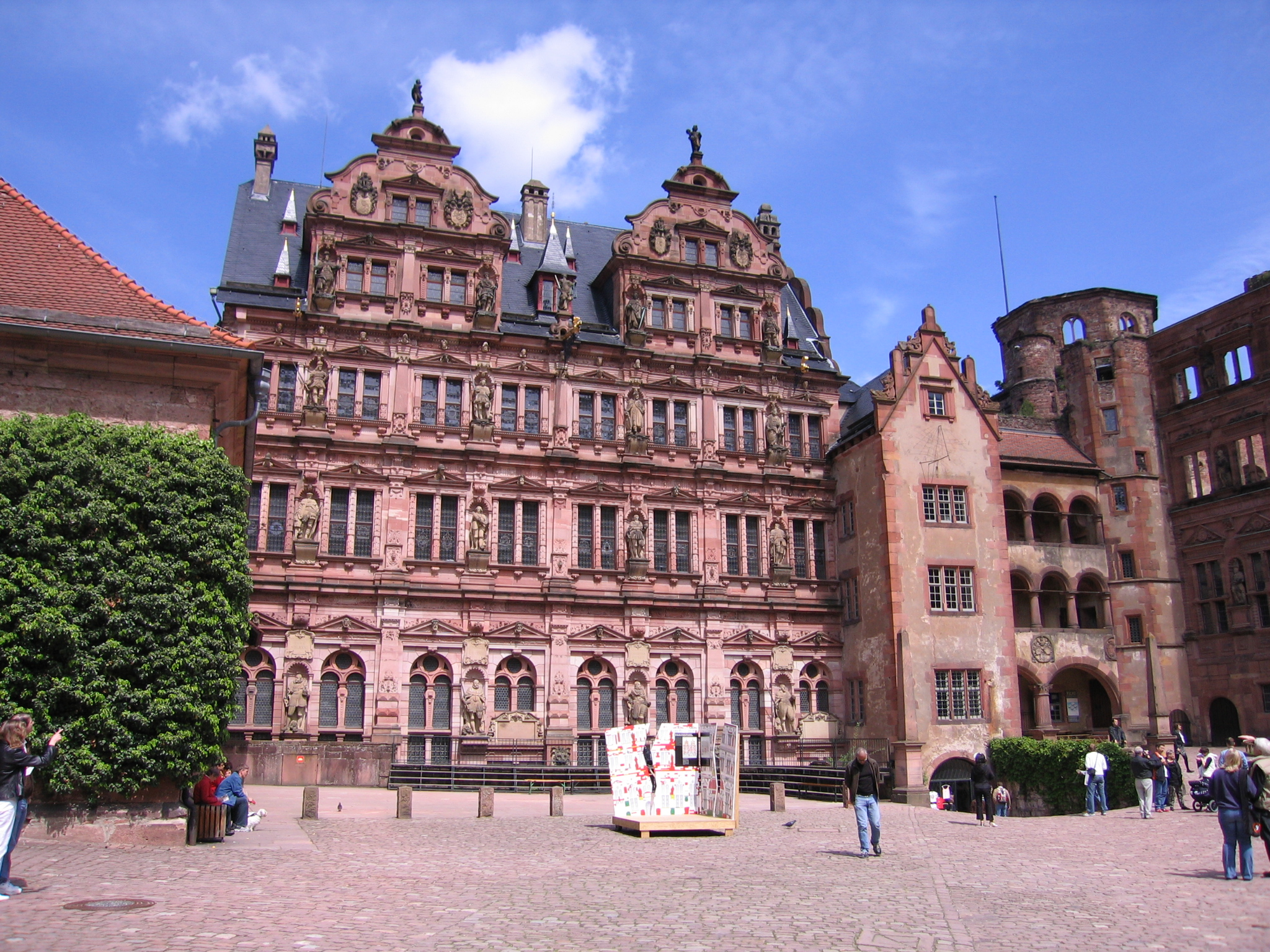
フリードリヒ館

フリードリヒ館（Friedrichsbau）はマンハイムの創設者である選帝侯フリードリヒ4世にちなんで名付けられた。
フリードリヒ4世は1608年にプロテスタント同盟の盟主となり、これによりカトリック領主とプロテスタント領主の間の対立を激化させた人物である。フリードリヒ4世は、さほど教育を受けなかったにもかかわらず、人文科学に多大な興味を持ち、ハイデルベルク大学に歴史学とオリエント学の講座を開設した。フリードリヒ4世は自分の遊興に多大な富を費やし、国の財政を破綻させた。後にその放埒加減と宿酔は「故人となって初めて完全な正気に戻った」とまで言われた。フリードリヒ4世は1606年から1607年に、後にフリードリヒスブルク要塞と名付けられる施設を建設したことで永遠の重要人物である。この要塞がマンハイムの宮殿と都市の原型となったためである。ハイデルベルク城での主な成果は彼にちなんでフリードリヒ館と呼ばれる建物とバルコニー棟を建設し、東側の3つの塔を拡充したことである。
選帝侯フリードリヒ4世は、当時すでに崩れかけていた城内礼拝堂と居館の場所に1601年から1607年にかけてフリードリヒ館を建設した。ヨハネス・ショッホがこの建物の建設を担当した。フリードリヒ館の中庭に向いたファサードには選帝侯の先祖の像が飾られている。これらの像の彫刻はクールのゼバスティアン・ゲッツが作製した。飾られている人物は、左上から順に、以下の通りである。

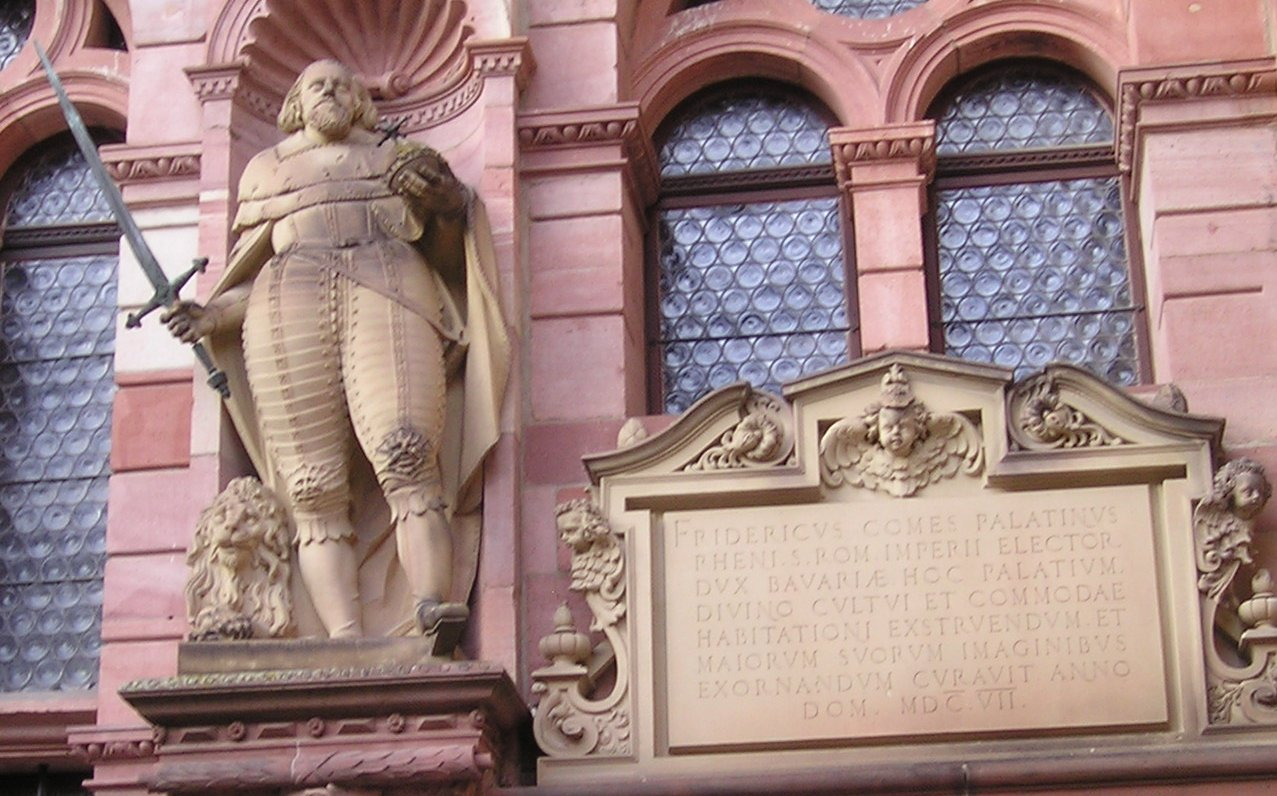
フリードリヒ館のファサードに飾られたフリードリヒ4世の像

- 破風部：カール大帝、バイエルン公オットー1世、バイエルン公ルートヴィヒ1世、バイエルン公兼ライン宮中伯ルドルフ1世
- 上層、4人の王冠を被ったヴィッテルスバッハ家の人物：神聖ローマ皇帝ルートヴィヒ4世、プファルツ選帝侯ループレヒト1世、ハンガリー王オットー、デンマーク・ノルウェー・スウェーデン王クリストファ3世
- 中層：ループレヒト1世、プファルツ選帝侯フリードリヒ1世、プファルツ選帝侯フリードリヒ2世、プファルツ選帝侯オットー・ハインリヒ
- 下層：プファルツ選帝侯フリードリヒ3世、プファルツ選帝侯ルートヴィヒ6世、プファルツ＝ジンメルン公ヨハン・カジミール、フリードリヒ4世

破風部には、この他にこの世の無常を暗示する春と夏のアレゴリー像も飾られている。
フリードリヒ館はこの城で最初の宮殿建築であり、都市側に特徴的なファサードを有している。1階は現在も無傷で保存された城内教会となっており、上階部分が居館として用いられた。
1693年の壊滅的な火災後、1764年にこの部分は再建された。1890年から1900年にかけて、カールスルーエの教授カール・シェーファーの歴史主義的な様式に基づいたプランにより再建された。これに伴って内部を作り込むかどうかが、当時激しい議論となった。特に芸術史家のゲオルク・デヒオは、建物はその元のままの構造で保存すべきであると主張した。結局、内装はネオ・ルネサンス様式で造形された。フリードリヒ館内の多くの空間が様々な様式により自由に構成されている。この建物はその後居館として使われることなく、博物館のような役割を担っている。

#### オットハインリヒ館

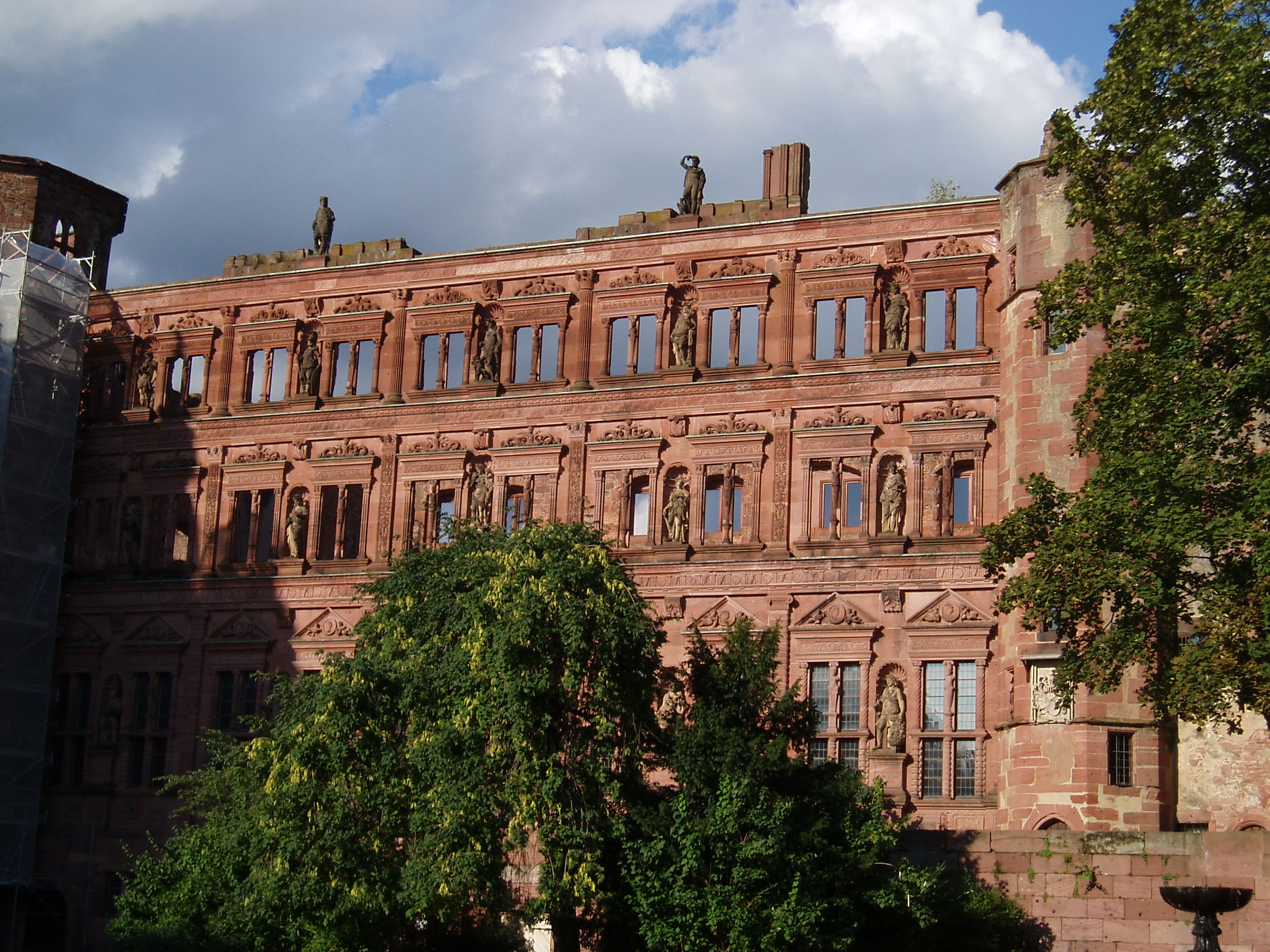
オットハインリヒ館

オットハインリヒ館（Ottoheinrichsbau）はプファルツ選帝侯オットー・ハインリヒにちなんで名付けられた。初代建設責任者はハンス・エンゲルハルト、少なくとも一部はペーター・フレトナーによる。2代目の建設責任者はカスパー・フィッシャーである。
オットー・ハインリヒは1557年にプファルツ選帝侯領にプロテスタントの信仰をもたらし、学問を奨励し、新人医師に死体を解剖することを義務づけた。彼の図書館（Bibliotheca Palatina）は、この当時の最も重要なものの一つであるが、浪費のかさむ生活態度により彼は破産の危機に瀕していた。一方、祖母ヘドヴィヒの遺産にも借用書があった。ポーランド王カジミェシュ4世が娘ヘドヴィヒ（ヤドヴィガ）とバイエルン＝ランツフート公ゲオルクとの結婚の際に作成した32,000グルデン以上の借用書である。この借金はポーランド王室から返済されていなかった。オットー・ハインリヒは利子に利子を加え、その総額を20万グルデンと算出し、1536年に大叔父にあたるポーランド王ジグムント1世のクラクフへ支払いを要求した。3週間にわたる交渉の末、借金は支払うが、利子の支払いは免除することで決着した。オットー・ハインリヒの統治期間はわずか3年であったが、最も重要なプファルツ選帝侯の一人である。彼にちなんでオットハインリヒ館と名付けられたこの城館建築はドイツのルネサンス建築の最も傑出した作例の一つである。
オットハインリヒ館は、1556年にプファルツ選帝侯となったオットー・ハインリヒによって建設された。この新しい宮殿はドイツの土地に初めて建設されたルネサンス建築であり、ドイツ・マニエリスムの重要な建築作品である。古い建物はオットハインリヒ館に一部は取り込まれ（グレゼルナー・ザール棟）、あるいは取り壊された（ルートヴィヒ館の北半分）。東部では古い建物や外側の防壁の基礎構造に基づいて建設されている。

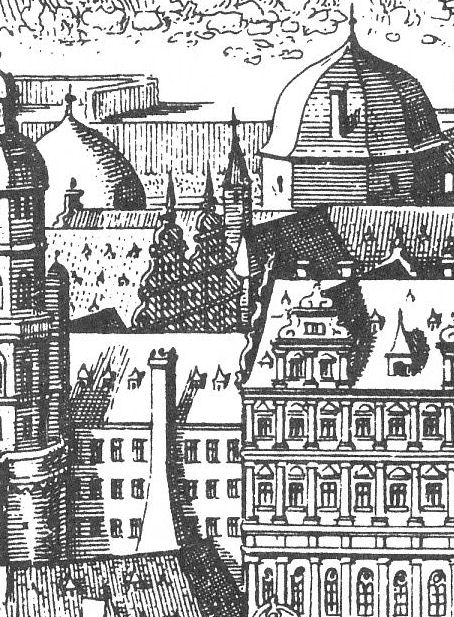
マテウス・メーリアンが描いた1645年頃のオットハインリヒ館（中景の破風と屋根だけが見える建物）

5階建てのこの建物のファサードは、選帝侯の統治理念を象徴する16体のアレゴリー像で飾られている。これらの像は、後にハプスブルク家のために仕事をすることになるオランダのアレクサンダー・コリンによって創られたものである。オットー・ハインリヒが1559年に亡くなった時点で建設はまだ完了していなかった。三十年戦争前のオットハインリヒ館には、本質的には初期ルネサンス様式によるイタリア風の外観に不調和な2つの巨大な二重破風があったことが、初期の写生画（マテウス・メーリアンの„Kurpfälzisches Skizzenbuch“）に示されている。これは明らかに選帝侯フリードリヒ3世が引き起こした設計変更に由来するものであり、元々の建築プランが意図していたものではない。三十年戦争後にオットハインリヒ館は新たに屋根がふき直され、巨大な二重破風は撤去された。
オットハインリヒ館のファサードの彫像プログラム
16体の立像（玄関の4体を除く）はアレゴリー像と旧約聖書や神話の人物像である。神話の像が飾られていたために18世紀までオットハインリヒ館は「異教徒の館」と呼ばれていた。
- 1階: 政治力と軍事力を象徴する神話の英雄（ヨシュア、サムソン、ヘーラクレース、ダビデ）とローマ皇帝。窓の三角破風には有名なローマの肖像が見える。
- 2階: キリスト教の支配者としての美徳（強さ、信仰、愛、希望、正義）
- 3階: 5つの惑星（土星、火星、金星、水星、木星）および太陽と月の擬人化

1階の4つの立像はゴシック体で書かれた不器用な詩で説明がなされている。
ハイデルベルクの考古学者 K. B. シュタルクは、これらの彫像プログラムの意味を次のように記している。

この宮殿のファサードの彫像は選帝侯の統治理念を反映したものである。選帝侯の権力は、神話の神に象徴される個人の力の上に成り立っている。キリスト教徒の力を高める徳目の中心は強さと正義である。しかし、これらすべては天体の運行が知らせる天意の影響下にある。

— K. B. シュタルク

#### ルートヴィヒ館

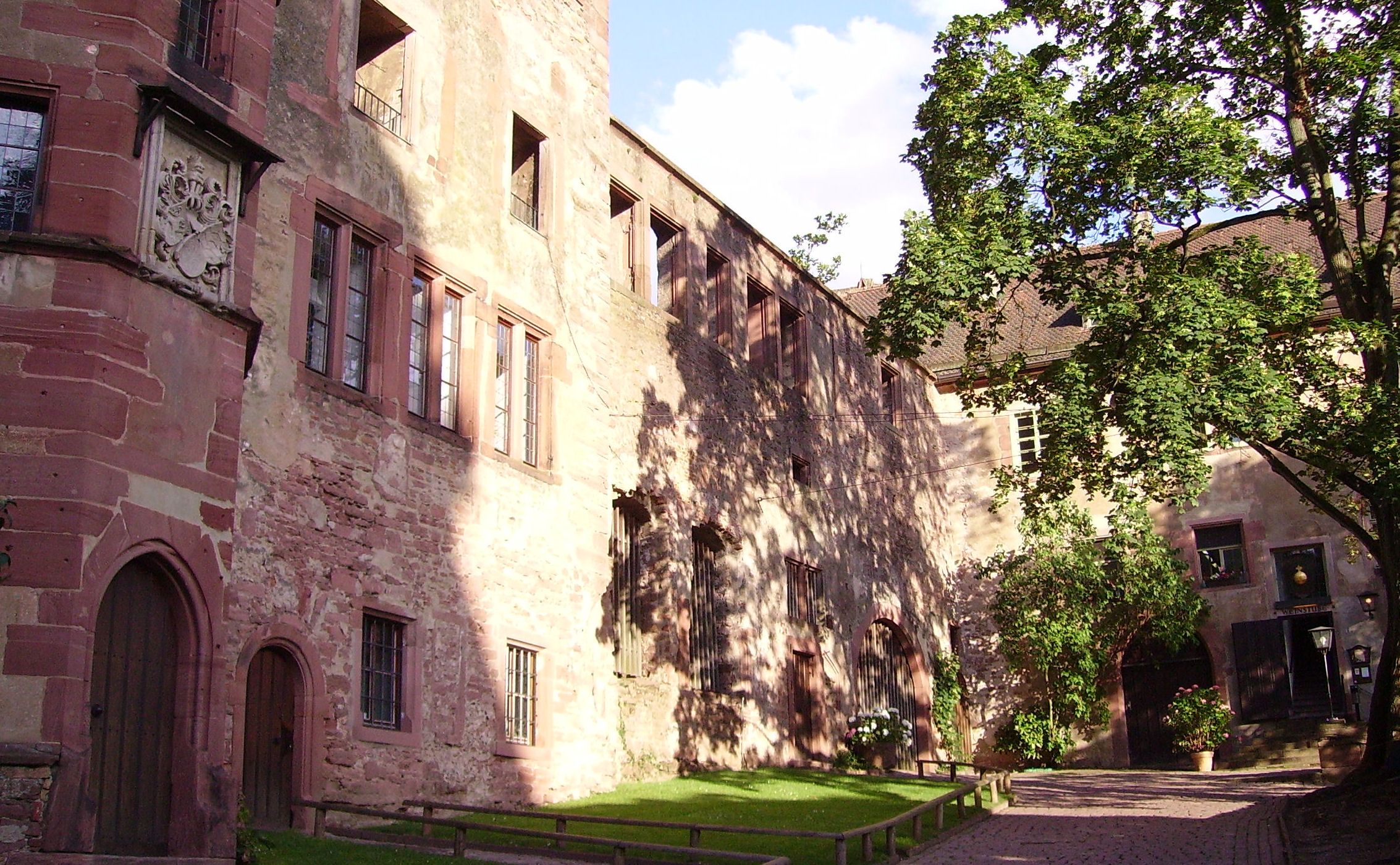
ルートヴィヒ館

ルートヴィヒ館（Ludwigsbau）は、選帝侯ルートヴィヒ5世にちなんで名付けられた。ルートヴィヒ5世はランツフート継承戦争後の難局を乗り切り、プファルツ選帝侯の権利を回復することに成功した。この過程で、彼はバイエルンの同族と和解している。また、弟のフリードリヒを介してハプスブルク家との友好的接触を行った。1518年に帝国アハト刑が公式に解除され、プファルツ選帝侯の特権を回復した。1519年の皇帝選挙では買収されハプスブルク家のカール5世に投票した。1523年、ルートヴィヒはフランツ・フォン・ジッキンゲンが率いる騎士の叛乱を鎮圧した。ドイツ農民戦争の際には、隷農制廃止の要求を掲げる農民を交渉しようと試みた。しかしその後、暴動が制御不能なまでに拡大したため、農民鎮圧に加わった。ルートヴィヒ5世はハイデルベルク城にとって築城家として重要である。特に重要なのは、西壁やディッケン塔の建設といった防衛機能の拡充であるが、その一方でそれ以外の宮廷の建物を改築してもいる。
ルートヴィヒ館は1524年にルートヴィヒ5世によって建設され、居館として用いられた。彼は古い建築を取り壊し、その壁の一部をルートヴィヒ館に転用した。南壁に取りつけられたゴシック様式の段状破風は現存しない。
元々彼はルートヴィヒ館をシンメトリックな建築として造営された。ルートヴィヒ館は元々北側に広がっており階段室はその中央前面に位置していたのである。しかし選帝侯オットハインリヒが、オットハインリヒ館を建設するためにルートヴィヒ館の階段室から北側部分を取り壊したのである。その後、ルートヴィヒ館は1764年に火災により焼失した。
外側の紋章の下に、綱引きをする2匹の猿が掲げられている。これはルートヴィヒ館の上階に住む貴族の子供たちの力比べを揶揄するものであるとされる。

#### イギリス館

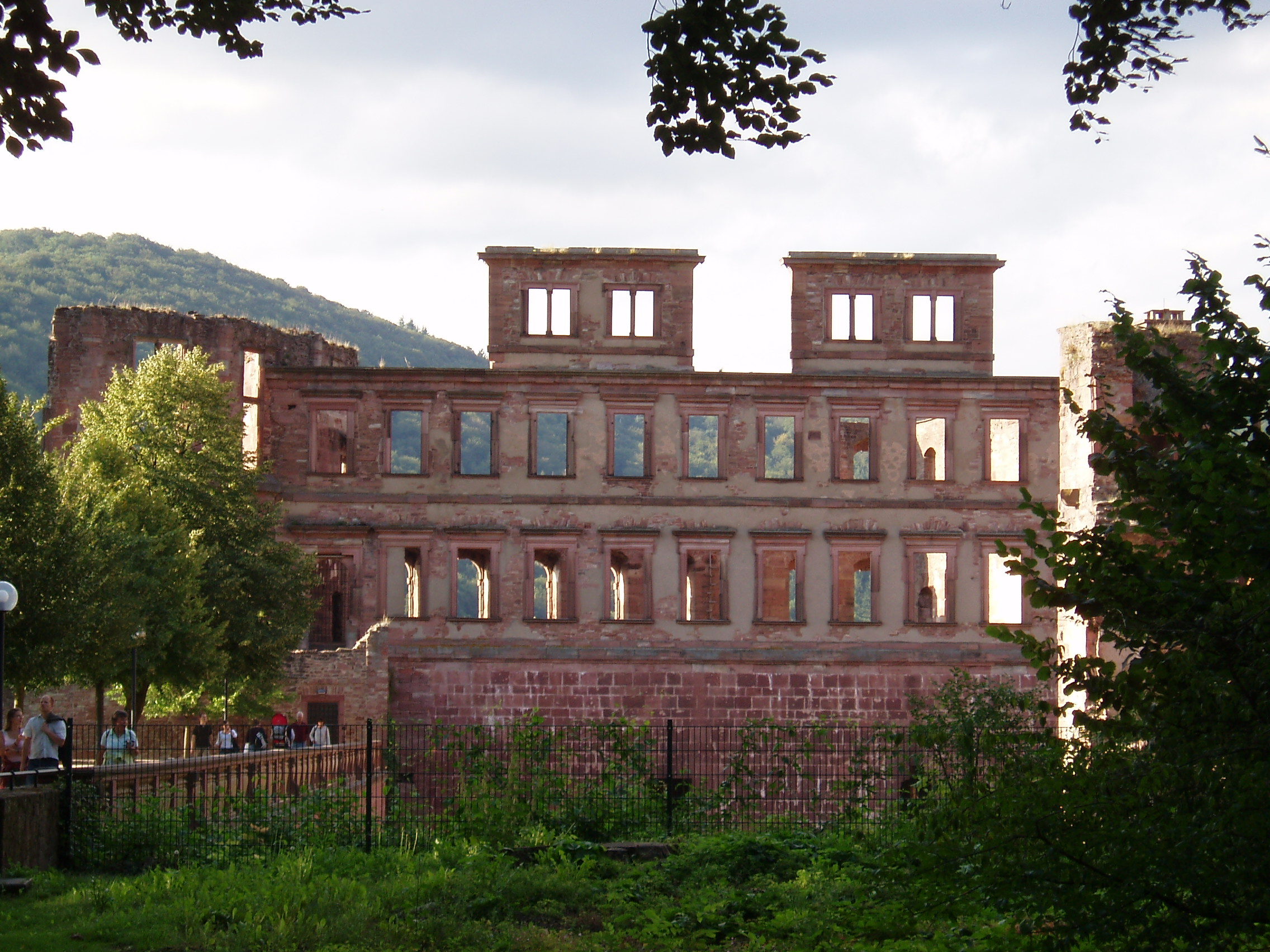
イギリス館

イギリス館（Englischer Bau）は、フリードリヒ5世の妃で冬の王妃とも呼ばれる、イギリス王女エリザベス・ステュアートに由来する。エリザベス・ステュアートは、メアリー・ステュアートの孫で、チャールズ1世の姉にあたる人物である。その美しさから「ブリテンの真珠」あるいは「慈愛の王妃」と呼ばれた。また夫であるフリードリヒ5世のボヘミア王位がきわめて短く名目上のものに過ぎなかったことから「冬の王妃」としても知られている。エリザベスはスコットランド王ジェームズ6世、すなわち後のイングランド王・アイルランド王ジェームズ1世の、成人した唯一の娘である。彼女の名前はイングランド女王エリザベス1世にちなんで名付けられた。1612年にイギリス王への手紙を携えた2人のプファルツ選帝侯の使者が到着した。手紙は両者が望んだ同盟締結の計画であった。その後フリードリヒ5世自身が求婚のためにイングランドを訪れた。
王女は初め「選帝侯に過ぎない」フリードリヒ5世との結婚を望んでいなかったが、フリードリヒ5世の容貌はイングランドの人々とまだ16歳であった王女の心を捕らえた。2人は、当時の夢のカップルとなったのである。こうして選帝侯妃となったエリザベスはフリードリヒ5世にベーメン王即位を受諾するよう勧め、結果フリードリヒ5世は白山の戦いで彼女と離ればなれとなり、1632年に亡くなるまで逃亡者としての生活を送ることとなった。彼女自身も親族のイギリス王からの援助はあてにできない状況であった。三十年戦争終結後エリザベスは3男ループレヒトとともにハイデルベルクに戻ろうとしたが、次男である選帝侯カール1世ルートヴィヒに拒絶された。当時のカール1世ルートヴィヒは、そうでなくとも、シャルロッテ・フォン・ヘッセン＝カッセルとの結婚、マリー・ルイーゼ・フォン・デーゲンフェルトとのスキャンダル、戦後の侯領再建でひどく混乱した状況にあったためである。

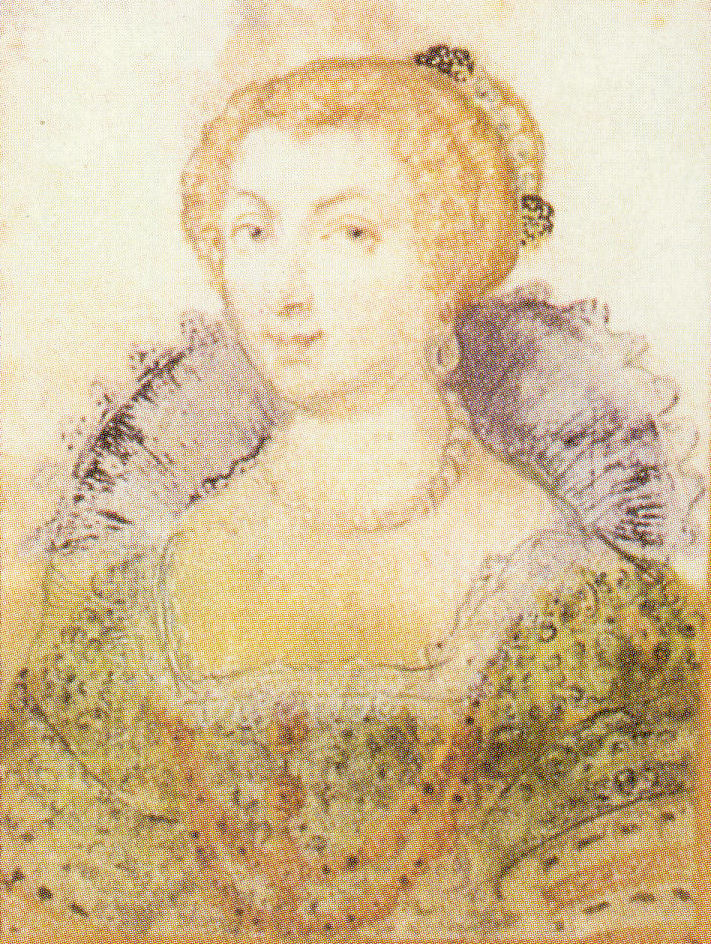
エリザベス・ステュアート

この建築の建設には、エリザベスと共にハイデルベルクに来たサロモン・ド・コウやイニゴー・ジョーンズが関わっている。
イギリス館の建設は防衛という城の基本的機能を無視して行われた。堀に橋が架けられ、敵にとっては侵入がたやすくなった。
現在は廃墟となっているイギリス館はハイデルベルク城最後の大規模な建築であった。この建物は城の区画外に建てられ、ディッケン塔と樽棟の間に位置した。イギリス館の下には大きな騎士の階段が設けられた。
現在、この遺構では城内祝祭演劇が上演される。500m2の広場には約300席が設けられる。

### 機能によって名付けられた建物

#### 図書館棟

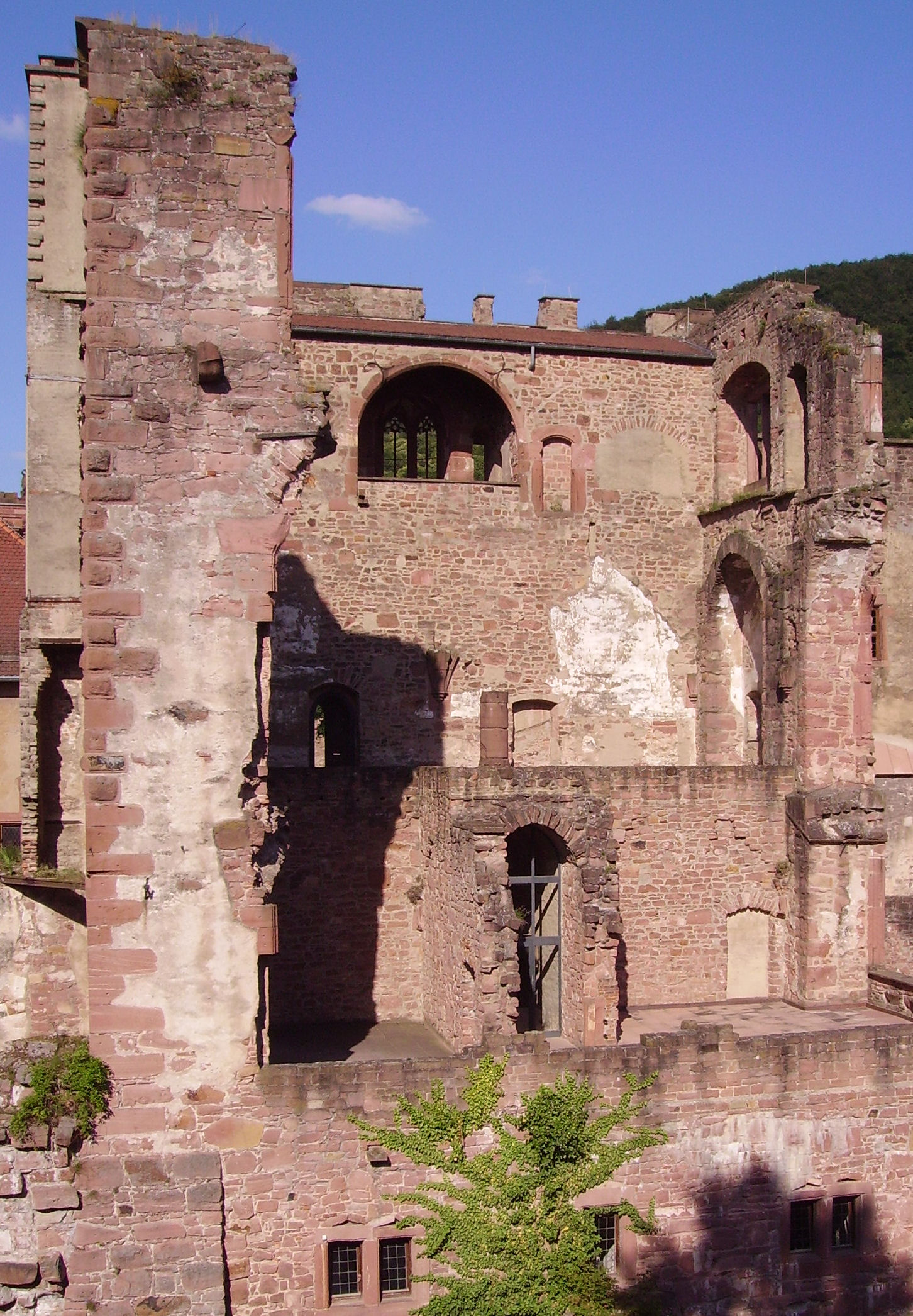
図書館棟

図書館棟（Bibliotheksbau）は、名目上ここにあったとされる図書館にちなんで名付けられた。
図書館棟（かつては、やはり誤ってルドルフ館（Rudolfsbau）とも呼ばれた）は、ループレヒト館と婦人部屋棟との間に位置する。この建物は後期ゴシック様式の建築、ルートヴィヒ5世によって1520年から1544年の間に建てられた。現存する最も重要な箇所は上階の中庭に向かう張り出し部である。

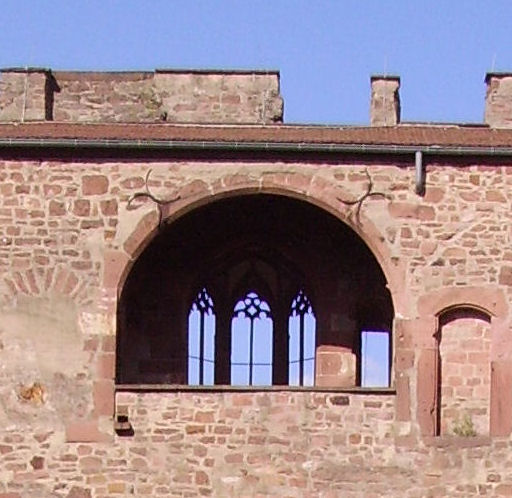
上階の張り出し部

いわゆる図書館棟は城の西側にある婦人部屋棟と隣接する。この建物は17世紀にこの紛らわしい名前で呼ばれるようになった。選帝侯の書籍を収めた重要な図書館は、実際にはここではない。1階のヴォールトの部屋には選帝侯のテーブルが置かれ、食堂となっていた。食堂となったのは16世紀で、このころ選帝侯は毎日宮廷に通うことをせず、この建物の上階にあった個室にこもってしまっていた。
図書館棟は、上階にまで石造りのヴォールトがあることで、他の16世紀の遺構と区別される。この建物は図書館ではなく、選帝侯の硬貨の貯蔵庫であったことが判明した。図書館棟は、この城と宮廷の金庫であった。1階の壁の厚さは3mに及ぶ。どっしりとした1階に対して、上階は室内の高さが6.60mもある広間になっていた。図書館棟は1689年のフランス軍の攻撃を免れた唯一の宮殿であったが、1693年に破壊された。

#### 婦人部屋棟（王の広間）

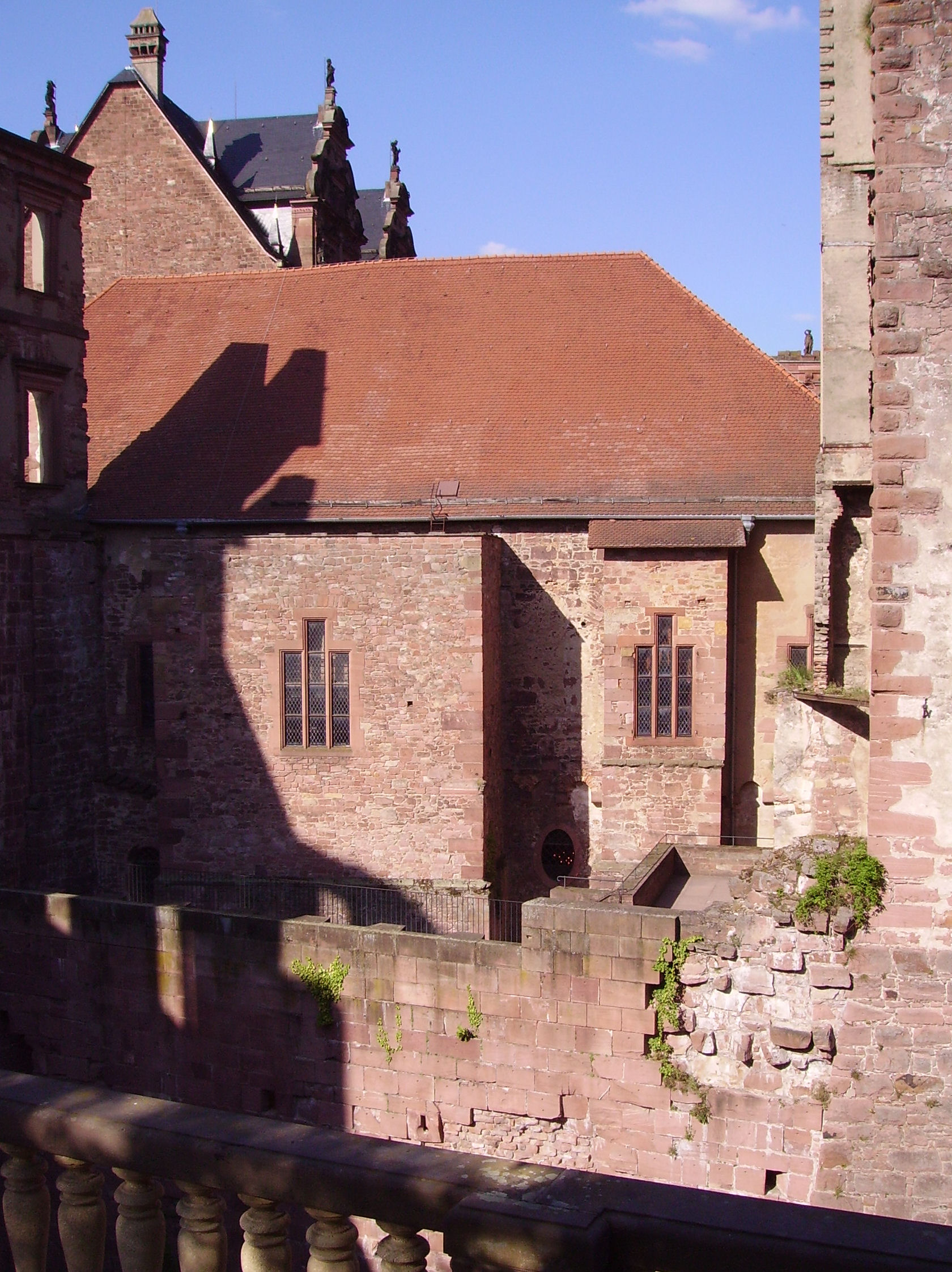
婦人部屋棟

婦人部屋棟（Frauenzimmerbau）は、女官の居室があったことから名付けられた。現在は王の広間（Königssaal）と呼ばれる。
婦人部屋棟は1階部分だけが遺されている。この建物は16世紀前半にルートヴィヒ5世によって建設された。この建物の上階におそらく女官達の部屋があったとされる。1階には王の広間があり、様々な種類の式典に用いられた。王の広間は、長さ 34.56 m、幅 16.70 m、高さ 7.40 m であった。2階と3階は、木組み建築で、ファサードに多くの張り出し部を持つ装飾的なものであった。17世紀には中庭側のファサードに絵が描かれ、この建物の外観をより美しいものにした。
ガラスの広間棟とオットハインリヒ館にそれぞれ祝祭広間が完成した後、王の広間は社交場としての機能を失った。この広間では、悪天候の際に馬上槍試合や集会が催され、あるいは祝祭時には召使い達の食事の場となった。
1689年に広間は完全に焼け落ち、その後は樽職人の作業所となり、「バントハウス（箍屋）」という名前が与えられた。樽職人達は雨水が樽に落ちてくることに対して苦情を述べ、カール・テオドールが現在の仮屋根を造った。現在この建物は主に「王の広間」の名前で知られているが、元々「王の広間」は婦人部屋棟の1階部分を占めていたに過ぎない。1930年代に1階部分は修復され、これ以降ハイデルベルク市はこの広間を祝祭ホールとして様々な催しに用いている。

#### 大樽棟

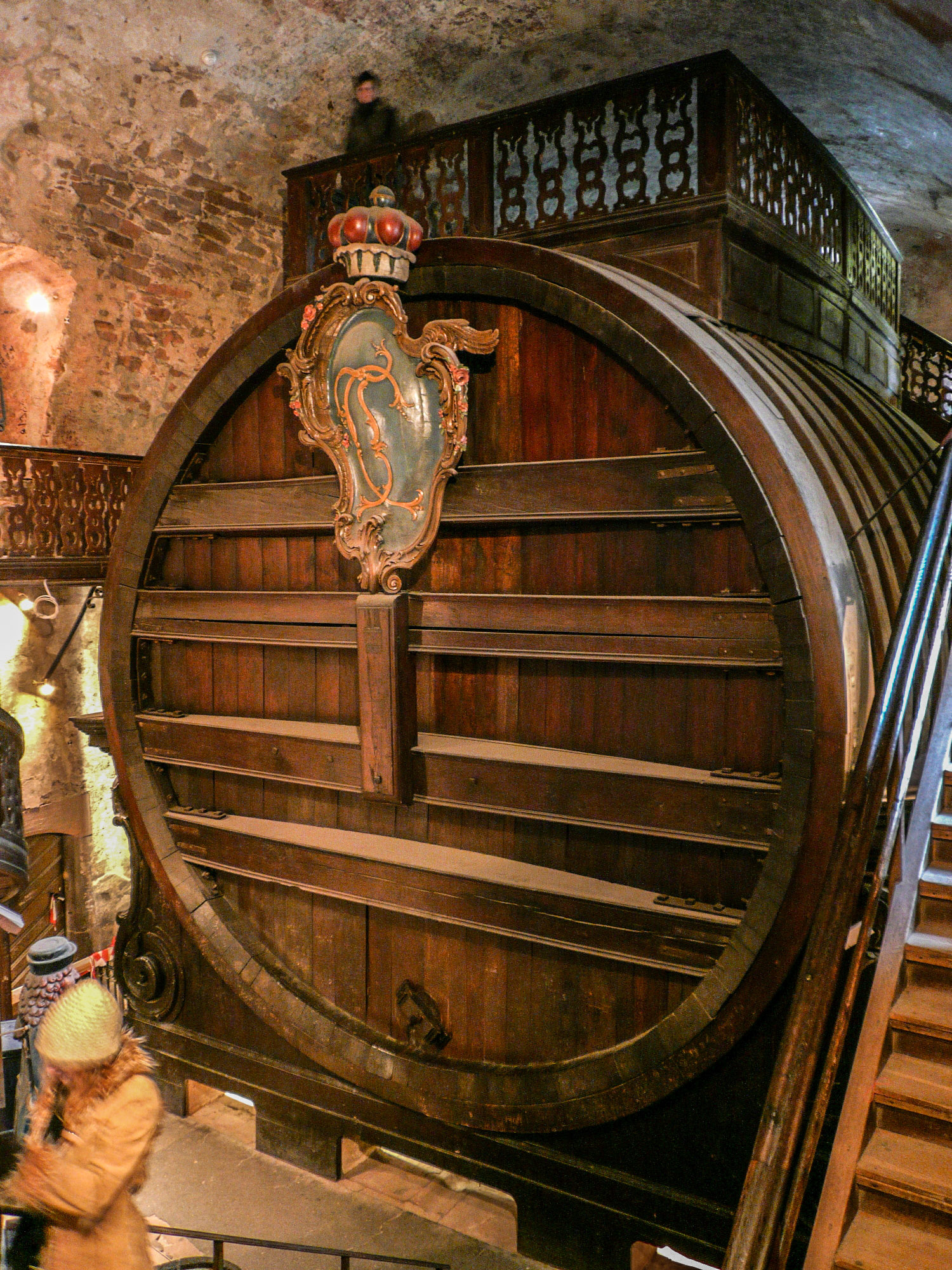
大樽

大樽棟（Fassbau）は、この建物内にある巨大な樽にちなんで名付けられた。
大樽棟は、大樽のために特別に1589年から1592年にかけてヨハン・カジミールによって建設された。この建物は王の広間と隣接しており、祝宴の際ワイン貯蔵庫と宴会場が可能な限り近くになるよう設計された。
建設当時にはすでにルネサンス様式の時代に入っていたにもかかわらず、この建物は後期ゴシック様式で建てられている。
現在の大樽は4代目の樽である。代々の大樽にはそれが造られた時の選帝侯にちなんだ名が付けられている。
1. ヨハン・カジミール樽 1591年
2. カール・ルートヴィヒ樽 1664年
3. カール・フィリップ樽 1728年
4. カール・テオドール樽 1751年

初代大樽のヨハン・カジミール樽の容量は約127,000リットルであったが、代を追うごとに大きくなっていった。現在のカール・テオドール樽は建造時 221,726リットルであったが、木材の乾燥により 219,000リットルほどの容積となっている。

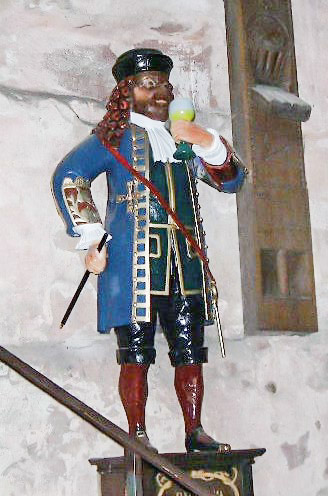
ペルケオの像

選帝侯カール3世フィリップが樽の監視を命じたワイン好きの享楽家のシンボル、ペルケオの人形が大樽を見張っている。ペルケオは、カール・フィリップが選帝侯に就任する前、皇帝のチロル代官として赴任していたインスブルックから宮廷道化師として連れてきた人物であった。伝説によれば、選帝侯が大樽の酒を飲み干すことができるかどうか尋ねた時、「Perché no?」（イタリア語で「なぜ、できないの？」）と答えたことからペルケオ（Perkeo）と呼ばれるようになったとされる。
ペルケオはワインを唯一の飲み物として子供の頃からこれを飲み続けており、1日15本のワインを飲んでいた。彼が年老いて初めて病気になった時、医師はワインをやめて水を飲むように指導した。疑いながらもペルケオはこの助言に従ったのだが、その翌日に亡くなった。
ハイデルベルクの大樽はハインリヒ・ハイネの『歌の本』、ジュール・ヴェルヌの『気球に乗って五週間』、ワシントン・アーヴィングの『The Specter Bridegroom』、マリー・ハーゼルトンの『ベルタ』、マーク・トウェインの『ヨーロッパ放浪記』、ハーマン・メルヴィルの『白鯨』などで言及されている。

#### ガラスの広間棟

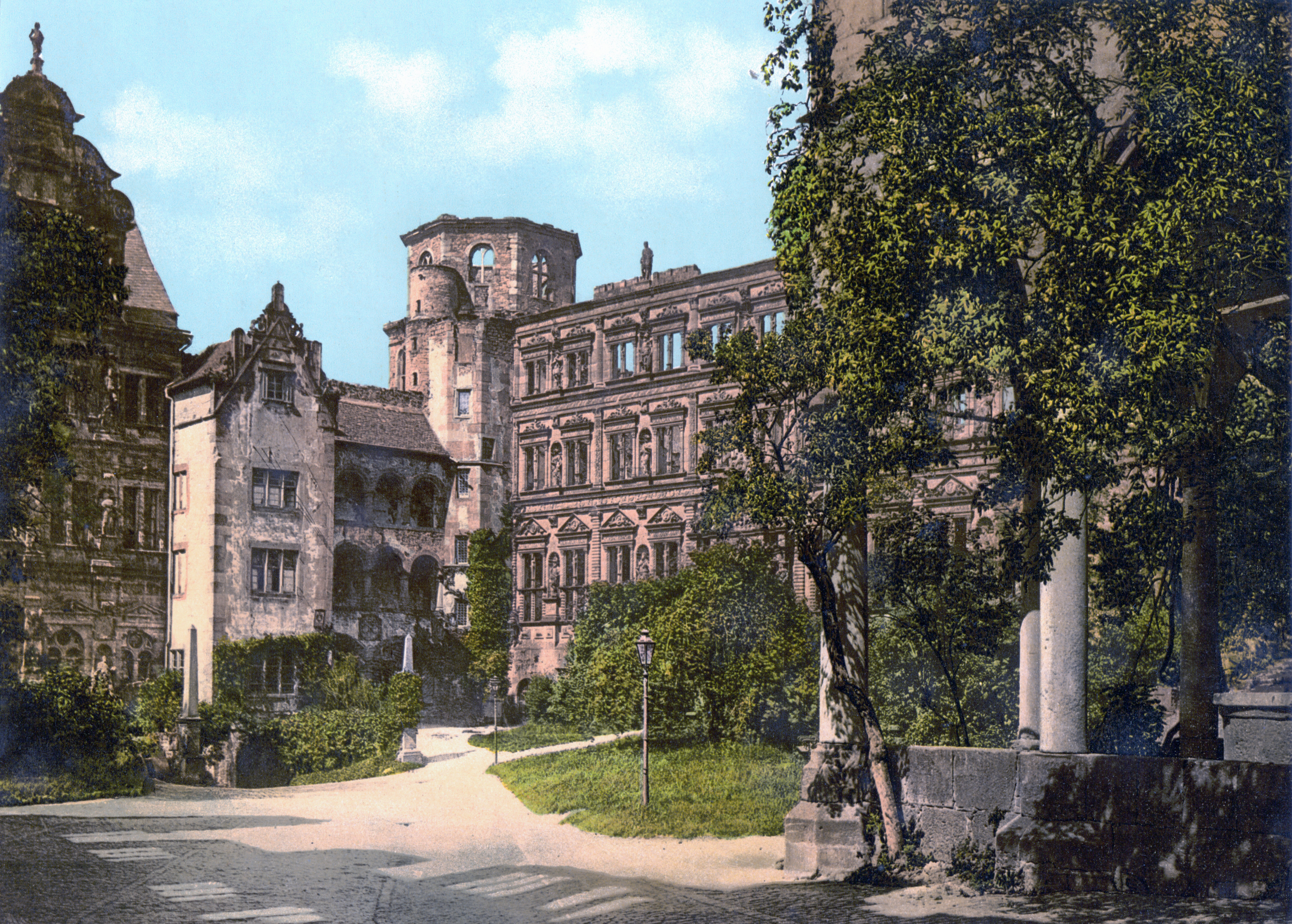
古い彩色写真に遺るガラスの広間棟。向かって左のフリードリヒ館と右のオットハインリヒ館の間がガラスの広間棟である。

ガラスの広間棟（Gläserner Saalbau）は、3階にあったヴェネツィア・ガラスで飾られた鏡の広間にちなんで名付けられた。この建物は中庭に向かって大変にがっしりとしたルネサンス様式のアーケードを有しているが、その内部は後期ゴシック様式のヴォールトで構成されている。この建物の、市街地に向いた北側には全く装飾がなされていない。ガラスの広間棟の建設時には、すでにオットハインリヒ館が計画されており、ガラスの広間棟の裏側はオットハインリヒ館で隠されるため、装飾がなされなかったのであろうと推測されている。東側はゴシック様式の小さな張り出し部で飾られ、中庭側と同じような破風で飾られた張り出し部を持つ。選帝侯カール1世ルートヴィヒは三十年戦争後にこのガラスの広間棟を再建している。これにより階の高さが変わり、新しく北側に丸い弓状の窓が取りつけられた。この建物に最初からあった窓は、現在も北側のファサードの一部に見ることができる。
1764年7月24日に相次いで2回の落雷があり、この建物は地下室のヴォールトに至るまで焼失した。
1897年にガラスの広間棟西壁から塗り込められた初期ゴシック様式の窓が発見された。これは城の領域内に13世紀前半に建物があったことを示すものである。

#### エコノミー棟

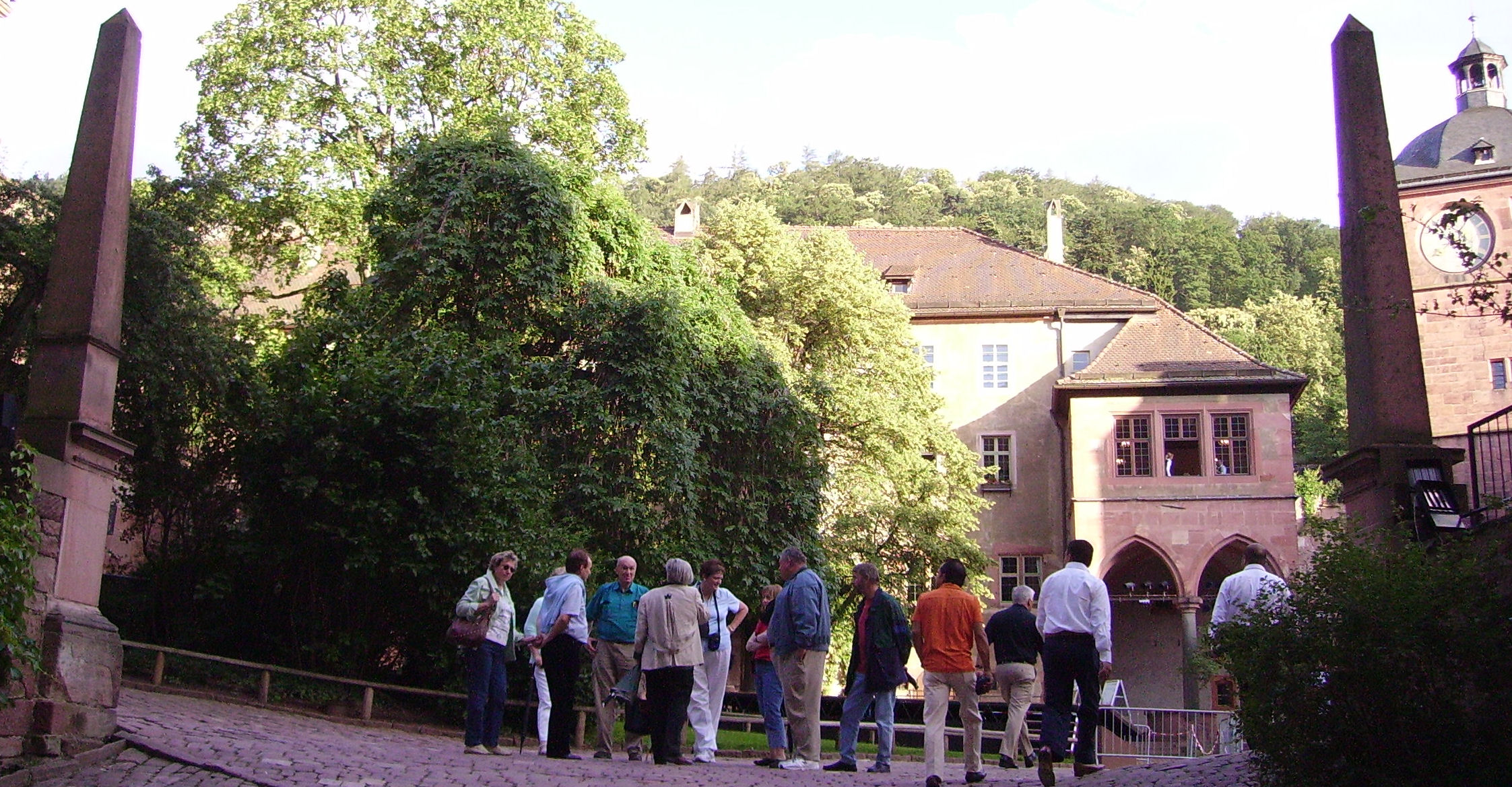
正面の半ば木立で隠れている建物がエコノミー棟。その右のバルコニー状の建物が井戸棟で、兵士棟はこの写真では井戸棟の裏手にあり見えていない。

エコノミー棟（Ökonomiebau）は、城の経済活動を支える事務部門と厨房の建物であったことから名付けられた。「メッツェルハウス」や「バックハウス」とも呼ばれるが、これは屠畜場およびパン焼き場の役割を担っていたことを示している。本来の厨房は城の南東にあり、火薬塔に接する位置にあった。この付近や城の中庭の隅の様子をギュンター・ハイネマンはこう記している。

「元々この辺りは煙と炭の臭いで満ちた厨房であったが、変哲のない中庭の隅にはもう長い間興味が注がれたことがない」

上階への登り口は城の官吏の居住空間であった。城の南東角に位置するこのエコノミー棟は文化史的にそれほど重要な意味を持つものではない。

#### 兵士棟
兵士棟（Soldatenbau）は兵士の居住空間であったことから名付けられた。
兵士棟は城門塔の近くにあり、守備に適した位置である。4階建ての建物の下層には見張り番所があり、上階が兵士の居住スペースとなっている。ここには、約50人からなる警備・名誉部隊が常に駐留していた。

#### 井戸棟

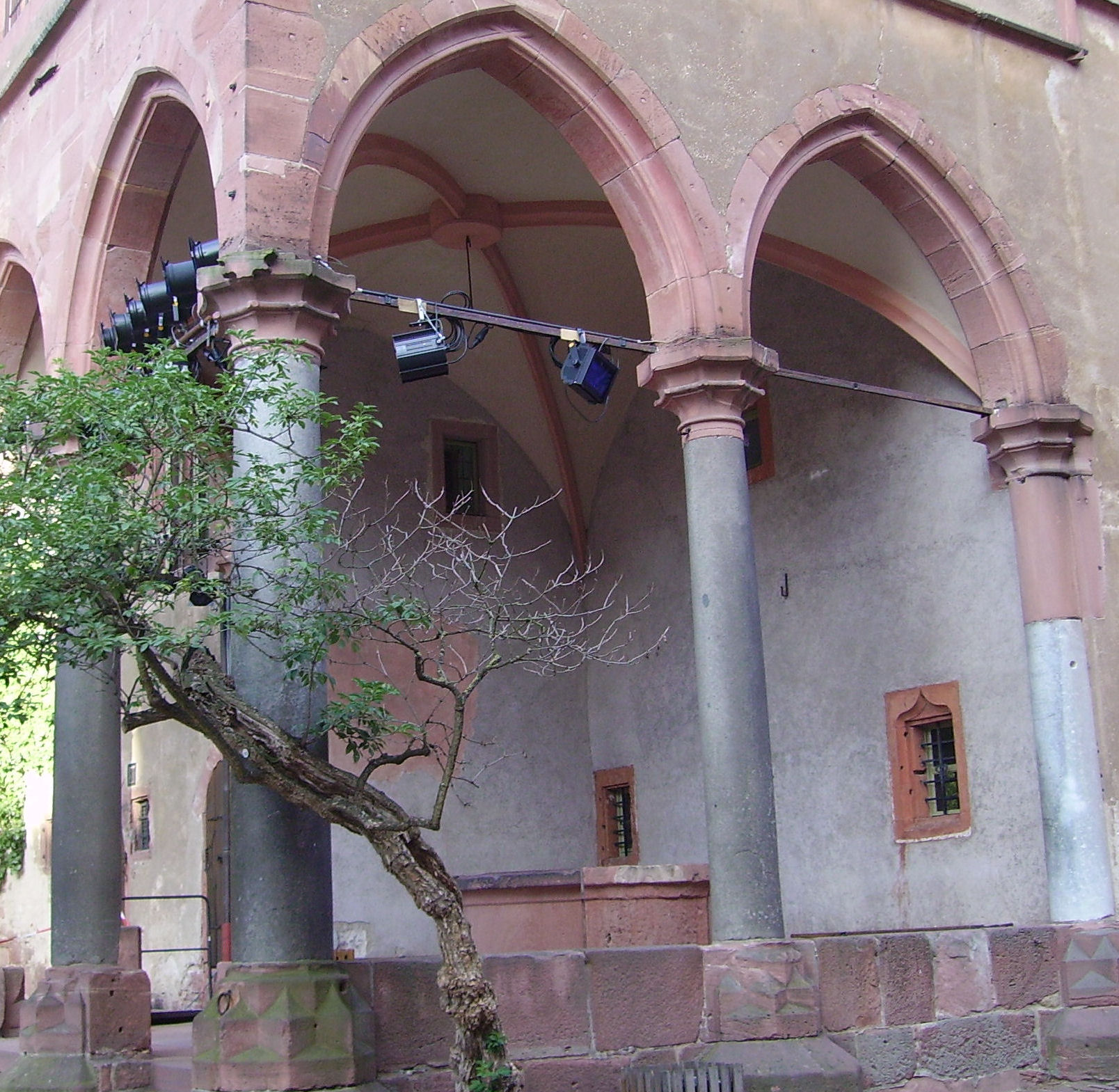
井戸棟

井戸棟（Brunnenbau）はつるべ井戸のある建物であることから名付けられた。
兵士棟に直結した井戸棟はルートヴィヒ5世によって建設された。特徴的な4本の列柱状の柱と2本の壁に埋め込まれた半柱で支えられている。半ば埋もれたつるべ井戸は約16mの深さがあり、おそらく1508年にはすでに存在していたとされる。ゼバスティアン・ミュンスター（1488年 - 1552年）は柱について、かつてカール大帝の宮殿があったインゲルハイム産のもので選帝侯フィリップがハイデルベルク城に運び込んだものと報告している。あるいは、これらの柱はマインツ近郊の古い建物に使われていたものである可能性がある。

## 塔

### ディッカー塔

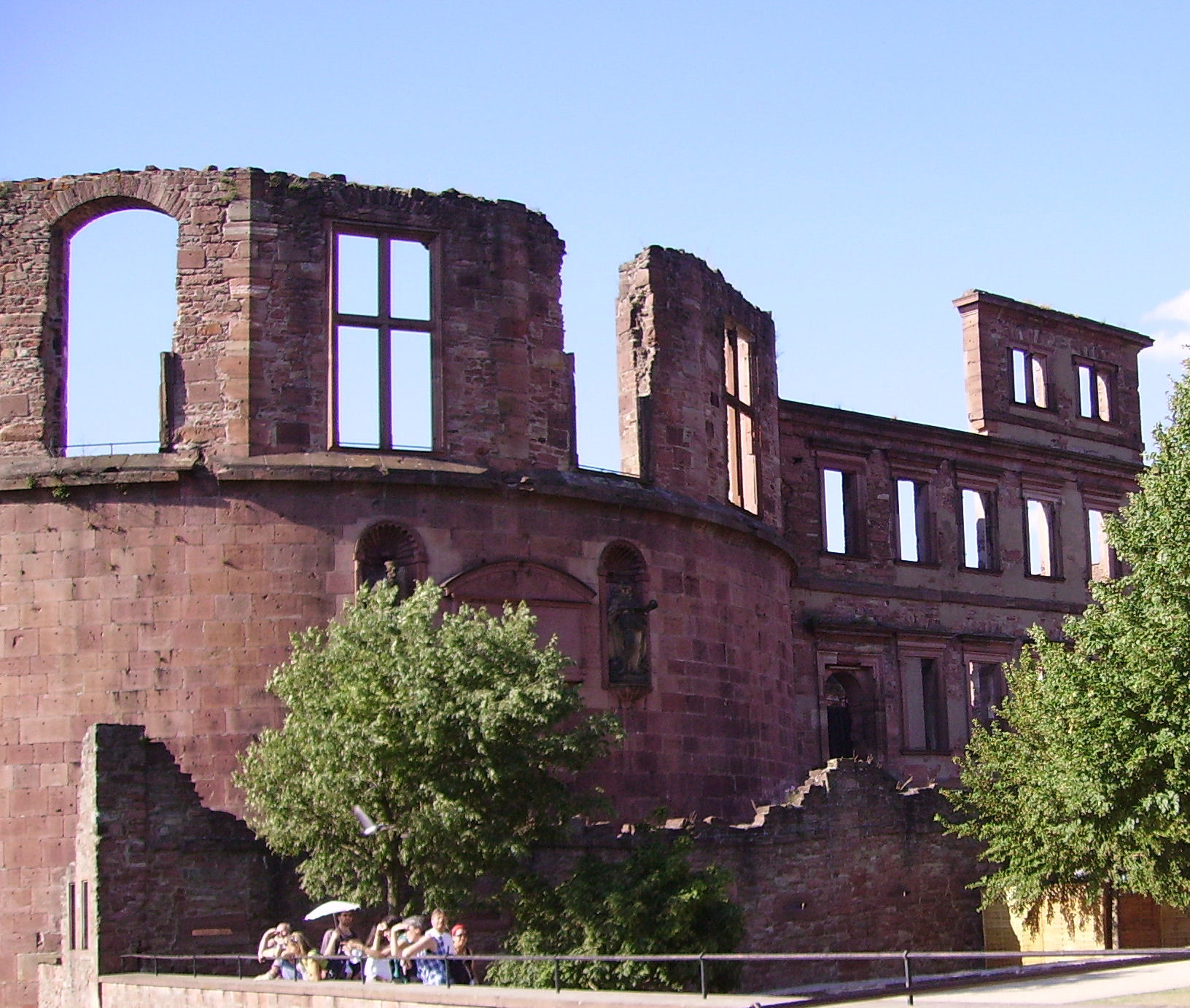
ディッカー塔。その右手の建物はイギリス館

ディッカー塔 (Dicker Turm) はその壁が分厚い (dick) ことから名付けられた。
ディッカー塔はルートヴィヒ5世によって建設された防衛施設の一つである。高さ40m、壁の厚さは5mもある堅固なもので、直径は28mである。それでもこの堅固な壁は爆破され、亀裂が入っている。
この塔は都市側に向いて威嚇的な姿を見せているが、これは建築家の計画にも盛り込まれていることで、平安伯と呼ばれるルートヴィヒではあるが、平和を維持することの困難さを示したものと考えられる。
フリードリヒ5世はこの塔の上階に劇場を造らせた。この劇場は1613年に焼失したロンドンのグローブ座に倣って造られた。選帝侯はこのディッカー塔の劇場でイギリス出身の妻と親交を深め、シェークスピアの演劇の伝統を引き継いだのである。ほぼ円形のこの劇場は直径約28mで85m2の広さがあった。
ディッカー塔の銘板には塔の建設者だけでなく、改造した者の名前も記述されている。また、ルートヴィヒ5世とフリードリヒ5世の二人の像が飾られている。
1689年に塔の北側一部が爆破され谷に崩れ落ちた。1693年にハイデルベルク市民に対して、この崩落した塔の遺構から石材を切り取り自分の家を建てる資材にしてよいという公式許可が出された。このため、たとえば中将で狩猟区長官のフェンニンゲン男爵フリードリヒは選帝侯許可のディッカー塔の石材で家を建てたと公言している。

### 牢獄塔（ゼルテンレーア）

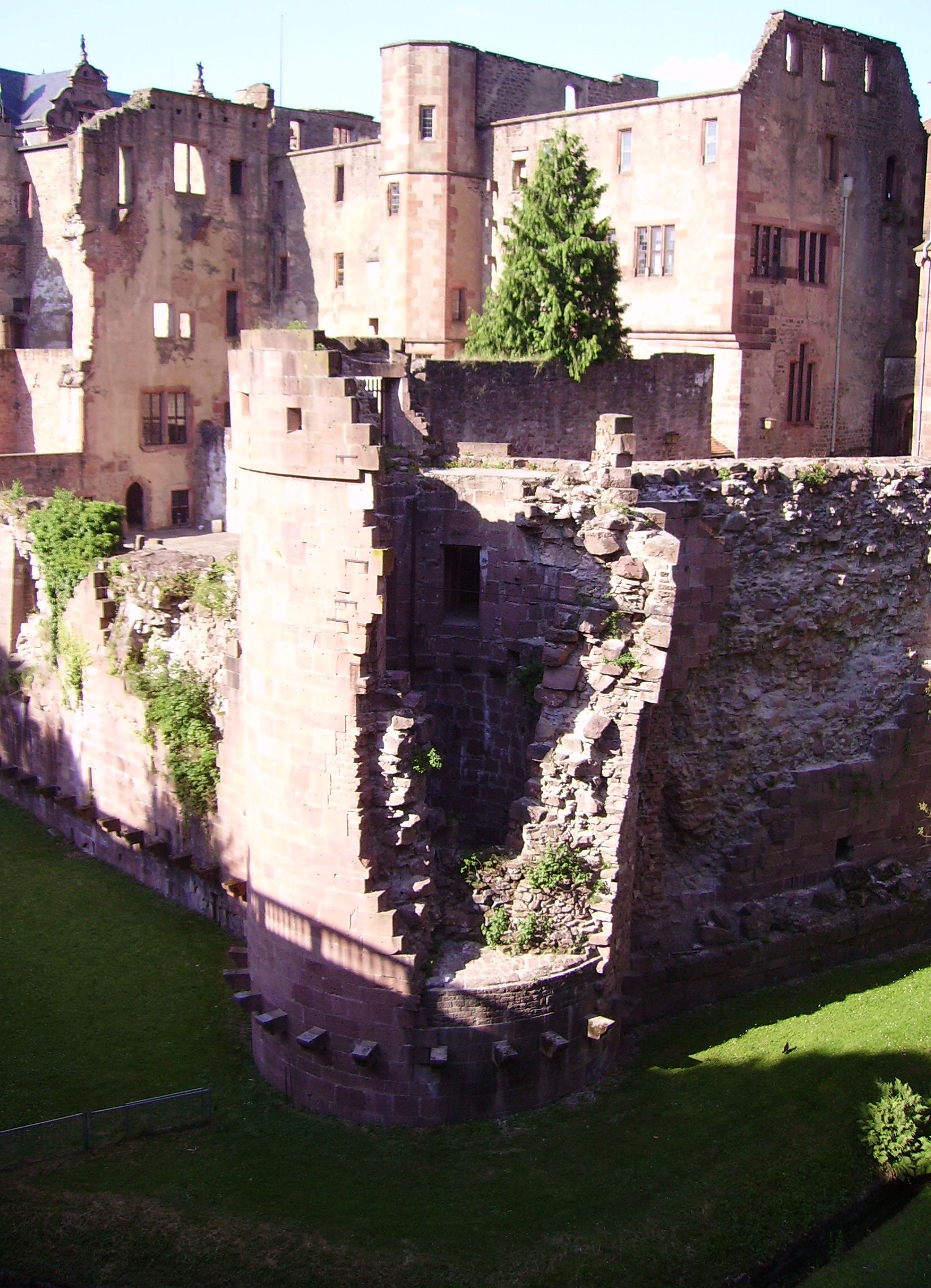
画面手前の一部が崩れた小さな円塔が牢獄塔。

ゼルテンレーア (Seltenleer)（またはニンマーレーア (Nimmerleer) とも呼ばれる）という名前は1603年から使われるようになったことが分かっている。これは牢獄として使われていたこの塔が滅多に空にならない（setlen = 「滅多に...ない」、leer = 「空っぽの」。ニンマーレーアも同じ意味で niemals = 「決して...ない」が語源）ことから名付けられた。
牢獄塔の遺構は堀の南西にある。牢獄室はおそらく、陽の当たらない塔の土台部にあったと考えられる。防衛塔としての機能はほとんど考慮されていない。この塔は側面の塔の中で最も小さなもので、外側の直径は約10m、高さ約19.5mで壁の厚さは2.75mである。
対立教皇ヨハネス23世が幽閉されたハイデルベルクの施設がこの塔であるかどうかは定かではない。多くの文献が城に幽閉されたと記述しており、そうであればこの塔に幽閉された可能性もある。しかし、ヨハネス23世が幽閉されたのはアルテ・ブリュッケの近くであるという説もある。それは教皇パウルス5世宛のイタリア使節の書簡でブリュッケアッフェ（アルテ・ブリュッケに飾られているサルの像）について言及されている（「牢獄では、あの人物は老猿と呼ばれています」）からである。

### 城門塔（時計塔）

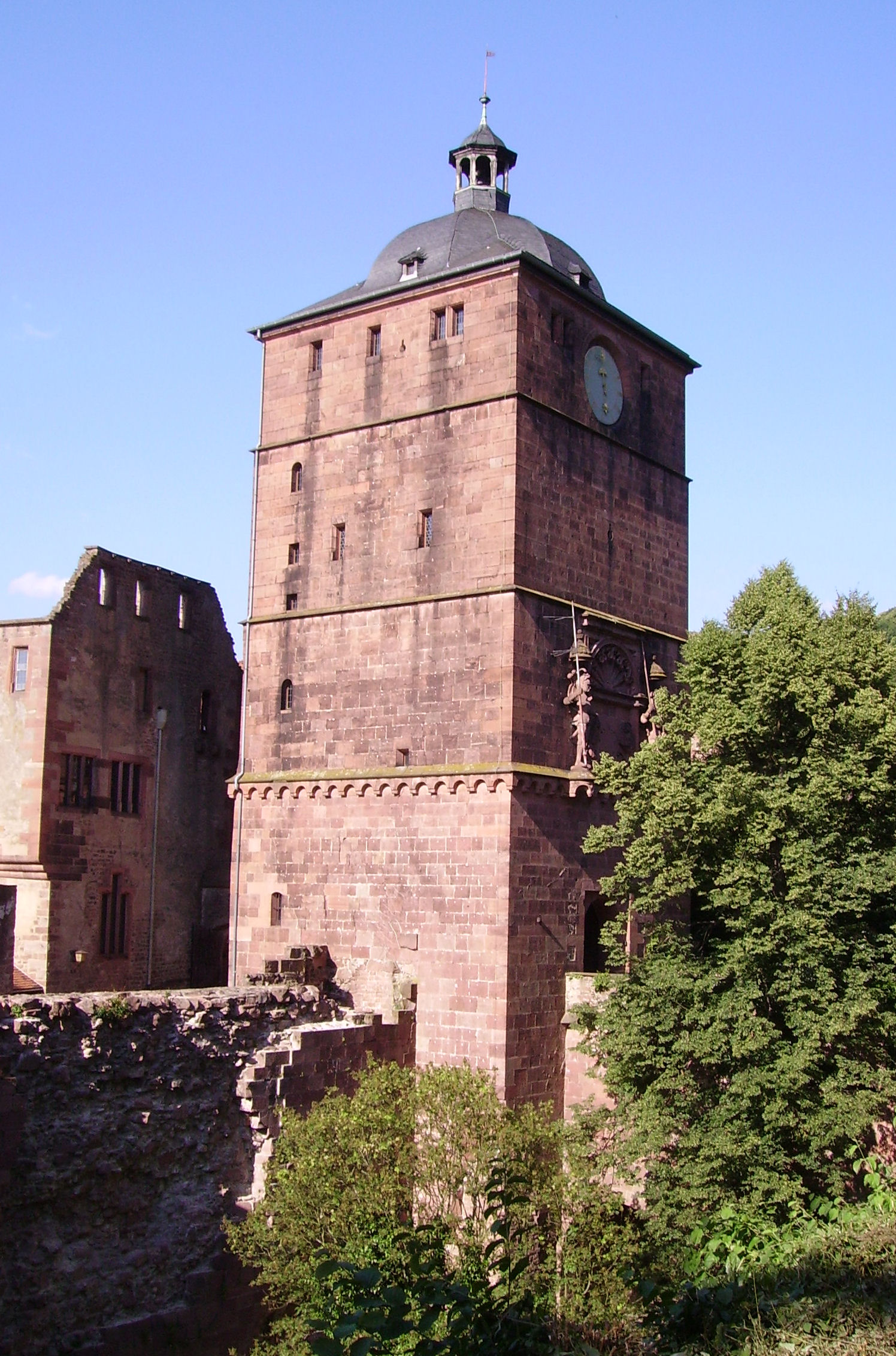
城門塔

防衛施設の要が城門塔 (Torturm) である。この塔には時計がはめ込まれており、時計塔 (Uhrenturm) とも呼ばれる。
城門塔は1531年から1541年に選帝侯ルートヴィヒ5世によって建設された防衛施設の一つである。現在もこの塔は城の主要な入り口となっている。下層部は陽が当たらない空間で、しばしば城内牢獄と呼ばれた。
城門塔は堀の底からの高さ52m、底面は1辺12.5mの四角形である。この塔はこの城に現存する最も高い塔である。1689年、ループレヒト館の火事の炎がこの塔の屋根に燃え移り、焼失した。現存するスレート葺きの帽子型の屋根は1716年頃にバロック様式で取りつけられたものである。
正面には3.40mの高さの「門の巨人」と盾を掲げる獅子が飾られている。銀の盾を掲げていたと言われるが、その盾は行方不明になっている。おそらく鋳つぶされたと考えられている。2体の騎士像は1534年と1536年に創られた。この像は塔から張り出した台の上に設置されており、天蓋で護られている。

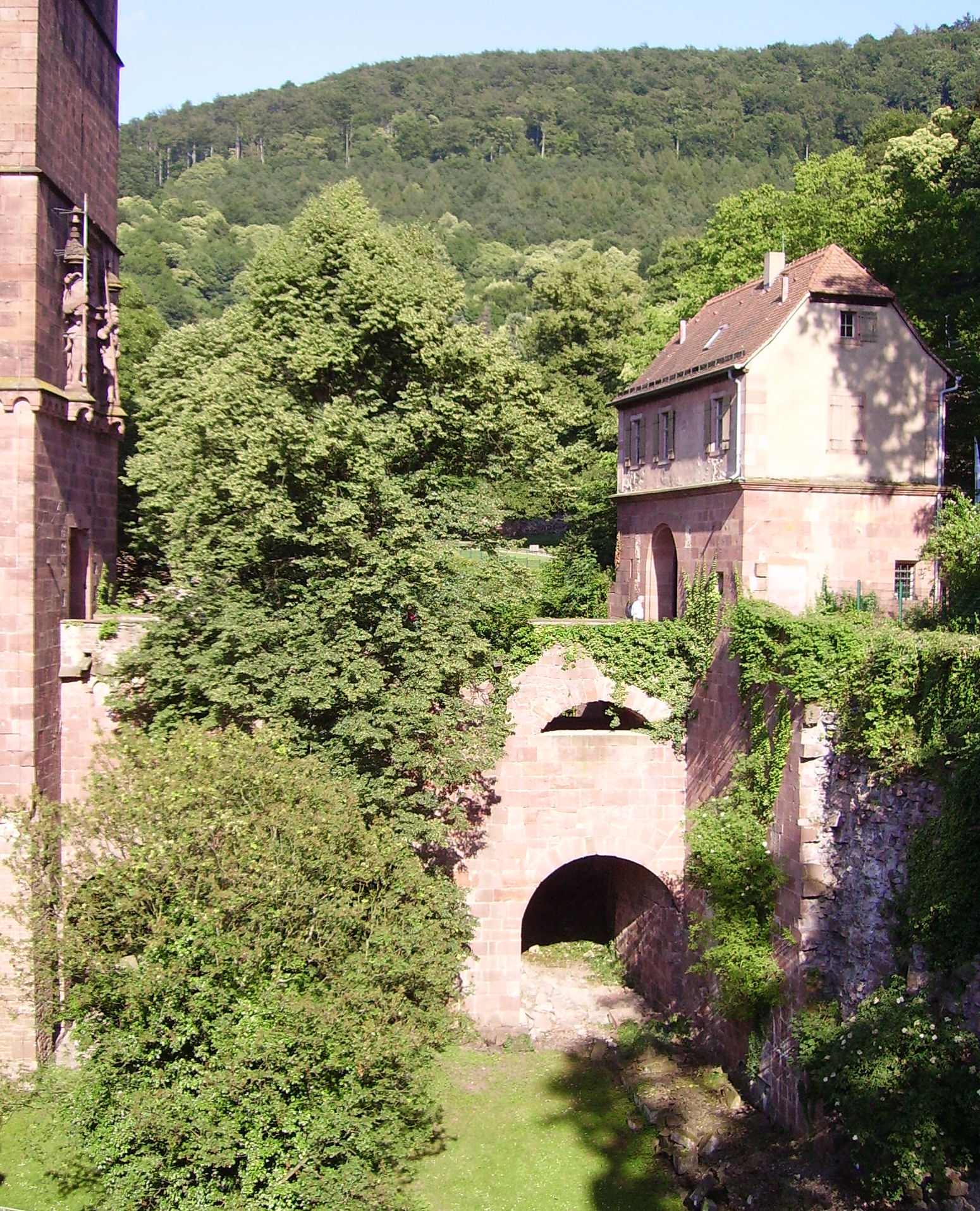
橋楼（画面向かって右）と城門塔（左）の間に架かる橋

橋楼（Brückenhaus、または門楼(Torhaus)）と城門塔の間に架かる橋は1693年にフランス軍の坑道兵によって爆破された。選帝侯カール・フィリップは、跳ね橋としてこれを再建した。1810年に跳ね橋は撤去され、新たに橋脚が設けられて頑丈な道路橋が造られた。この橋脚は堀の底から20mの高さがある。城門塔には、かつて跳ね橋の鎖が通されていた穴が現在も見られる。
悪魔の噛み跡
城門には、訪問者がノックの合図に使う金属製のリングが取りつけられている。伝説では、ある城主がこのリングを噛み切ったものに城を譲ると言った。多くの者がこの課題に挑み、悪魔も何度も挑戦した。しかし、悪魔の丈夫な歯が砕けるまで挑戦したが成功しなかった。このリングには小さな噛み跡だけが残された。現在も城門のリングには傷がついている。この噛み跡を「悪魔の噛み跡」と呼ぶ。

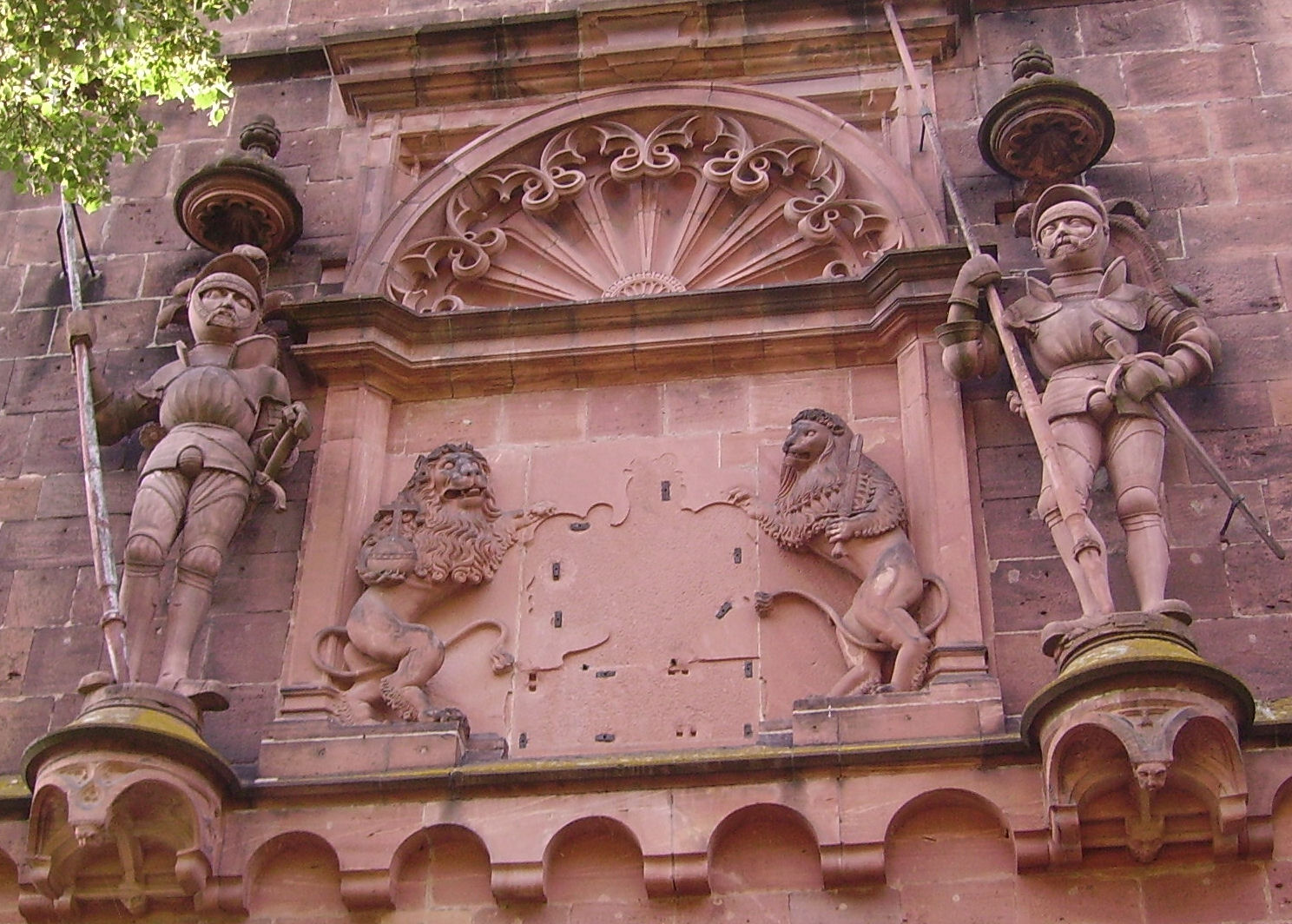
城門塔正面の「門の巨人」と盾を掲げる獅子のレリーフ
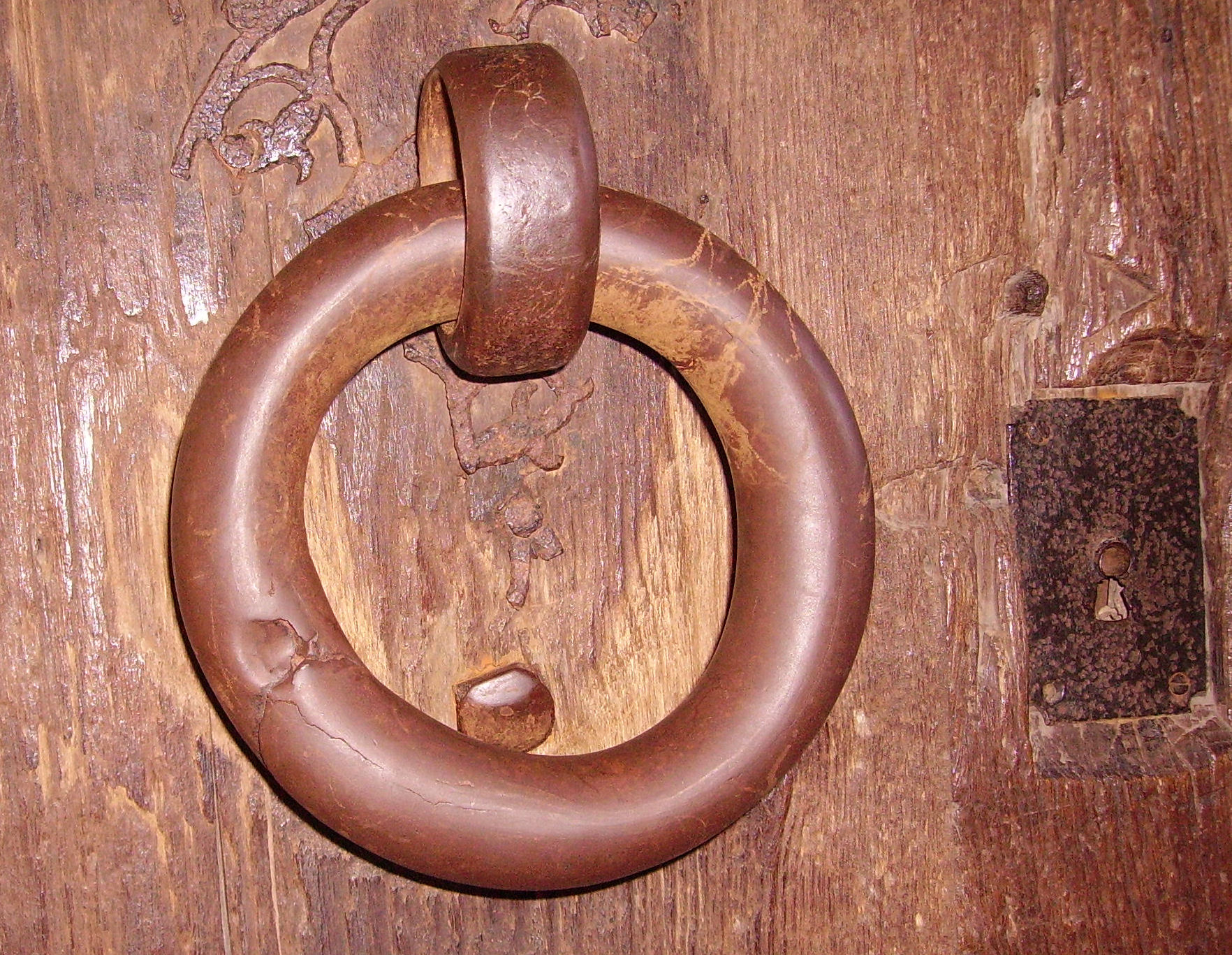
「悪魔の噛み跡」がついた城門のリング

### 火薬塔

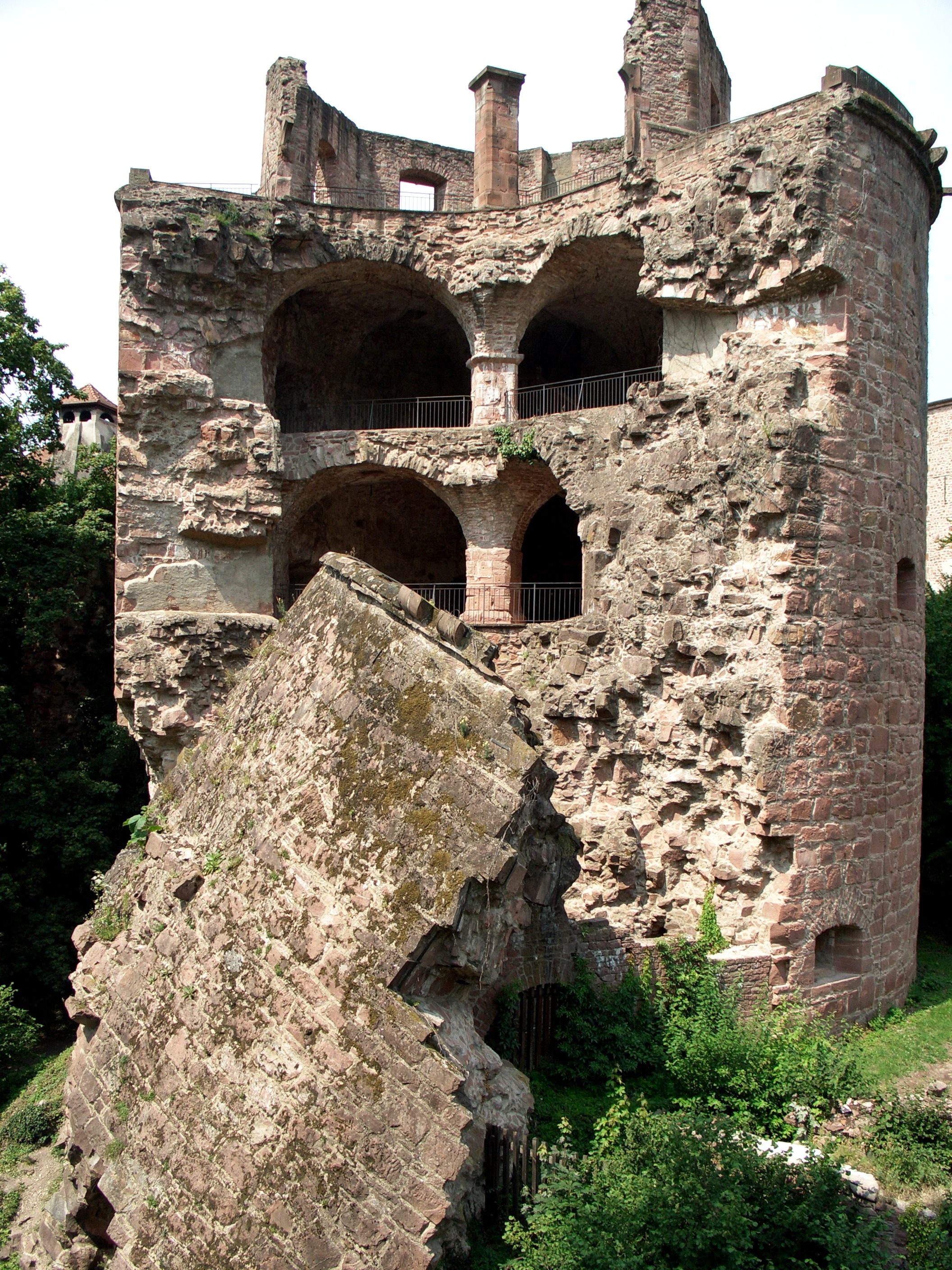
火薬塔

火薬塔 (Krautturm、または Pulverturm) の名前はすでに17世紀から用いられていたことが証明されている。これはこの塔の下層が火薬 (Kraut = Pulver) 倉庫であったことから、明らかにその用途に応じた名前であった。Gesprengter Turm（爆破された塔）という呼び名は後世になってからのものである。
この塔はプファルツ継承戦争時の1693年にフランス兵によって爆破された。巨大な壁の断片が現在も塔に寄りかかっている。ところでこの爆破により塔と壁の継ぎ目はブンテル砂岩と同じくらい丈夫であることが証明された。
最初この塔の高さは28mであった。1610年に42.5mにまで増築された。廃墟となった現在でも33mの高さがある。
この廃墟の賛美者の一人にヨハン・ヴォルフガング・ゲーテがいる。1779年9月23日に堀に架かる橋の上からこの塔を描写している。ゲーテはハイデルベルクを8回訪れたのだが、この第4回の訪問については口をつぐんでいる。1899年の研究で初めてこの時の訪問が明らかとなった。どうやら政治上の秘密訪問であったようで、あるいはプロイセン王フリードリヒ2世の優位に対抗するための諸侯同盟の交渉のためにハイデルベルクを訪れたとも推測されている。ザクセン＝ヴァイマル＝アイゼナハ大公カール・アウグストとゲーテはスイスへの旅をハイデルベルクで打ち切り、その午後中をハイデルベルク城で過ごしている。ゲーテが破壊された火薬塔の描写を書き上げる間、カール・アウグスト公は「その古く美しい塔の周りを這い登っていた」のである。

### 薬局塔

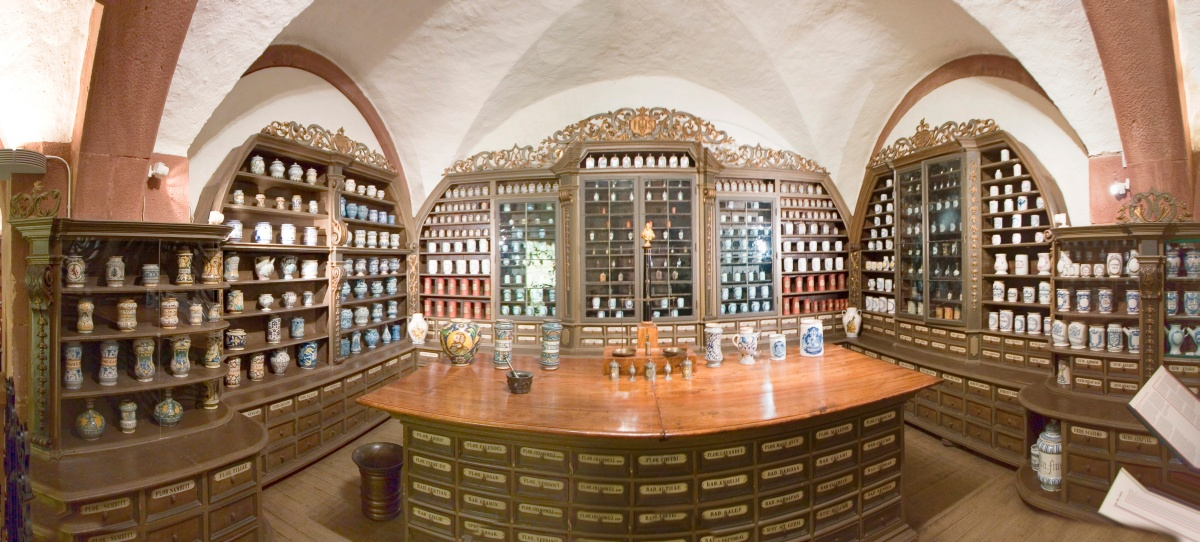
ドイツ薬業博物館

薬局塔 (Apothekerturm) の名は、ギリシア語の「apotheca」に由来する。この語は「倉庫」という程度の意味であって、薬局 (Apotheke) がこの塔にあったことは一度もなく、城の別の場所にあった。現在はこの塔およびオットハインリヒ館にドイツ薬業博物館がある。
薬局塔は、鐘楼や火薬塔と同時代に建設された塔の一つである。塔は全長125mの城の東面のほぼ中央に位置している。古い銃眼は壁でふさがれたり、窓が設けられたりした。1600年頃に塔は階層が増築され、増えた廷臣のための住居に充てられた。
ドイツ薬業博物館は1957年にルートヴィヒ館、オットハインリヒ館と薬局塔にコレクションを展示した。これ以前にこの博物館はミュンヘンにあったのだが、第二次世界大戦で爆撃を受けた後、バンベルクの新宮殿に移されていた。

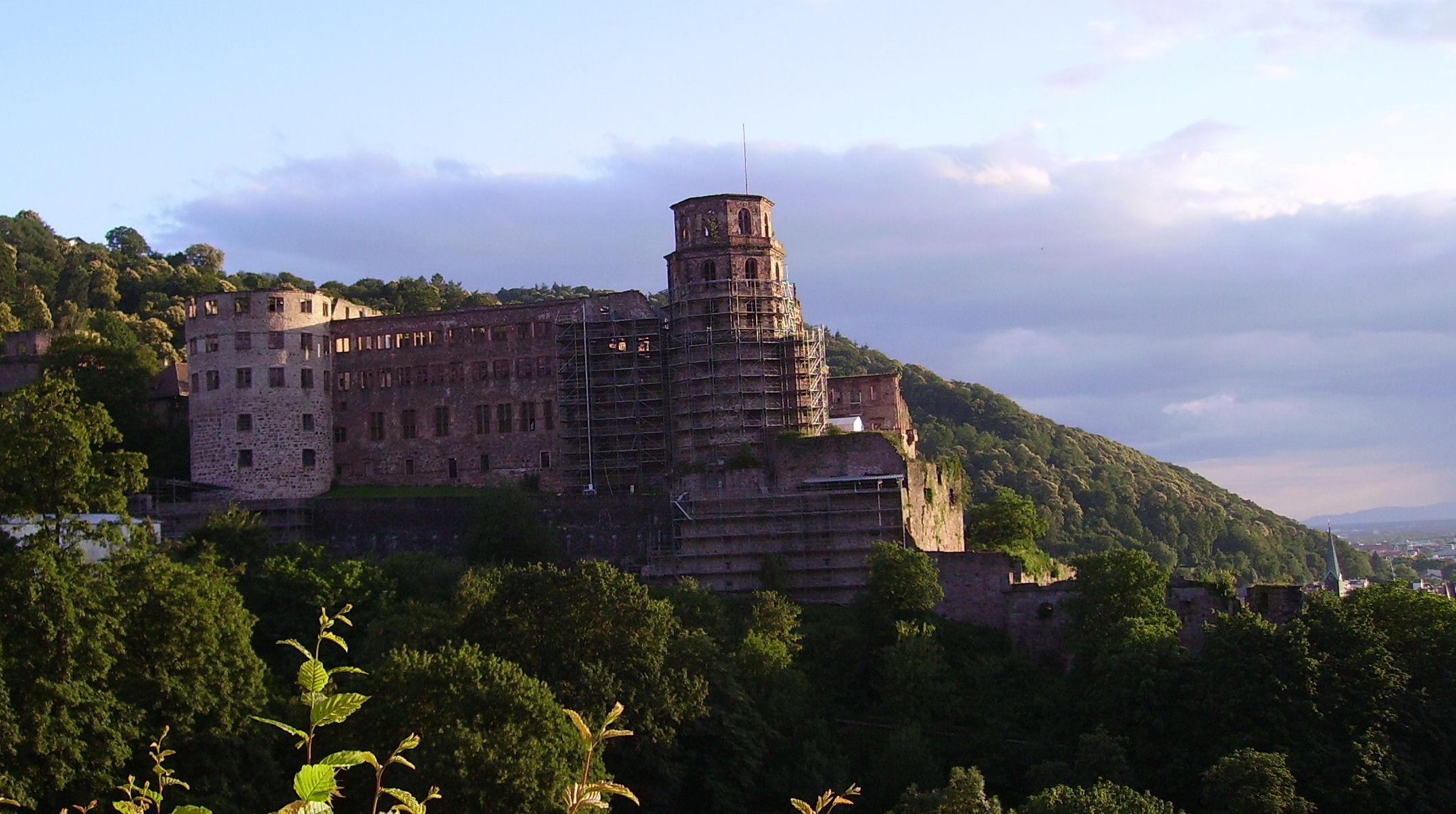
城館庭園側から見た薬局塔（左）と鐘楼（右）。その間の建物はオットハインリヒ館

博物館の展示品は、家庭医薬品や携帯用救急医薬品と、ゴシック時代やルネサンス時代の薬品保管容器や擂り鉢などである。この他に18世紀から19世紀の「オフィツィーネン」とよばれる4つの古い薬局施設を見学することができる。博物館の中心は、鉱物・動物・植物で作られた医薬品コレクション（「マテリア・メディカ」）である。

### 鐘楼
ランタン風の頂上部に広く鳴り響く鐘が取り付けられている。
城のこの角は兵器庫によって強固に強化され、鐘楼の上部は居住目的に利用されるようになった。ルートヴィヒ5世は鐘楼の高さを2倍に拡張し、大きな居住空間を獲得した。1490年頃の比較的低い砲塔に後から非軍事用の建物が増築されたのである。これにより古い屋根は役に立たなくなり、壁が高くされ、方形屋根が建設された。この望楼建築に設けられた窓からはネッカー渓谷の見事な眺望が見渡せる。
城の北東角にある鐘楼は、この城を象徴する建造物となっている。1764年6月25日の夜に落雷が直撃した。これに続いて起こった火災で、この塔は外壁まで全壊した。

## その他の施設

### アルタン（テラス）

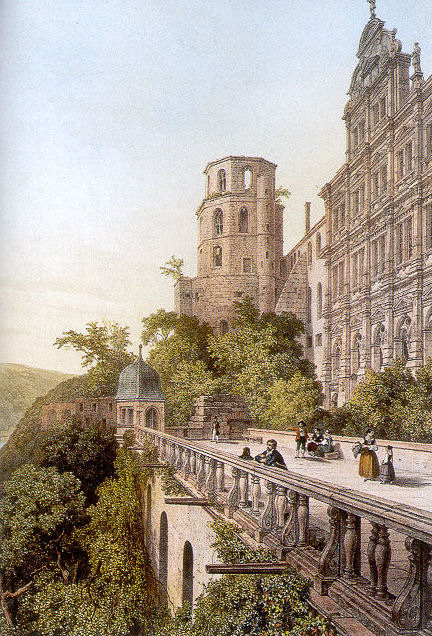
1844年のアルタンと鐘楼、フリードリヒ館

「アルタン (Altan)」は、古いアラビア語で「赤」を意味する "Al" と「朝夕」を意味する "tan" が合成されたものである。
「選帝侯のバルコニー」と呼ばれるアルタン（現在の見学者テラス）は、ネッカー渓谷、ハイデルベルク市街、対岸の哲学の小径があるハイリゲンベルクが眺められる。アルタンの西端は大樽棟につながっている。アルタンはフリードリヒ館から8m以上の幅を持つスペースで、城の小径を通って市街へと通じている。
アルタンの下部は、武器、弾薬、軍支給品の保管庫であり、兵士のシェルターとなっていた。アルタンは直接フリードリヒ館と接してはおらず約8mの隙間がある。この隙間を市街へ向かう「城の小径」が通っている。
アルタンの下部、かつての「大砲台」は、人工的に青錆を生じさせた青銅製の砲身が配置されていた。この砲は1794年にフランスのドゥエに運び去られた。

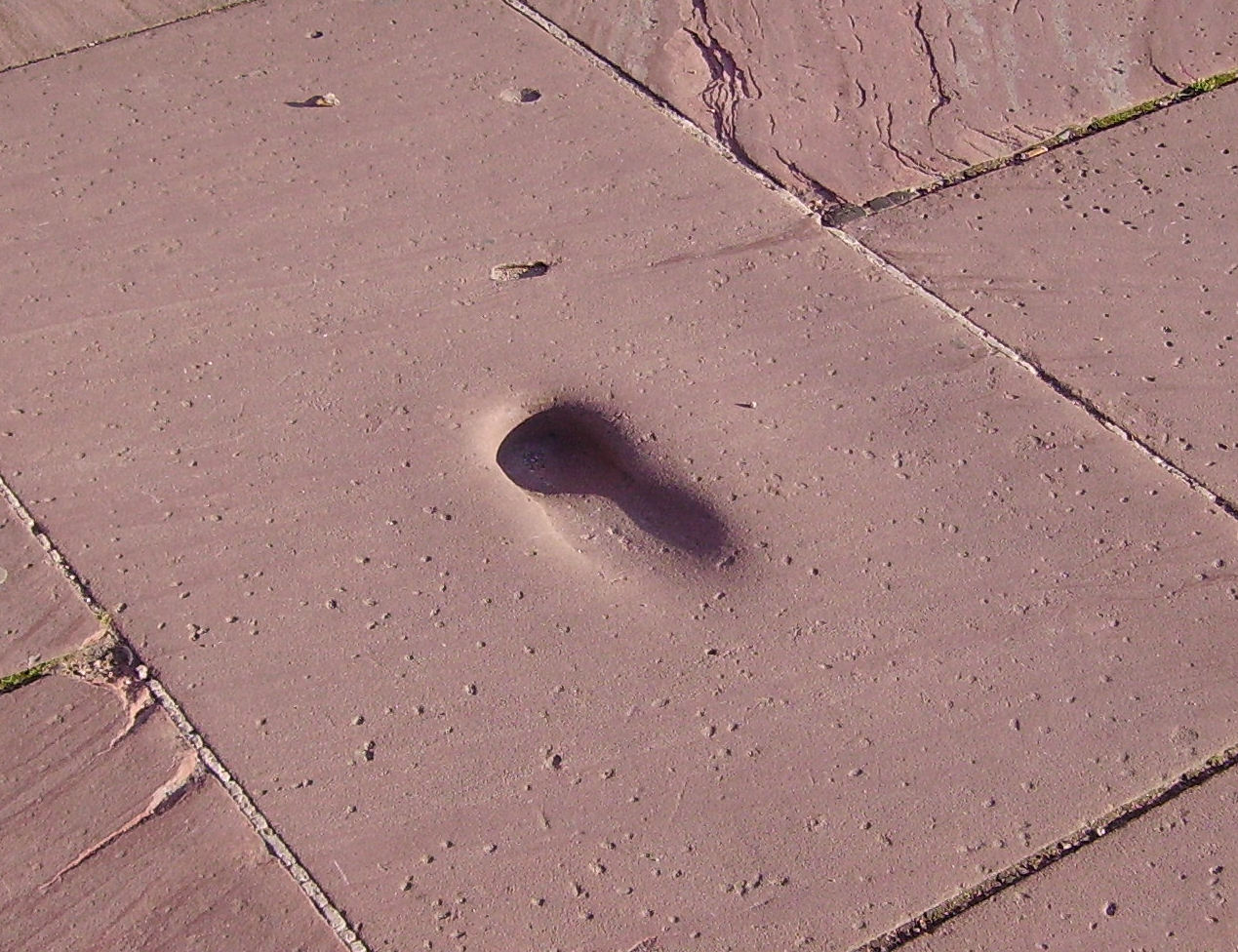
騎士の足跡
この足跡についてヴィルヘルム・ジークムントはその著書『アルト・ハイデルベルク』で以下のように書いている。

「ある時、宴会か何かの催しの際に城の上階から突然火事が起こった。すべての人が安全を確保しなければならなかった。— ある騎士も。彼のいるところからは、部屋も階段も廊下も、すべての出口が炎に遮られていた。炎はカーテンや燃えやすい布を餌食にしていった。炎に取り囲まれた騎士の援助を求める声は何の役にも立たなかった。誰もそれを聞かなかったし、助け出された人は彼ももう救出されたのだと思っていたのかもしれない。
 彼にはもう窓からはるか下の地面に飛び降りるしか助かる方法がなかった。騎士の大胆な振る舞いに神が報いたのか、彼は無傷で飛び降りることができた。しかし丈夫なブーツが地面に穴を開け、そこに足跡を残し、今でもそれを見ることができる。人々は奇妙なことにだんだん深くなるアルタンの足跡を騎士の足跡と呼ぶようになった。」

— ヴィルヘルム・ジークムント: 『アルト・ハイデルベルク』

現在では、城を訪れた観光客が、自分の靴が騎士の足跡と合うかどうかを試している。別の伝説では、この足跡は選帝侯フリードリヒ4世が泥酔して宮殿であるフリードリヒ館から飛び降りテラスに残したものであるとしている。観光ガイドなどでは、選帝侯妃の浮気相手であった騎士が、密会を見つかりそうになり、選帝侯妃の寝室から飛び降りた跡とも説明される。

### 堀（ヒルシュグラーベン / ハルスグラーベン）

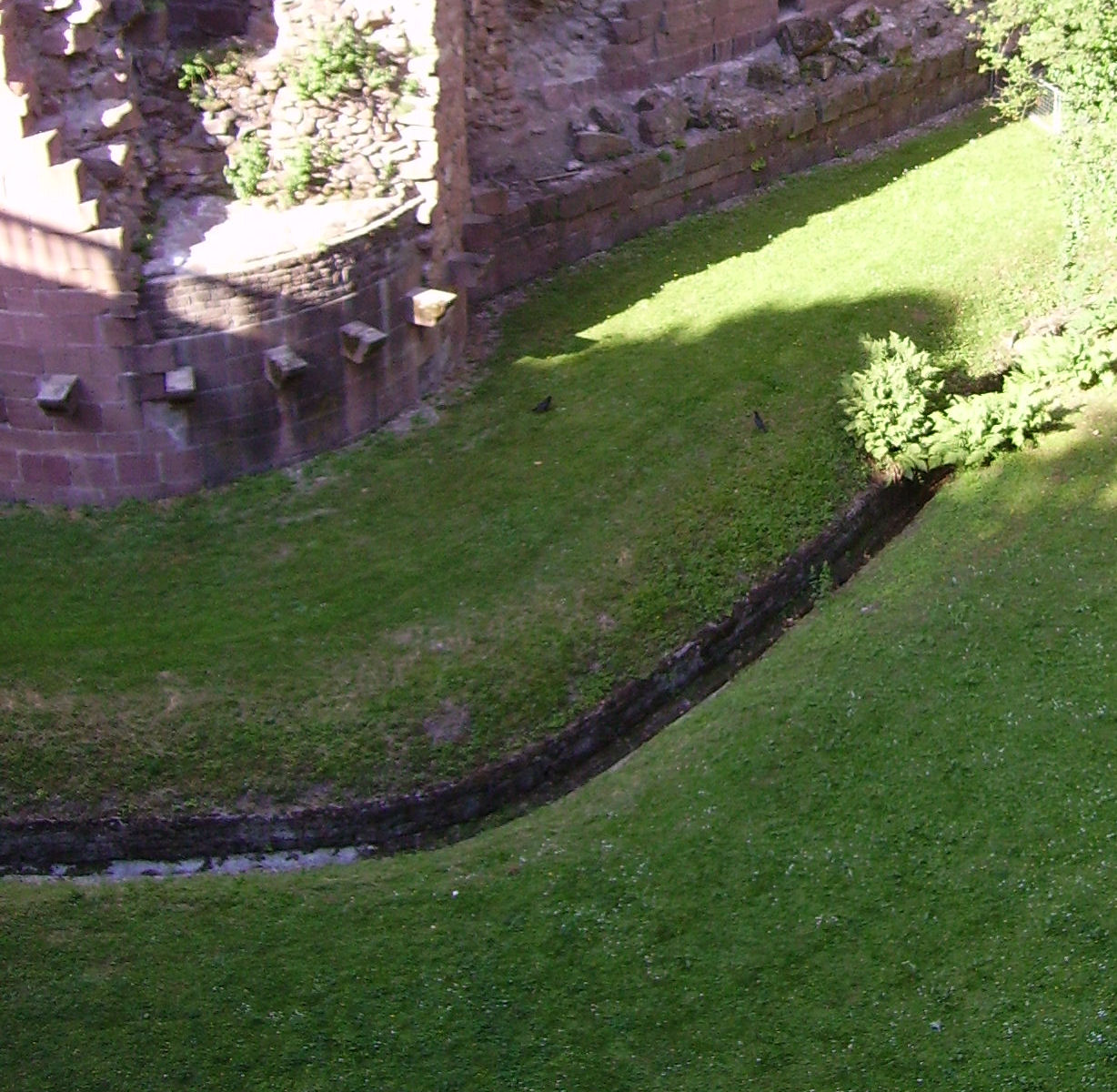
ブルクグラーベン。背後は牢獄塔。

堀 (Burggraben) は、ヒルシュグラーベン (Hirschgraben) とも呼ばれる。これはこの堀でかつてシカ (Hirsch) やクマが飼われていたことに由来する名称である。また、ハルスグラーベン (Halsgraben) という名称も用いられるが、これは台地の尾根の先端にある城を尾根本体から分離するための堀を指す一般名詞（「首形堀」とも訳される）である。
堀は、もちろん城の防衛施設の一つである。1962年に、この堀で昔のようにアカシカを飼育するかどうかが検討されたが実現はしなかった。
西壁の麓に9つの窪みが見られる。これはフランス軍の爆破部隊が1693年に作ったもので、西壁を爆破しようとした跡である。この時は、用いられた爆薬が湿気により威力が抑えられたことと、皇帝軍の救援部隊が進軍してきたことから爆破作業部隊は所期の目的を達成せずに業務を放棄した。
さらに攻撃側の障害となる氾濫装置が設けられた。堀の底にある排水溝と呼ばれる小さな流れを堰き止めることで堀に水を満たす装置である。
デュッセルドルフに住んだ選帝侯ヨハン・ヴィルヘルムはハイデルベルクの居城に満足できず、堀の西側に新しい城を建てて拡張する計画を立てた。

### ウンテラー・フュルステンブルンネン
この泉の水は、マンハイムの選帝侯宮廷で用いられていた。
ウンテラー・フュルステンブルンネン（Unterer Fürstenbrunnen、下の選帝侯の泉）は選帝侯カール・テオドールによってオーベラー・フュルステンブルンネンを補完するものとして造らせたもので、この水はマンハイムの選帝侯宮廷に飲み水として運ばれていた。水はマンハイムまで約20kmの道程を夜間ラバによって運ばれた。（オーベラー・フュルステンブルンネンの節参照）
この施設は花崗岩を掘り抜いたもので、鉄の扉で閉ざされている。その扉の上に掲げられたクロノグラムから1767年という年号が読み取れる。

### カゼマッテン

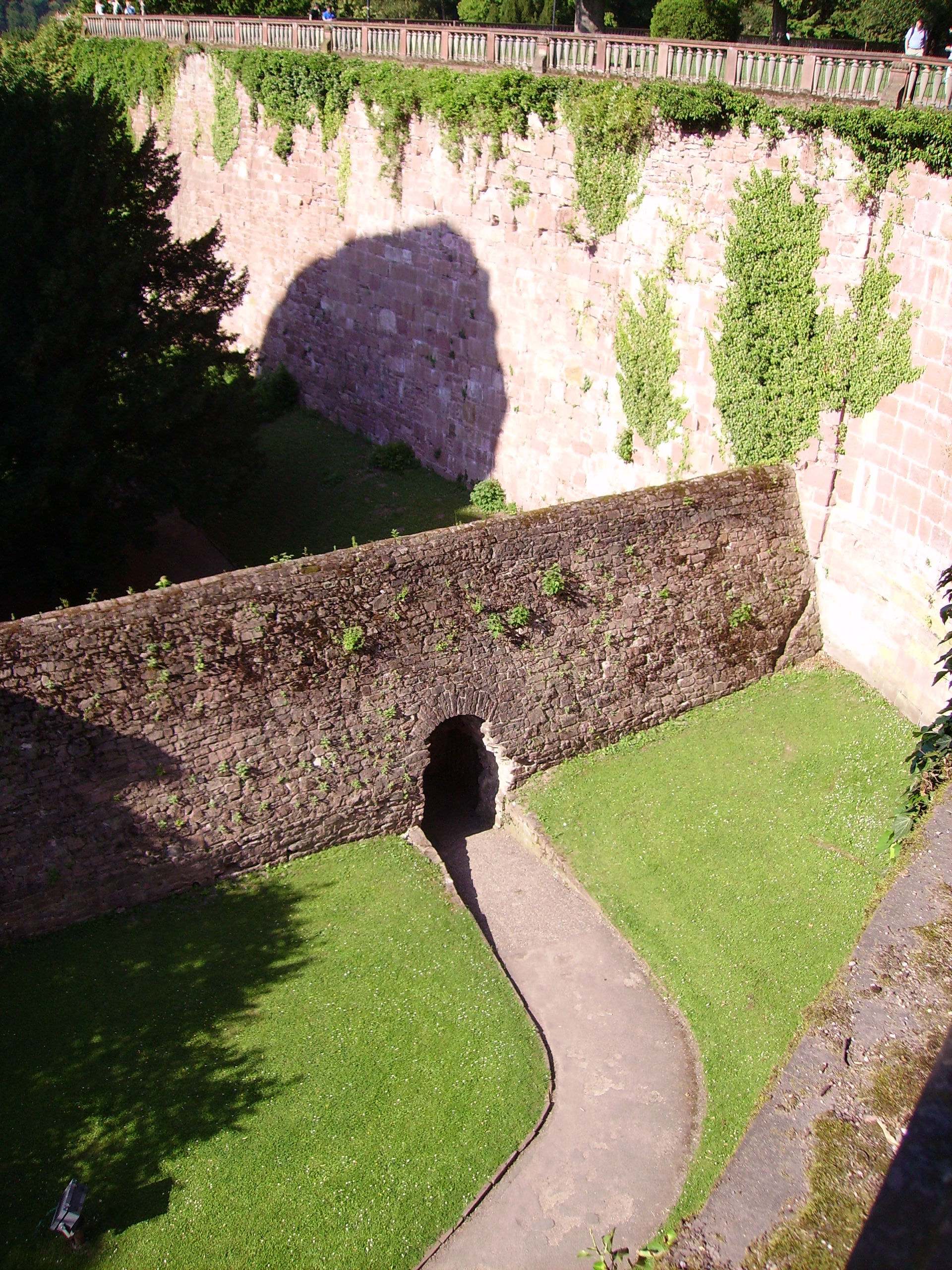
堀の中を通るヴァッサーカゼマッテン

カゼマッテンとは要塞の建物を砲撃から護る遮蔽施設のことで、三十年戦争以後は廃墟として言及されている。
塔や建物の下部の壁は同時に城の東側がフリーゼンタールに崩落するのを防ぐ支えであると同時に防衛目的も担っていた。カゼマッテンの一部は一旦埋められたが再び掘り返されている。薬局塔と火薬塔の間は完全に保存されている。他はかろうじて銃眼が識別できる程度である。様々な選帝侯らによって転用や改築が行われ、カゼマッテンは部分的に著しく脆弱なものになっていった。このため1998年には安全上の理由からカゼマッテンの直下を通るフリーゼン散策路は閉鎖された。
火薬塔に通じる遮水壁、ヴァッサーカゼマッテンは16世紀に建造された二重ヴォールトのギャラリーでフリーゼンタールから堀への入り口を塞いでいる。上部はケーニヒスシュトゥールから城へ水を導く水道の役割をなしていた。

### 武器庫とカール砦

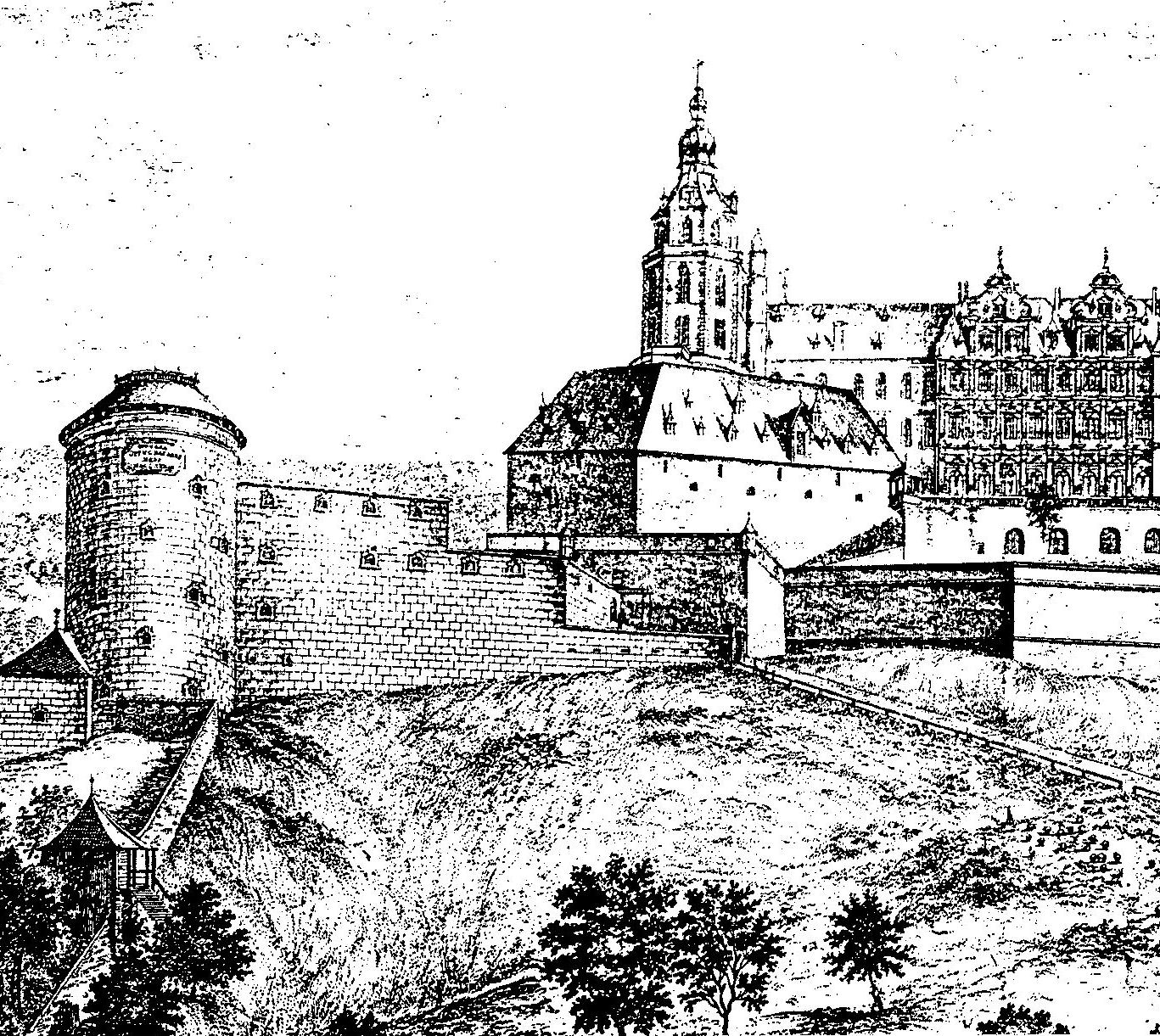
1684年のカール砦の様子

武器庫 (Zeughaus) の Zeug とは軍備をさす言葉で、後に（特に砲兵隊がツンフトを結成していた時期には）大砲とその付属品を指した。
武器庫は防衛施設の一部で、この城の城砦的としての最後の建築期に設けられた。この施設は城の最も北に位置し、ネッカー渓谷に向かって突きだした砦となっていた。武器庫の前は砲台となっており、携帯火器を備えた守備兵のための鋸壁がその上に設けられていた。
武器庫には、武器、弾薬、武具が保管されていた。三十年戦争では、ネッカー川対岸からの砲撃により激しい損傷を被った。この時の損傷は現在も城壁に見ることができる。プファルツ継承戦争時の1693年に武器庫はフランス軍によって爆破された。その後すぐに修復がなされた。しかし1764年に焼失し、再建されなかった。

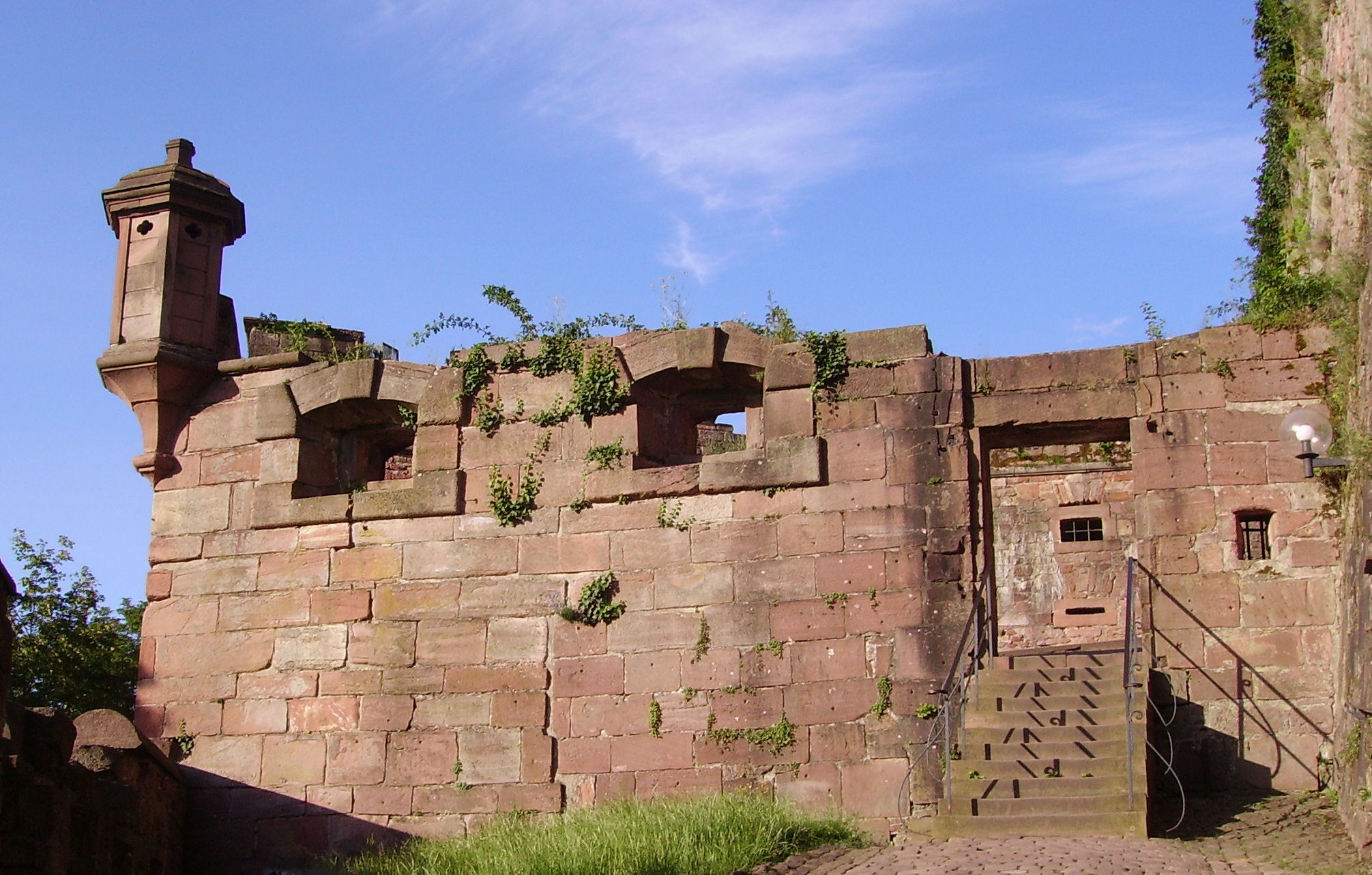
カール砦跡

武器庫の前には、カールス塔を備えたカール砦 (Karlschanze) が位置していた。この砦は城の北東を護る完全な軍事施設であり、三十年戦争後に球技場の跡地に造られた。運搬車両が通れる城への輸送路は南側の門だけであった。カール砦は1683年に建造され、早くも1689年にはフランス軍によって爆破された。現在ではかつての防衛用の砲塔は完全に姿を消している。

## 庭園

### シュトュックガルテン

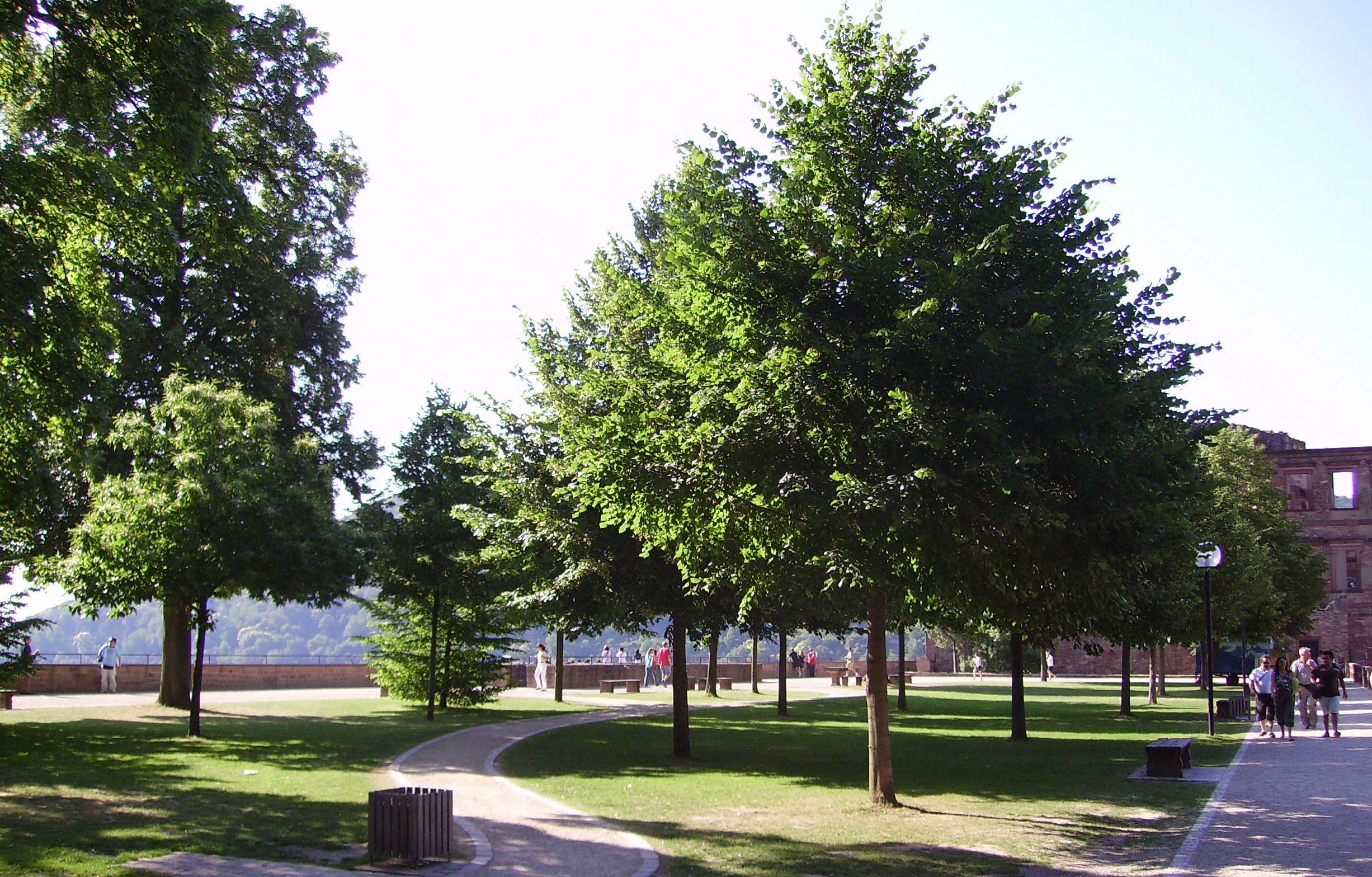
シュトュックガルテン

シュトュックガルテン (Stückgarten) のシュトュックとは、かつてここに設置されていた大砲のことである。シュトュックは砲の古い言い回しであり、また大砲の種類の一つでもある。
シュトュックガルテンは城の西のテラスにあたる。元々は、選帝侯ルートヴィヒ5世により造営された大砲を備えた施設であった。フリードリヒ5世はこの施設を遊歩庭園に造り替え、城の防衛能力を弱体化させた。
改造されたシュトュックガルテンを散歩することは、きわめて高貴な楽しみであった。この庭園へはエリーザベト門を通って入る。エリーザベト門と小鳥小屋が城に入り込むことを遮っていた。並木道がイギリス館に通じ、飾り花壇が設けられていた。
三十年戦争はハイデルベルクに及んだ時、城周辺に設けられたテラスは防禦の妨げになった。これらのテラスが、城への進入路となったのである。このため、庭園の上には直ちに壁や堡塁が築かれた。
ロンデルと呼ばれる半円形に張り出したテラスからは、天気が良ければ、ライン盆地の反対側にあるプフェルツァーヴァルトまで眺めることができる。また、眼下にはハイデルベルクの街並みの屋根や堀が見られる。

#### エリーザベト門

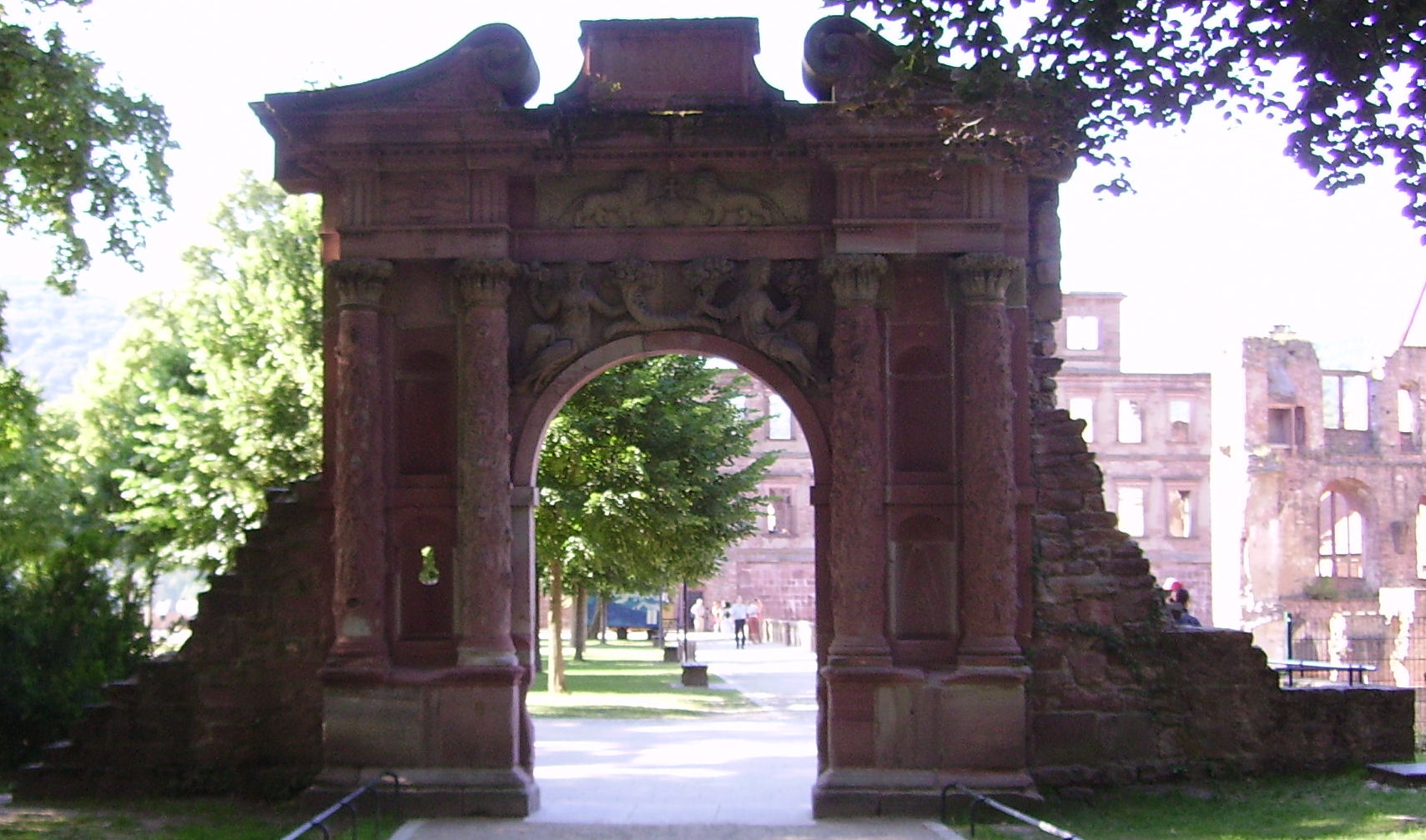
エリーザベト門。背景の建物はイギリス館。

エリーザベト門 (Elisabethentor) はイギリス王女のエリザベス・ステュアートに由来する。
シュトュックガルテンの入り口はエリーザベト門である。この門の建立はイギリス館やディッカー塔の劇場の改築と同様に、フリードリヒ5世が妻エリザベス・ステュアートの栄誉のために行ったものである。
この門は1615年、彼女の20歳の誕生日に若い妻を驚かすために一夜にして建設されたとされるが、これを裏付ける文献上の証拠はない。献呈の辞にはこう書かれている。

FRIDERICVS V ELISABETAE CONIVGI. CARISS (IMAE) A(NN0). C(HRISTI). MDCXV. F(ACIENDUM). C(URAVIT) 

（フリードリヒ5世が愛する妻エリザベスのために1615年にこの門を造らせた）

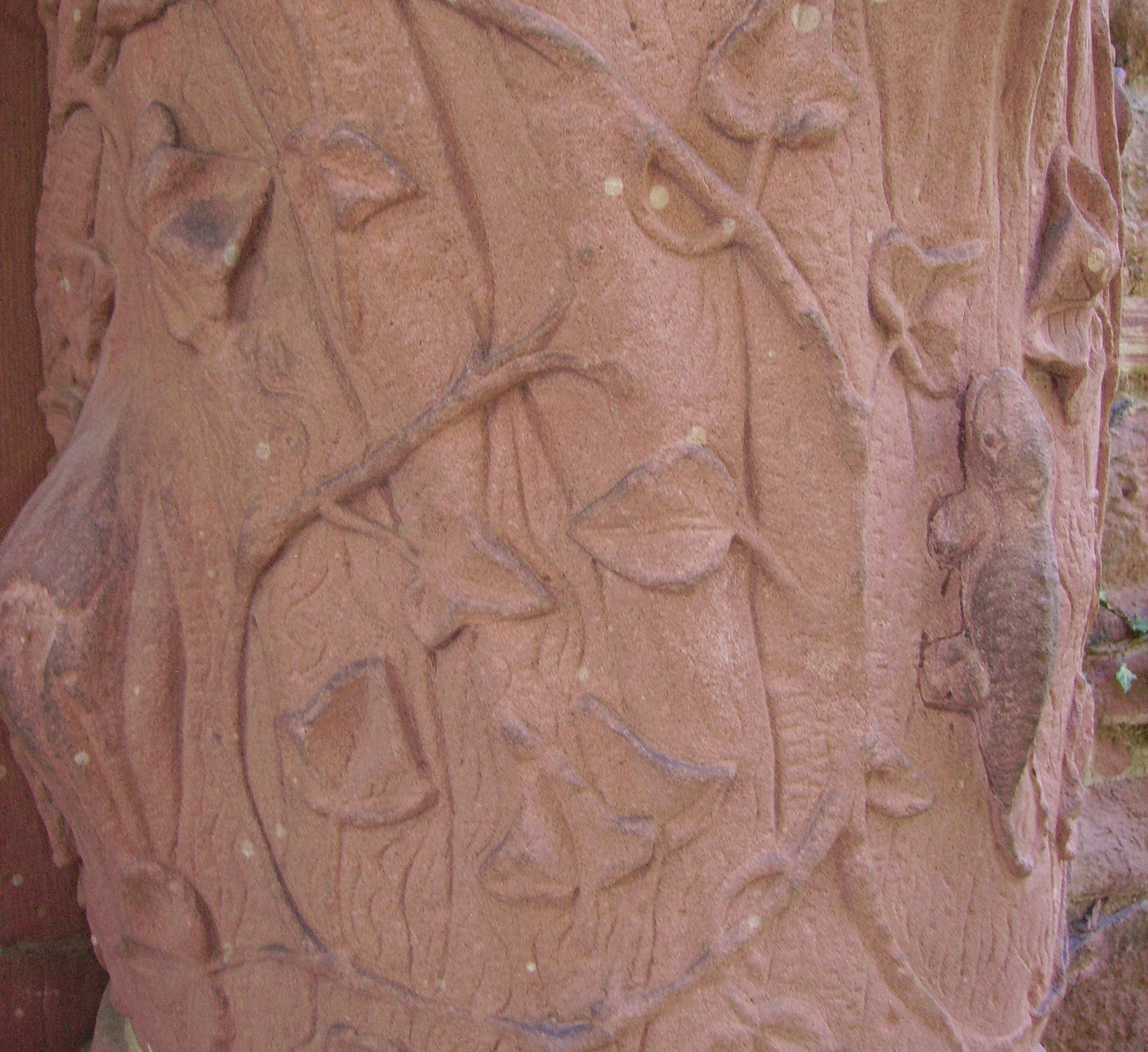
エリーザベト門の柱

エリーザベト門は凱旋門の様式で造られており、ハイデルベルク城におけるバロック建築のモニュメントである。建築家はエリザベスと一緒にハイデルベルクにやって来た2人の建築家のうちの1人サロモン・ド・コウである。4本の柱は樹木を模しており、それにキヅタが絡む意匠に象られている。葉の間には、カエル、甲虫、カタツムリ、トカゲ、リスなど様々な動物が隠れている。

#### 小鳥小屋（オランジュリ）

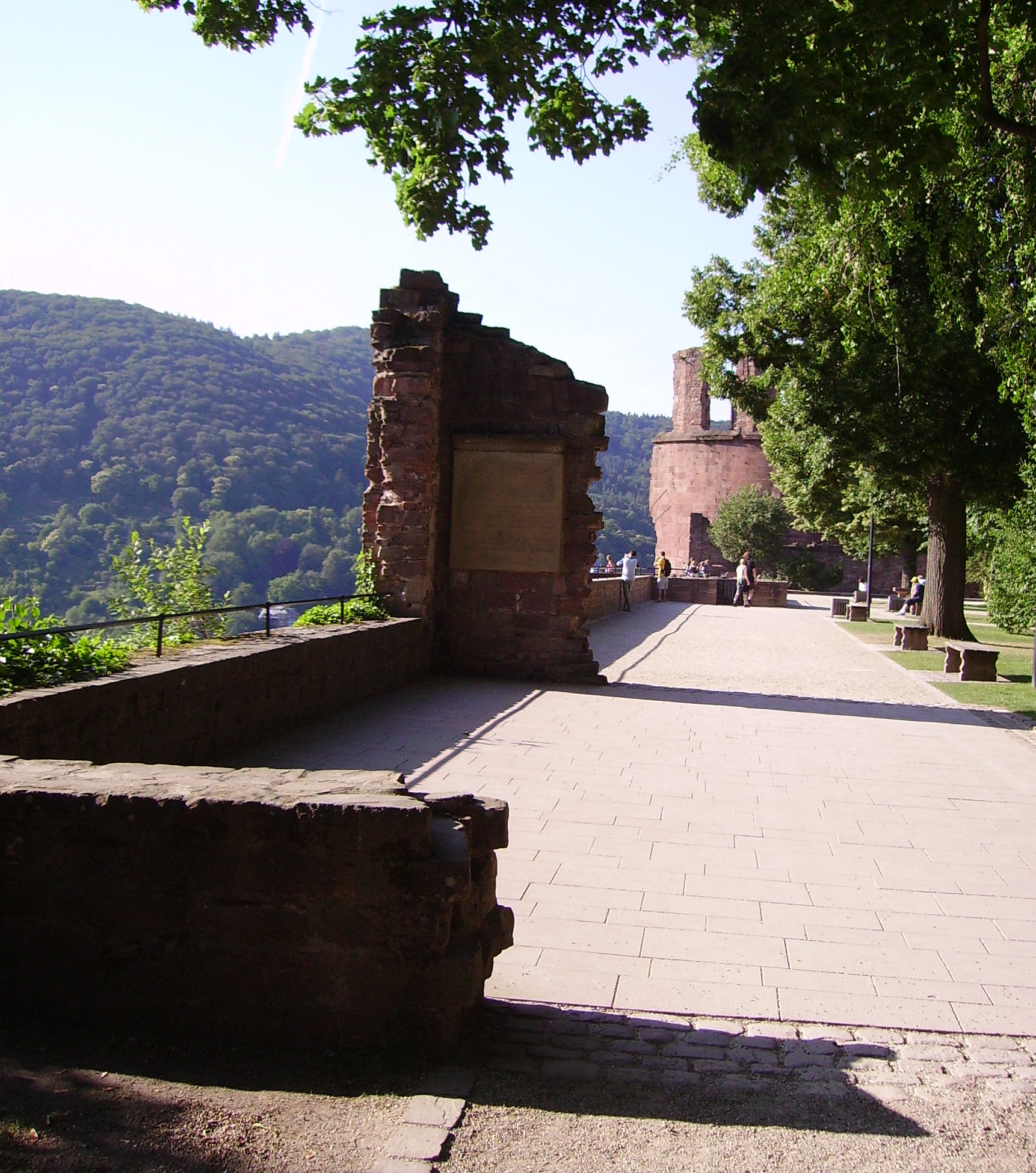
小鳥小屋跡

シュトュックガルテンの南部、エリーザベト門のすぐ隣に小鳥小屋 (Vogelhaus) が造られた。後に小鳥小屋はオランジュリ（Orangerie、オレンジなど暖かい地方の植物を育てるための温室）に改築された。18世紀の初めには堀まで拡張され、エリーザベト門もその敷地の一部に含まれるようになった。オランジュリハウスを、ホストルームを持つ3階建てのゲストハウスに改築する案が立てられたがプファルツ選帝侯の宮廷はこれを拒否した。現在は西壁の一部と広さを示す地面の板石が遺るだけである。オランジュリの植物は1725年にシュヴェツィンゲン城に運ばれた。
オランジュリの撤去に対する同意は1805年に選帝侯が訪れた際に与えられた。その後シュトュックガルテンはフォアホーフやテラスガルテンと一体の庭園施設として統合され、公共の公園として一般に開放された。

#### ゲーテ記念碑
旧小鳥小屋の壁跡に1961年に記念板が取り付けられた。これは城内で最も古い記念板の一つであった。この碑板にはマリアンネ・フォン・ヴィレマーがヨハン・ヴァルフガング・ゲーテと最後に逢った際の想いを詠った詩句の一部が刻まれている。1824年8月28日のゲーテ75歳の誕生日にこの城で書かれた9連の詩のうち、3連が碑文に採り上げられた。
このゲーテ記念碑の真向かいにイチョウの木がある。ゲーテはイチョウの葉をマリアンネ・フォン・ヴィレマーに友情の徴として贈った。その詩は後に西東詩集のズライカの書に収められた。

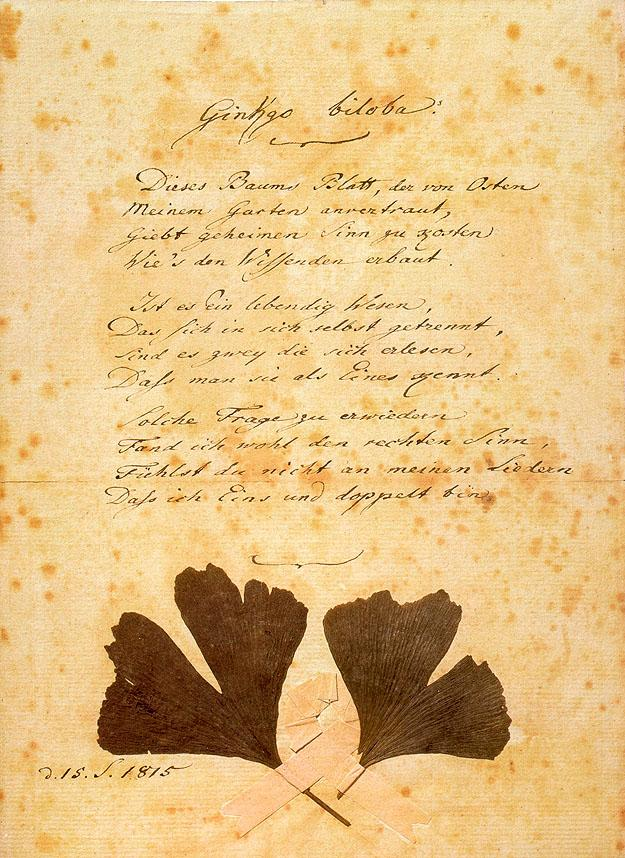
『イチョウの葉』の自筆原稿

ゲーテは友情と共にイチョウの葉を贈り、その形について語ったと言われている。フランクフルトの友人で銀行家のヨハン・ヤーコプ・フォン・ヴィレマーの3番目の妻で、自分よりも20歳以上若いマリアンネ・フォン・ヴィレマーへの愛情表現として、彼はイチョウの葉を贈ったのである。ゲーテと親交のある芸術収集家で作家のズルピーツ・ボアスレは日記にゲーテの詩 "Gingo biloba" （『イチョウの葉』）の成立過程について記述している。
  「気持ちの良い夕方。ゲーテはヴィレマーに友情の証としてこの街のイチョウの葉を一枚贈った。イチョウの葉は、1つだったものが2つの部分に分かれていったのか、2つのものが1つになったのか分からない。そんな思いをこの詩に込めたのである。」 
それはこんな詩である。

イチョウの葉 (Gingo Biloba) 

『東の国から私の庭に

植え替えられたイチョウの木の葉は

その秘められた意味で

知恵あるものを喜ばす

...』

ゲーテが2枚のイチョウの葉を貼り付けた『イチョウの葉』の原稿は、現在デュッセルドルフのゲーテ博物館で目にすることができる。1795年に植えられて1815年9月にゲーテがその葉をヴィレマーに贈ったイチョウの木は、1928年にはまだ「ゲーテが、素晴らしい詩を捧げたまさにその木」であったが、今はもうない。現在の木は1936年に植えられたものである。

### 城館庭園（ホルトゥス・パラティヌス）

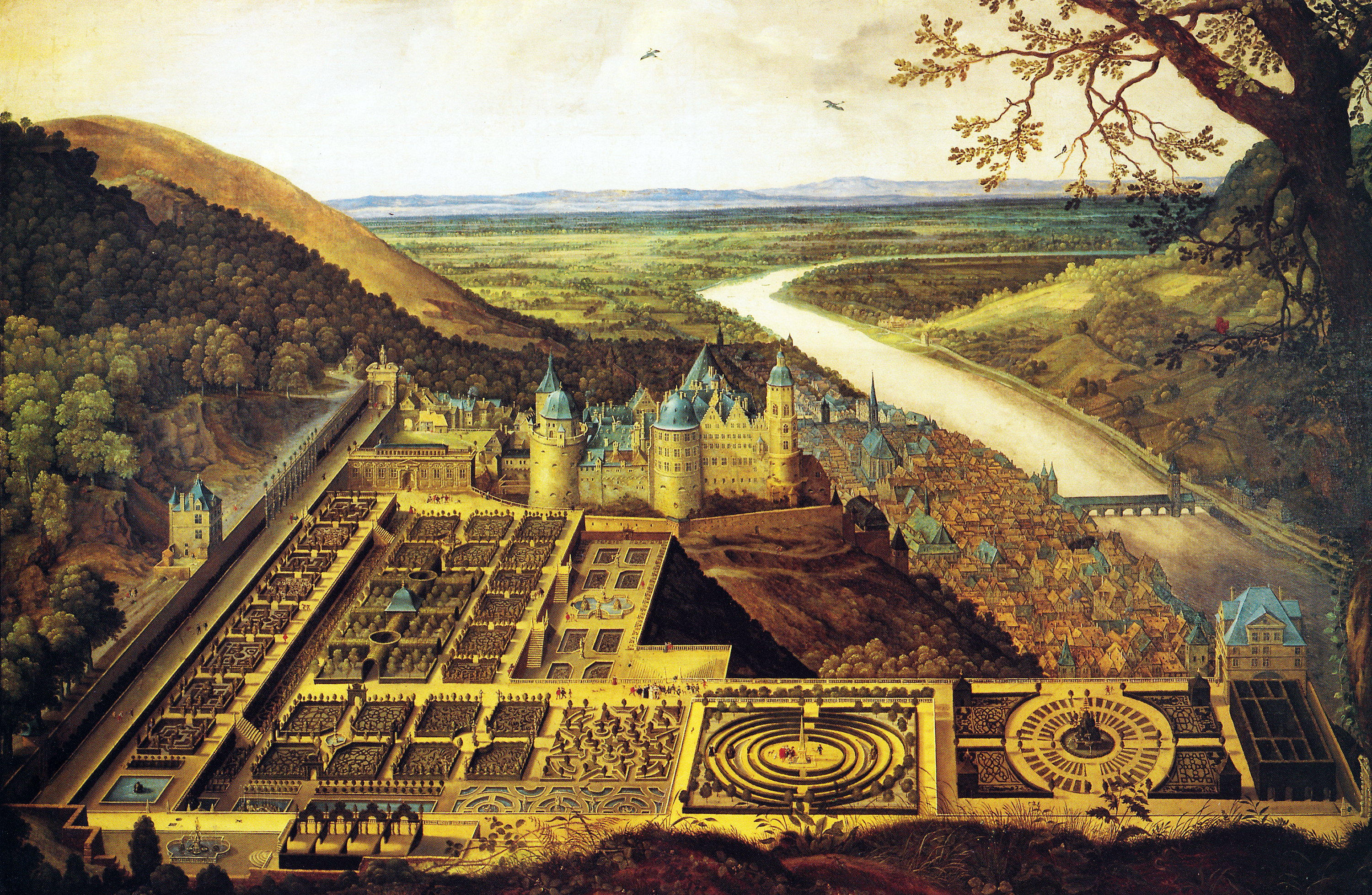
ジャック・フーキエが描いた城館庭園（1620年）

ラテン語でホルトゥス・パラティヌス（Hortus Palatinus、プファルツ選帝侯の庭）という名が付けられている城館庭園 (Schlossgarten) は、選帝侯フリードリヒ5世の命令に従いサロモン・ド・コウによって建設された。この庭園は中世後期のハーゼンゲルトライン（Hasengärtlein、直訳すると「ウサギの小庭」）と呼ばれた砦の庭園を拡張したものである。そのために大規模な測量がなされた。また、城の防衛力は低下した。フリードリヒがベーメン王となりプラハに移ると、ホルトゥス・パラティヌスの造営は中止された。従ってこの庭園は完成されておらず、絵画によってパーテアの形や構成が遺されているだけである。ホルトゥス・パラティヌスは当時ヨーロッパで最も有名な庭園の一つで、世界の七不思議に次ぐ「8番目の不思議」と称された。
選帝侯カール・フィリップは1719年にフリードリヒ5世の庭の一部をバロック庭園に手直しする工事を始めた。
その後、1832年にカールスルーエ工科大学に林業植生学の講座が設けられ、植物栽培への興味は薄れていった。時代が過ぎるにつれ、広葉樹に針葉樹が混ざって植えられるようになり、庭園全体の印象も変化した。

#### シェッフェルテラス

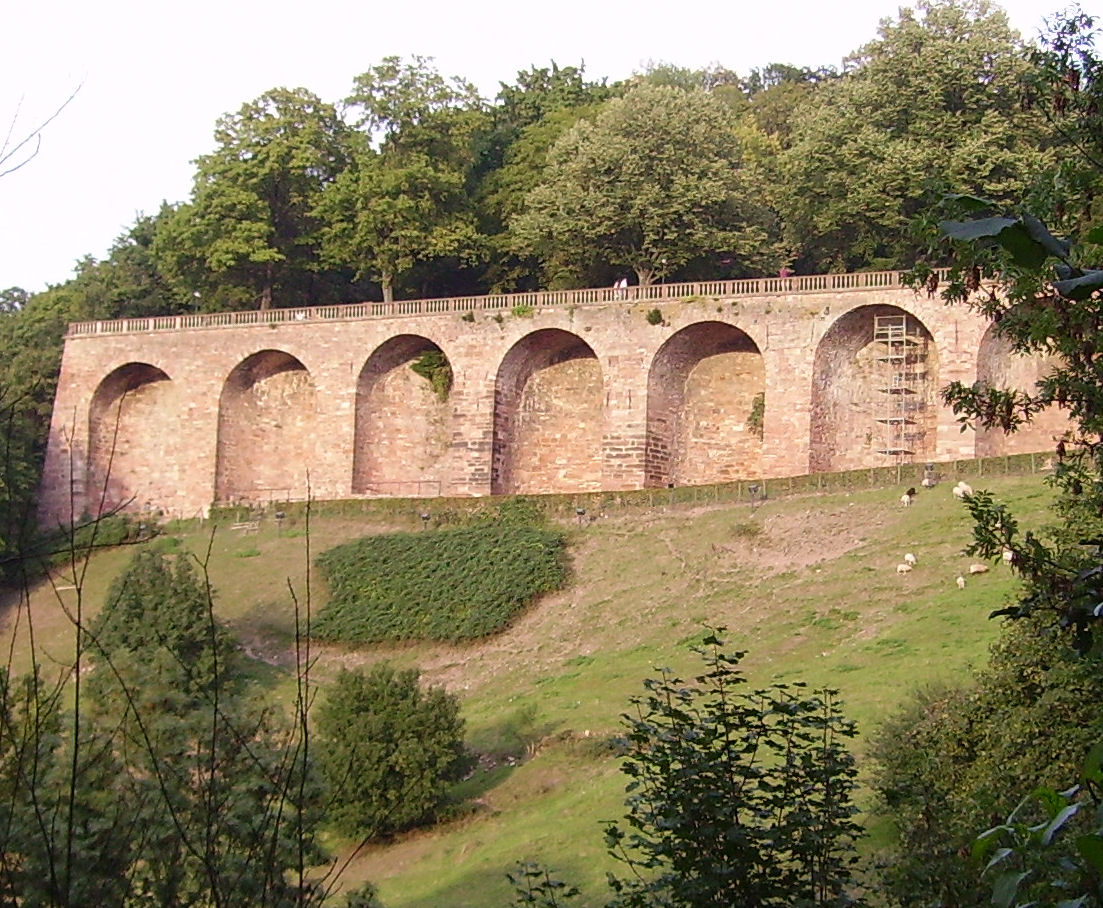
シェッフェルテラス

城館施設の向かい側にある広いシェッフェルテラス (Scheffelterrasse) の上に館を建てる計画があったが、これは実現しなかった。テラスの基台は高さ20mのアーチ状の構造をしており目をひく。この施設により、この庭園はフリーセンベルクまで拡張できたのである。

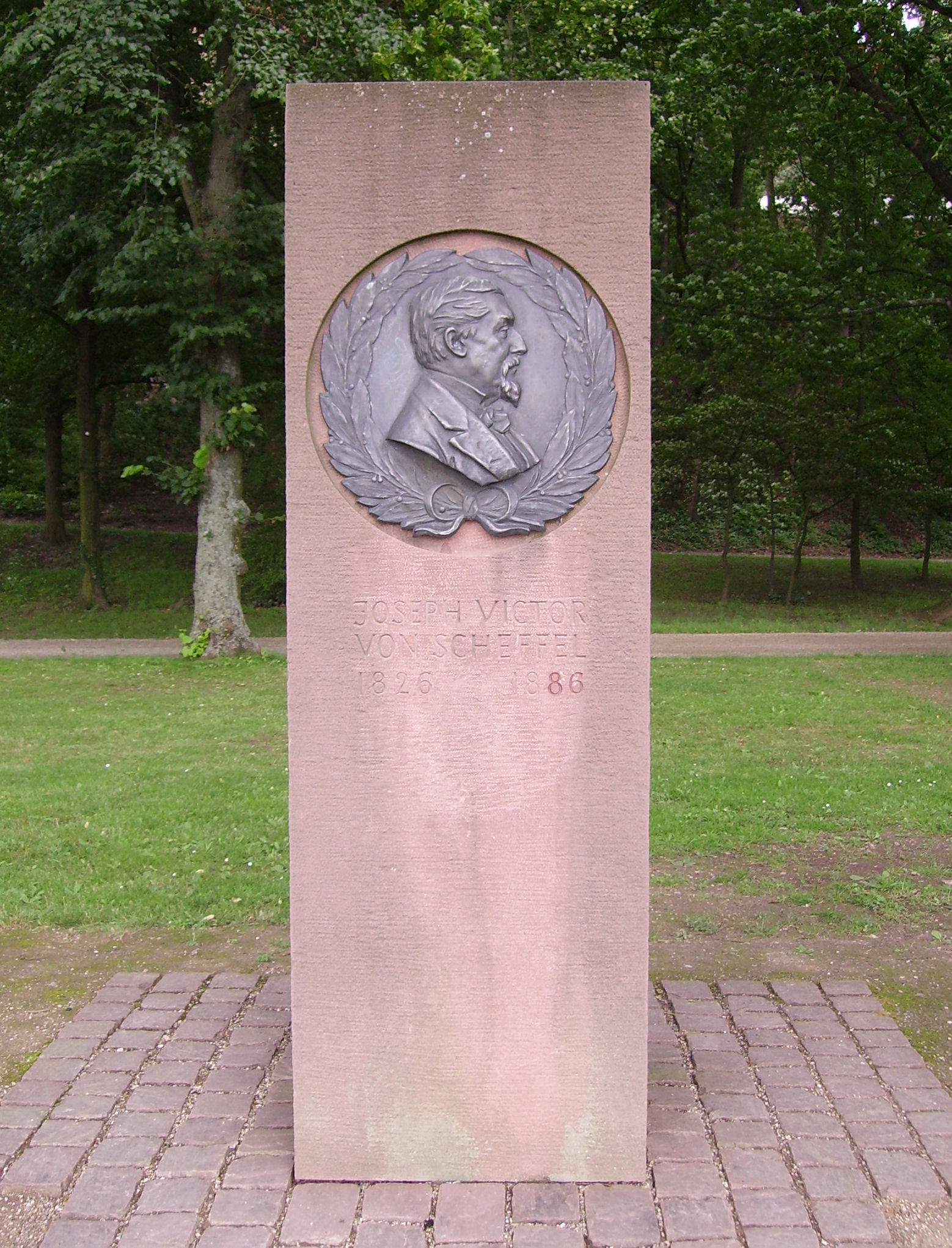
シェッフェル記念碑

シェッフェルテラスの名前は、1891年から1942年までここに建てられていた詩人ヨーゼフ・ヴィクトール・フォン・シェッフェルの銅像にちなんで付けられた。この像は1942年に鋳つぶされた。1976年6月26日に新しいシェッフェル記念碑の除幕式が行われた。この記念碑は以前のものに比べると慎ましいもので、石材にメダル状にシェッフェルの肖像が嵌め込まれている。これはカールスルーエにあるシェッフェルの墓から型どりされたものである。
シェッフェルはハイデルベルクを詠った多くの詩を遺している。なかでも「Alt-Heidelberg, du feine」（古きハイデルベルクよ、おまえは素晴らしい）は、アントン・ツィマーマンによって作曲され、ポピュラーな学生歌となった。シェッフェルは、ヘイデルベルクではとても有名で、様々な場所に肖像がある。1942年以後、そうしたなかシェッフェルテラスだけにはシェッフェル記念碑がないという状況にあった。そこである学生たちがシェッフェルの像を創り、シェッフェルテラスに設置しようと決心した。次の朝、彼らは地面に肖像を描いた。一人が城の管理人を呼び、悪戯っぽく尋ねた。

これが有名なハイデルベルク城の小人ペルケオかな？

城の役人はこう答えた。

いや、そうじゃない。でも、まあ、この人も大酒飲みには違いないな。

シェッフェルテラスの反対側でバルコニーは右に折れ、方形堡がある。サロモン・ド・コウはここにオープン・ホールを持つ塔状の建物を建てるつもりであった。ここからは、城、ハイデルベルク市街、ネッカー渓谷を見渡す感銘深い眺望が得られるからである。だが、1619年の基礎工事の段階で工事は中止された。

#### ゲーテとマリアンネのベンチ

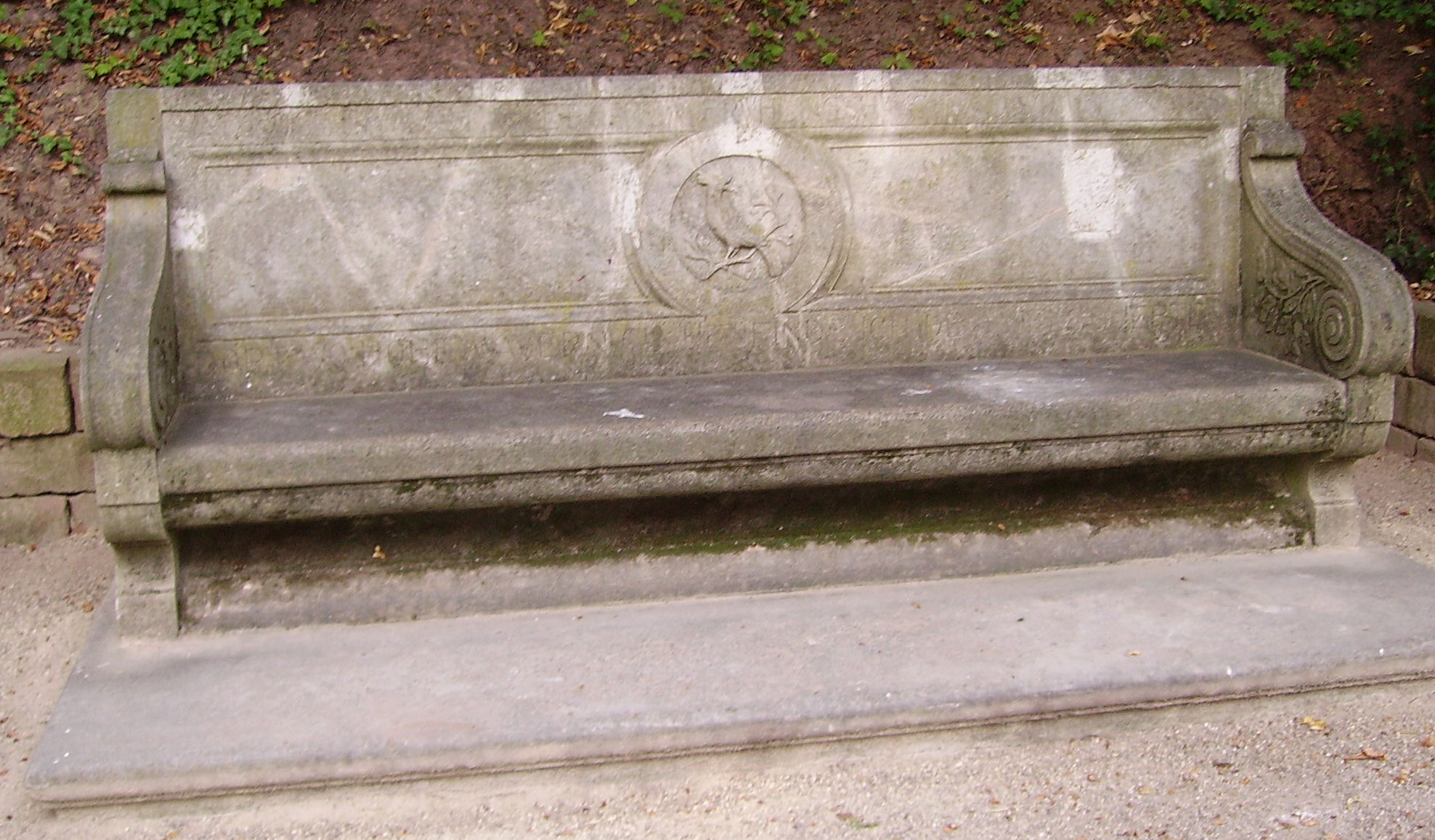
ゲーテとマリアンネのベンチ

1922年の初め、メインテラスの東端に石灰岩でできたゲーテとマリアンネのベンチが設置された。この石造りのベンチは、ハイデルベルク大学の教授らが1919年に、西東詩集の出版100周年記念に呼びかけたものである。背もたれには、オリエントで恋の使者とされるヤツガシラが刻まれ、ベンチの上にはこう刻まれている。

Und noch einmal fühlet Hatem Frühlingshauch und Sommerbrand 

（そして再び春の息吹や夏の灼熱を感じた）

これは、ゲーテがマリアンネ・フォン・ヴィレマーと出会った時の思いを引用したものである。
ベンチの近くには、ゲーテの頭像が掲げられた高さ2mのゲーテ記念碑がある。この記念碑は1987年5月5日のヨーロッパの日に除幕された。石造の基台にはこう記されている。

Auf der Terrasse hoch gewölbten Bogen war eine Zeit sein Kommen und sein Gehn 

（高いヴォールトのアーチが支えるテラスの上には、私に去来した一つの時代が載っている）

この「高いヴォールトのアーチが支えるテラス」とはシェッフェルテラスのことである。

## フリーゼンタール

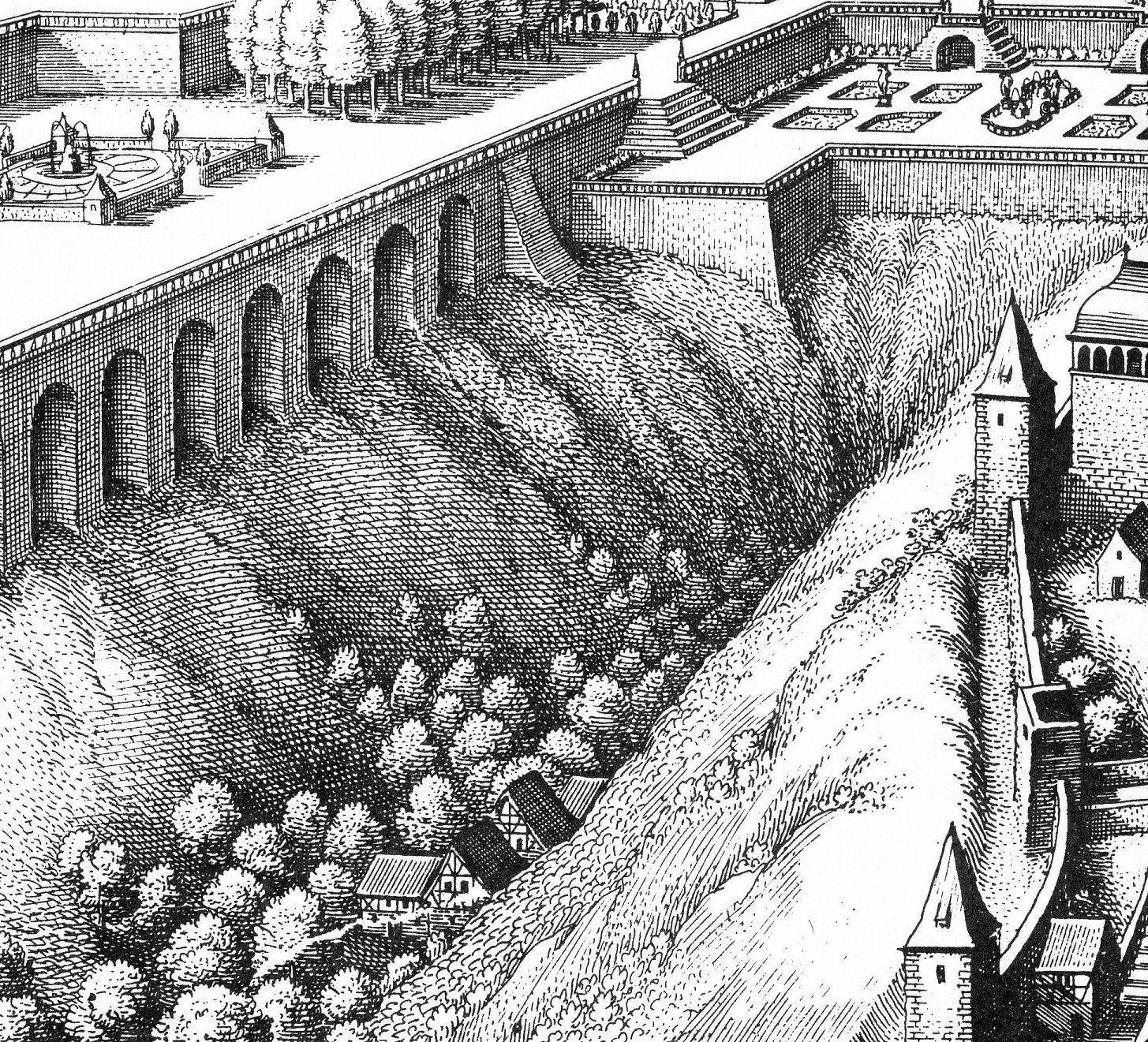
マテウス・メーリアンの版画に描かれた1645年頃のフリーゼンタール。向かって左から上に城館庭園、右が内庭部である。

フリーゼンタール (Friesental) は、城郭施設に囲まれている。1750年の文書にはフリーゼンタールは「Thier-Garthen」（動物園）と記録されており、ノロジカやシカが棲んでいた。城に向かう斜面はかつて「冷たい谷」と呼ばれていた。これはあまり陽がささない場所であったからである。
東側にはカルメル会の森があり、学僧の宿舎に選帝侯ループレヒト1世が創設したヤーコプ礼拝堂のわずかな遺構が往時のカルメル会修道院をしのばせる。カルメル会の教会にはヴィッテルスバッハ家の墓所もあった。ここに葬られていた人物は、ミュンヘンに居館を持つバイエルン王の直系の祖先にあたるため、1805年にその棺はミュンヘンの宮廷教会である聖ミヒャエル教会に移された。

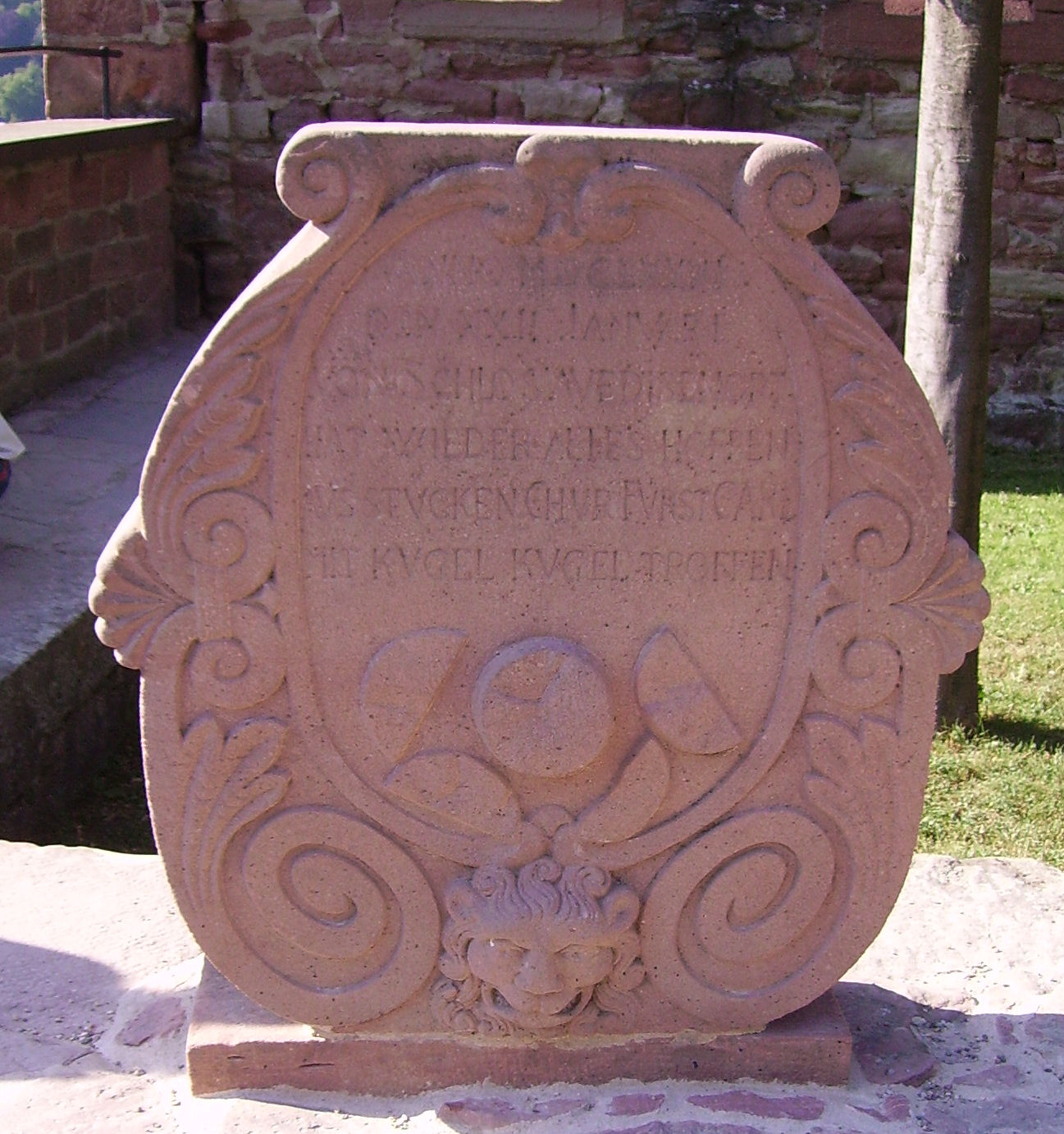
ディッカー塔前の石碑
フリーセンベルクに隣接する城の東側には選帝侯軍砲兵隊の射撃練習場が設けられていた。選帝侯カール2世は射撃訓練を楽しみにしていた。1681年にディッケン塔近くに設置された石碑には射撃訓練中のできごとが誇らしげに記されている。1681年1月22日に、向かい合った2人の射撃手が同時に撃ち合ったところ、弾丸が空中で互いに命中したというものである。この石碑は後にシュトュックガルテンに移され、多くの人にこのできごとを伝えている。

## 観光

### シュロスベロイヒトゥンク

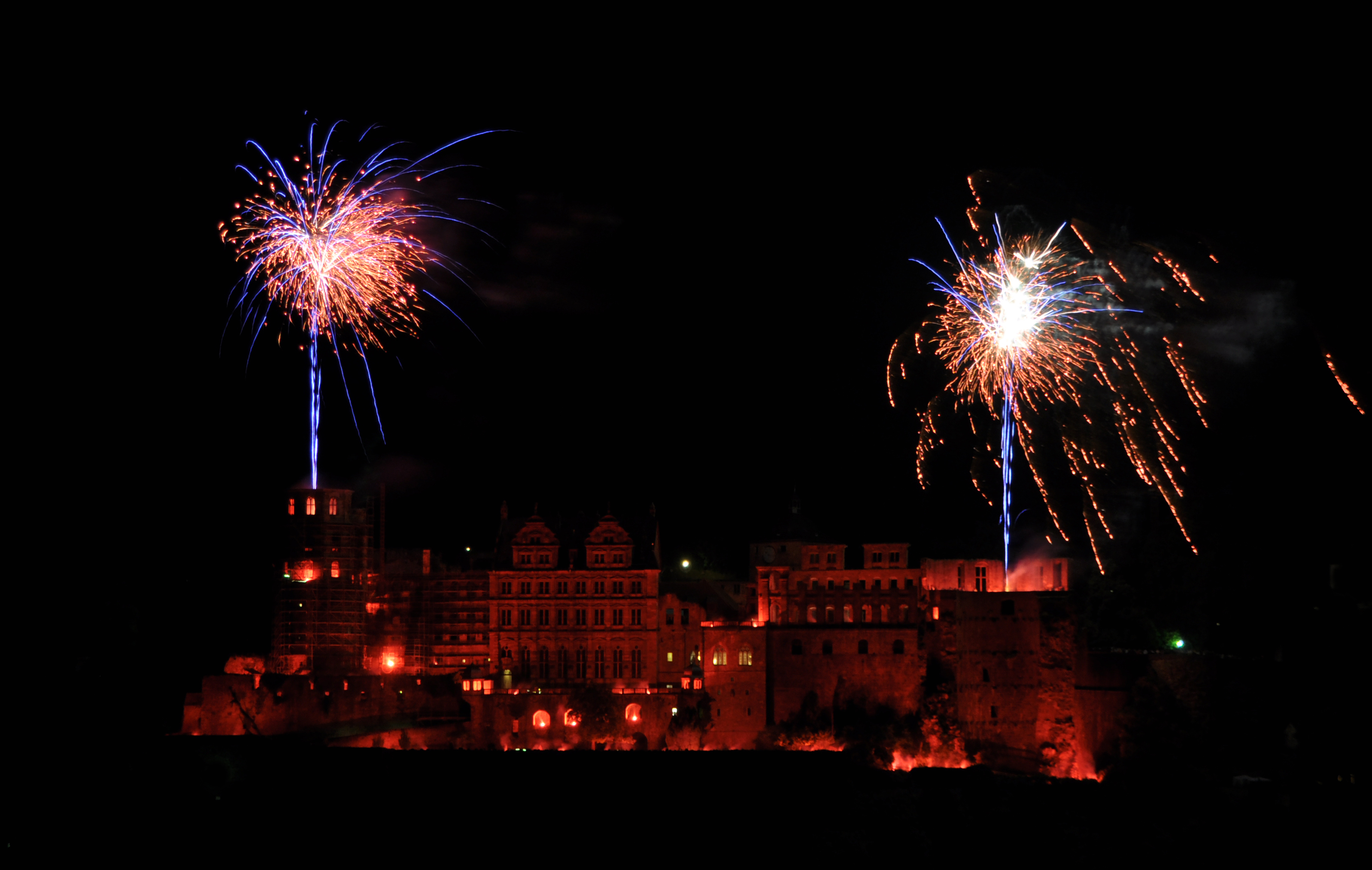
シュロスベロイヒトゥンク

年に数回シュロスベロイヒトゥンク（Schlossbeleuchtung、直訳すると「城を照らす」）という催しが開催される。これは城を中心として取り囲むように花火を上げて、1693年の城の破壊を演出する催しである。1878年に、マーク・トウェインは著書『ヨーロッパ放浪記』の中でシュロスベロイヒトゥンクについて言及している。
最初のシュロスベロイヒトゥンクは、1815年6月にオーストリア皇帝フランツ2世、ロシア皇帝アレクサンドル1世、プロイセン王フリードリヒ・ヴィルヘルム3世、バイエルン皇太子ルートヴィヒほか多くの貴顕が何週間にもわたってハイデルベルクに滞在した際に催された。この会合で、神聖同盟締結の流れが決定された。出席している元首らのために市当局は城のライトアップを決めた。この時は単純に城の内庭で木材や燃えやすい布類に点火するだけであった。
1830年5月に行われた続いてのシュロスベロイヒトゥンクは、オーストリア皇帝、ロシア皇帝およびプロイセン王がハイデルベルクを訪れた際に、城の庭園技師メッツガーによって企画された。現在のシュロスベロイヒトゥンクは、プファルツ継承戦争時のフランスの将軍 Ezéchiel de Mélac による1689年と1693年のハイデルベルク城の破壊を思い起こさせるものになっている。
ハイデルベルクの新聞ライン＝ネッカー・ツァイトゥンクはシュロスベロイヒトゥンクの歴史的背景と現在について記述している。

「何十年も前からシュロスベロイヒトゥンクのたびに約50人の消防隊員が協力者として城に配置されている。これは名誉な任務であり、多くが父から子や孫へと継承される。ホルシュト・ハッセルバッハは30年ほど前に手伝えないだろうかと尋ねてみた。それ以来彼はシュロスベロイヒトゥンクに参加する機会を逃したことはない。聖霊教会の時計が22時15分になると信号のロケットが打ち上げられる。これは「用意！」の合図である。そこで協力者達は全員導火線に点火する。そしてそのきっかり30秒後に2度目の発射となり、協力者達はベンガル花火の導火線に火を付ける。すると赤い光の中に城が燃え立つように輝くのである。」

— ライン＝ネッカー・ツァイトゥンク 2005年8月30日付

### ハイデルベルク城演劇祭
夏のハイデルベルク城演劇祭では、城の内庭で様々な種類の芸術が野外上演される。ハイデルベルク城演劇祭は、ハイデルベルク市立劇場により組織され、1926年にウィリアム・シェイクスピアの『真夏の夜の夢』の公演で幕を開けた。
外国、特にアメリカ合衆国では、架空の王子の恋物語であるカール・フランツ・フォン・カールスベルクのオペレッタ『学生王子』(Der Studentenprinz) が有名である。ハイデルベルクで勉強中の皇太子が大家の娘に夢中になるが、国家的な事情で交際を諦めなければならなかったという物語である。この作品は、ハイデルベルク城演劇祭では英語（またはドイツ語の台詞と英語の歌）で上演され、国外からの観客を集めている。この作品はドイツ国内ではほとんど知られていない。このオペレッタはヴィルヘルム・メイヤー＝フェルスターの芝居『アルト・ハイデルベルク』に基づいている。この芝居は1901年11月22日にベルリン劇場で初演された。日本では、明治時代にはドイツ語を学ぶ学生の必読書とされていた作品で、ハイデルベルクとハイデルベルク城の知名度を上げるのに大きく貢献した作品である。
この他、城では無声映画の上映会も行われており、その際には歴史的なオルガンが伴奏に用いられる。